# NMB48の楽曲一覧
NMB48の楽曲一覧（エヌエムビー フォーティーエイトのがっきょくいちらん）は、日本の女性アイドルグループ・NMB48による楽曲の一覧である。
他のAKB48グループとの重複楽曲は記載していない。シングルカップリング曲の歌唱メンバーは、シングル表題曲ではなくこの項目にのみ記載している。特記無き場合は秋元康による作詞である。

## overture
- overture（NMB48 ver.）

作詞：不明、作編曲：尾澤拓実、歌唱：DJ TAZ
- overture（LAPIS ARCH ver.）

LAPIS ARCHのイベントに使用。

## 劇場公演
小目次:NMB  - N
| 年   | 楽曲名                           | 作詞                     | 作曲                 | 編曲                | 収録                 | 脚注                   |
| ---- | -------------------------------- | ------------------------ | -------------------- | ------------------- | -------------------- | ---------------------- |
| 2024 | OUR STORY                        | Carlos K.                | Carlos K.            | Carlos K.           | 「天使のユートピア」 |                        |
| 2024 | 青い春よ                         | Yuya Fujinaka            | Yuya Fujinaka        | Yuya Fujinaka       | 「天使のユートピア」 |                        |
| 2024 | 愛デンティティ                   | 鈴木エレカ               | oni・鈴木エレカ      | oni                 | 「天使のユートピア」 |                        |
| 2024 | ROUTE48                          | Ayuka Miyake             | 田中マッシュ         | 田中マッシュ        | 「天使のユートピア」 |                        |
| 2024 | 君はエイリアン                   | JOE・Carlos K.           | JOE・今川トモミチ    | 今川トモミチ/JOE    | 「天使のユートピア」 |                        |
| 2024 | チュッてギュッてグッと♡          | ぶっ恋呂百花             | ぶっ恋呂百花         | ぶっ恋呂百花        | 「天使のユートピア」 |                        |
| 2024 | SPARK                            | 丸谷マナブ               | 丸谷マナブ           | 丸谷マナブ          | 「天使のユートピア」 |                        |
| 2024 | 美しく激しく咲く                 | Yuya Fujinaka            | Carlos K.            | 中野悟朗・Carlos K. | 「天使のユートピア」 |                        |
| 2024 | 僕らはまだ                       | 山本彩                   | 山本彩・田中マッシュ | 田中マッシュ        | 「天使のユートピア」 | [ 注 1 ]               |
| 2024 | 脇役・学生Z                      | 鈴木エレカ               | 鈴木エレカ・pw.a     | pw.a                | 「天使のユートピア」 |                        |
| 2024 | 天使のユートピア                 | Carlos K.                | Carlos K.・oni       | oni                 | 「天使のユートピア」 |                        |
| 2024 | 全部抱きしめろ!                  | Carlos K.・Yuya Fujinaka | Carlos K.・oni       | oni                 | 「天使のユートピア」 |                        |
| 2024 | HOME～ずっと友達～               | 秋元康/多田慎也          | 多田慎也             | 中野悟朗            | 「天使のユートピア」 |                        |
| 2024 | 繋ぎ歌～世界の国からこんにちは～ | Carlos K.                | T4K・Carlos K.       | T4K・Carlos K.      | 「天使のユートピア」 | 繋ぎ歌                 |
| 2024 | 繋ぎ歌～世界の国からこんにちは～ | 島田陽子                 | 中村八大             |                     | 「天使のユートピア」 | 世界の国からこんにちは |
| 2024 | 永遠のメロディー                 | Akira Sunset・SoichiroK  | SoichiroK・Nozomu.S  | Soulife             | 「天使のユートピア」 |                        |

| 年   | 楽曲名                         | 作曲       | 編曲           | 収録                                        | 脚注 |
| ---- | ------------------------------ | ---------- | -------------- | ------------------------------------------- | ---- |
| 2013 | 青い月が見てるから             | 新隼人     | 野中“まさ”雄一 | チームN 3rd Stage「ここにだって天使はいる」 |      |
| 2013 | Radio name                     | ヒザシ     | 増田武史       | チームN 3rd Stage「ここにだって天使はいる」 |      |
| 2013 | ここにだって天使はいる         | 小川コータ | 原田ナオ       | チームN 3rd Stage「ここにだって天使はいる」 |      |
| 2013 | カトレアの花を見る度に思い出す | 佐々倉有吾 | 佐々木裕       | チームN 3rd Stage「ここにだって天使はいる」 |      |
| 2013 | 夢のdead body                  | 吉田敬子   | 野中“まさ”雄一 | チームN 3rd Stage「ここにだって天使はいる」 |      |
| 2013 | 何度も狙え!                    | 佐々木裕   | 武藤星児       | チームN 3rd Stage「ここにだって天使はいる」 |      |
| 2013 | おNEWの上履き                  | 村井大     | 若田部誠       | チームN 3rd Stage「ここにだって天使はいる」 |      |
| 2013 | この世界が雪の中に埋もれる前に | 吉木絵里子 | Funta7         | チームN 3rd Stage「ここにだって天使はいる」 |      |
| 2013 | ジッパー                       | 板垣祐介   | 板垣祐介       | チームN 3rd Stage「ここにだって天使はいる」 |      |
| 2013 | 初めての星                     | 小網準     | 生田真心       | チームN 3rd Stage「ここにだって天使はいる」 |      |
| 2013 | 100年先でも                    | 森英治     | 楊慶豪         | チームN 3rd Stage「ここにだって天使はいる」 |      |
| 2013 | リボンなんて似合わない         | you-me     | 板垣祐介       | チームN 3rd Stage「ここにだって天使はいる」 |      |
| 2013 | ドガとバレリーナ               | 川浦正大   | 光田健一       | チームN 3rd Stage「ここにだって天使はいる」 |      |
| 2013 | 情熱ハイウェイ!                | 早川暁雄   | 野中“まさ”雄一 | チームN 3rd Stage「ここにだって天使はいる」 |      |
| 2013 | 少し苦い人生相談               | 前口渉     | 前口渉         | チームN 3rd Stage「ここにだって天使はいる」 |      |
| 2013 | 不毛の土地を満開に…            | バグベア   | 佐々木裕       | チームN 3rd Stage「ここにだって天使はいる」 |      |

## シングル
小目次: 2011 - 2012 - 2013 - 2014 - 2015 - 2016 - 2017 - 2018 - 2019 - 2020 - 2021 - 2022 - 2023 - 2024 - 2025
| 年 | 楽曲名 | 名義 | 作曲 | 編曲 | 収録                          | 脚注                 |
| 年 | 歌唱メンバー | 歌唱メンバー | 歌唱メンバー | 歌唱メンバー | 収録                          | 脚注                 |
| --- | --- | --- | --- | --- | ----------------------------- | -------------------- |
| 2011 | 絶滅黒髪少女 | | GRAVITY | GRAVITY | 1st「絶滅黒髪少女」           |                      |
| 2011 | 小笠原茉由、門脇佳奈子、岸野里香、木下春奈、小谷里歩、近藤里奈、篠原栞那、上西恵、白間美瑠、福本愛菜、松田栞、山口夕輝、山田菜々、山本彩、吉田朱里、渡辺美優紀 | 小笠原茉由、門脇佳奈子、岸野里香、木下春奈、小谷里歩、近藤里奈、篠原栞那、上西恵、白間美瑠、福本愛菜、松田栞、山口夕輝、山田菜々、山本彩、吉田朱里、渡辺美優紀 | 小笠原茉由、門脇佳奈子、岸野里香、木下春奈、小谷里歩、近藤里奈、篠原栞那、上西恵、白間美瑠、福本愛菜、松田栞、山口夕輝、山田菜々、山本彩、吉田朱里、渡辺美優紀 | 小笠原茉由、門脇佳奈子、岸野里香、木下春奈、小谷里歩、近藤里奈、篠原栞那、上西恵、白間美瑠、福本愛菜、松田栞、山口夕輝、山田菜々、山本彩、吉田朱里、渡辺美優紀 | 1st「絶滅黒髪少女」           | [ 注 2 ] [ 3 ]       |
| 2011 | 青春のラップタイム | | 川浦正大 | 野中“まさ”雄一 | 1st「絶滅黒髪少女」           |                      |
| 2011 | 小笠原茉由、門脇佳奈子、岸野里香、木下春奈、小谷里歩、近藤里奈、篠原栞那、上西恵、白間美瑠、福本愛菜、松田栞、山口夕輝、山田菜々、山本彩、吉田朱里、渡辺美優紀 | 小笠原茉由、門脇佳奈子、岸野里香、木下春奈、小谷里歩、近藤里奈、篠原栞那、上西恵、白間美瑠、福本愛菜、松田栞、山口夕輝、山田菜々、山本彩、吉田朱里、渡辺美優紀 | 小笠原茉由、門脇佳奈子、岸野里香、木下春奈、小谷里歩、近藤里奈、篠原栞那、上西恵、白間美瑠、福本愛菜、松田栞、山口夕輝、山田菜々、山本彩、吉田朱里、渡辺美優紀 | 小笠原茉由、門脇佳奈子、岸野里香、木下春奈、小谷里歩、近藤里奈、篠原栞那、上西恵、白間美瑠、福本愛菜、松田栞、山口夕輝、山田菜々、山本彩、吉田朱里、渡辺美優紀 | 1st「絶滅黒髪少女」           | [ 注 3 ]             |
| 2011 | 僕が負けた夏 | 白組 | ツキダタダシ | 野中“まさ”雄一 | 1st「絶滅黒髪少女」           |                      |
| 2011 | 小笠原茉由、岸野里香、木下春奈、小谷里歩、篠原栞那、福本愛菜、山田菜々、山本彩 | 小笠原茉由、岸野里香、木下春奈、小谷里歩、篠原栞那、福本愛菜、山田菜々、山本彩 | 小笠原茉由、岸野里香、木下春奈、小谷里歩、篠原栞那、福本愛菜、山田菜々、山本彩 | 小笠原茉由、岸野里香、木下春奈、小谷里歩、篠原栞那、福本愛菜、山田菜々、山本彩 | 1st「絶滅黒髪少女」           | [ 注 3 ]             |
| 2011 | 待ってました、新学期 | 紅組 | 市川裕一 | 市川裕一 | 1st「絶滅黒髪少女」           |                      |
| 2011 | 門脇佳奈子、近藤里奈、上西恵、白間美瑠、松田栞、山口夕輝、吉田朱里、渡辺美優紀 | 門脇佳奈子、近藤里奈、上西恵、白間美瑠、松田栞、山口夕輝、吉田朱里、渡辺美優紀 | 門脇佳奈子、近藤里奈、上西恵、白間美瑠、松田栞、山口夕輝、吉田朱里、渡辺美優紀 | 門脇佳奈子、近藤里奈、上西恵、白間美瑠、松田栞、山口夕輝、吉田朱里、渡辺美優紀 | 1st「絶滅黒髪少女」           | [ 注 2 ]             |
| 2011 | 三日月の背中 | | 野中“まさ”雄一 | 野中“まさ”雄一 | 1st「絶滅黒髪少女」           |                      |
| 2011 | 太田里織菜、小笠原茉由、沖田彩華、門脇佳奈子、川上礼奈、岸野里香、木下春奈、木下百花、小谷里歩、小柳有沙、近藤里奈、篠原栞那、上西恵、白間美瑠、原みづき、肥川彩愛、福本愛菜、松田栞、山岸奈津美、山口夕輝、山田菜々、山本彩、吉田朱里、渡辺美優紀 | 太田里織菜、小笠原茉由、沖田彩華、門脇佳奈子、川上礼奈、岸野里香、木下春奈、木下百花、小谷里歩、小柳有沙、近藤里奈、篠原栞那、上西恵、白間美瑠、原みづき、肥川彩愛、福本愛菜、松田栞、山岸奈津美、山口夕輝、山田菜々、山本彩、吉田朱里、渡辺美優紀 | 太田里織菜、小笠原茉由、沖田彩華、門脇佳奈子、川上礼奈、岸野里香、木下春奈、木下百花、小谷里歩、小柳有沙、近藤里奈、篠原栞那、上西恵、白間美瑠、原みづき、肥川彩愛、福本愛菜、松田栞、山岸奈津美、山口夕輝、山田菜々、山本彩、吉田朱里、渡辺美優紀 | 太田里織菜、小笠原茉由、沖田彩華、門脇佳奈子、川上礼奈、岸野里香、木下春奈、木下百花、小谷里歩、小柳有沙、近藤里奈、篠原栞那、上西恵、白間美瑠、原みづき、肥川彩愛、福本愛菜、松田栞、山岸奈津美、山口夕輝、山田菜々、山本彩、吉田朱里、渡辺美優紀 | 1st「絶滅黒髪少女」           | [ 注 2 ]             |
| 2011 | オーマイガー! | | 五戸力 | 生田真心 | 2nd「オーマイガー!」          |                      |
| 2011 | 小笠原茉由、門脇佳奈子、岸野里香、木下春奈、小谷里歩、城恵理子、上西恵、白間美瑠、福本愛菜、村上文香、矢倉楓子、山岸奈津美、山口夕輝、山田菜々、山本彩、與儀ケイラ | 小笠原茉由、門脇佳奈子、岸野里香、木下春奈、小谷里歩、城恵理子、上西恵、白間美瑠、福本愛菜、村上文香、矢倉楓子、山岸奈津美、山口夕輝、山田菜々、山本彩、與儀ケイラ | 小笠原茉由、門脇佳奈子、岸野里香、木下春奈、小谷里歩、城恵理子、上西恵、白間美瑠、福本愛菜、村上文香、矢倉楓子、山岸奈津美、山口夕輝、山田菜々、山本彩、與儀ケイラ | 小笠原茉由、門脇佳奈子、岸野里香、木下春奈、小谷里歩、城恵理子、上西恵、白間美瑠、福本愛菜、村上文香、矢倉楓子、山岸奈津美、山口夕輝、山田菜々、山本彩、與儀ケイラ | 2nd「オーマイガー!」          | [ 注 4 ] [ 4 ] [ 5 ] |
| 2011 | 僕は待ってる | | 酒井康男 | 野中“まさ”雄一 | 2nd「オーマイガー!」          |                      |
| 2011 | 東由樹、石田優美、鵜野みずき、大谷莉子、太田里織菜、小笠原茉由、岡田梨紗子、沖田彩華、門脇佳奈子、川上礼奈、岸野里香、木下春奈、木下百花、古賀成美、小谷里歩、小鷹狩佑香、小柳有沙、近藤里奈、佐藤天彩、篠原栞那、城恵理子、上西恵、白間美瑠、高野祐衣、瀧山あかね、谷川愛梨、中川紘美、西澤瑠莉奈、原みづき、林萌々香、肥川彩愛、藤田留奈、福本愛菜、三田麻央、村上文香、村瀬紗英、矢倉楓子、山岸奈津美、山口夕輝、山田菜々、山本彩、山本ひとみ、與儀ケイラ、渡辺美優紀 | 東由樹、石田優美、鵜野みずき、大谷莉子、太田里織菜、小笠原茉由、岡田梨紗子、沖田彩華、門脇佳奈子、川上礼奈、岸野里香、木下春奈、木下百花、古賀成美、小谷里歩、小鷹狩佑香、小柳有沙、近藤里奈、佐藤天彩、篠原栞那、城恵理子、上西恵、白間美瑠、高野祐衣、瀧山あかね、谷川愛梨、中川紘美、西澤瑠莉奈、原みづき、林萌々香、肥川彩愛、藤田留奈、福本愛菜、三田麻央、村上文香、村瀬紗英、矢倉楓子、山岸奈津美、山口夕輝、山田菜々、山本彩、山本ひとみ、與儀ケイラ、渡辺美優紀                                                                                                 | 東由樹、石田優美、鵜野みずき、大谷莉子、太田里織菜、小笠原茉由、岡田梨紗子、沖田彩華、門脇佳奈子、川上礼奈、岸野里香、木下春奈、木下百花、古賀成美、小谷里歩、小鷹狩佑香、小柳有沙、近藤里奈、佐藤天彩、篠原栞那、城恵理子、上西恵、白間美瑠、高野祐衣、瀧山あかね、谷川愛梨、中川紘美、西澤瑠莉奈、原みづき、林萌々香、肥川彩愛、藤田留奈、福本愛菜、三田麻央、村上文香、村瀬紗英、矢倉楓子、山岸奈津美、山口夕輝、山田菜々、山本彩、山本ひとみ、與儀ケイラ、渡辺美優紀                                                                                                 | 東由樹、石田優美、鵜野みずき、大谷莉子、太田里織菜、小笠原茉由、岡田梨紗子、沖田彩華、門脇佳奈子、川上礼奈、岸野里香、木下春奈、木下百花、古賀成美、小谷里歩、小鷹狩佑香、小柳有沙、近藤里奈、佐藤天彩、篠原栞那、城恵理子、上西恵、白間美瑠、高野祐衣、瀧山あかね、谷川愛梨、中川紘美、西澤瑠莉奈、原みづき、林萌々香、肥川彩愛、藤田留奈、福本愛菜、三田麻央、村上文香、村瀬紗英、矢倉楓子、山岸奈津美、山口夕輝、山田菜々、山本彩、山本ひとみ、與儀ケイラ、渡辺美優紀                                                                                                 | 2nd「オーマイガー!」          | [ 注 3 ]             |
| 2011 | 結晶 | 白組 | 丸山真由子 | 丸山真由子 | 2nd「オーマイガー!」          |                      |
| 2011 | 小笠原茉由、沖田彩華、岸野里香、木下春奈、小谷里歩、篠原栞那、福本愛菜、村上文香、矢倉楓子、山岸奈津美、山田菜々、山本彩 | 小笠原茉由、沖田彩華、岸野里香、木下春奈、小谷里歩、篠原栞那、福本愛菜、村上文香、矢倉楓子、山岸奈津美、山田菜々、山本彩 | 小笠原茉由、沖田彩華、岸野里香、木下春奈、小谷里歩、篠原栞那、福本愛菜、村上文香、矢倉楓子、山岸奈津美、山田菜々、山本彩 | 小笠原茉由、沖田彩華、岸野里香、木下春奈、小谷里歩、篠原栞那、福本愛菜、村上文香、矢倉楓子、山岸奈津美、山田菜々、山本彩 | 2nd「オーマイガー!」          | [ 注 3 ]             |
| 2011 | 捕食者たちよ | 紅組 | 平隆介 | 中西亮輔 | 2nd「オーマイガー!」          |                      |
| 2011 | 太田里織菜、門脇佳奈子、川上礼奈、木下百花、近藤里奈、城恵理子、上西恵、白間美瑠、肥川彩愛、山口夕輝、與儀ケイラ、渡辺美優紀 | 太田里織菜、門脇佳奈子、川上礼奈、木下百花、近藤里奈、城恵理子、上西恵、白間美瑠、肥川彩愛、山口夕輝、與儀ケイラ、渡辺美優紀 | 太田里織菜、門脇佳奈子、川上礼奈、木下百花、近藤里奈、城恵理子、上西恵、白間美瑠、肥川彩愛、山口夕輝、與儀ケイラ、渡辺美優紀 | 太田里織菜、門脇佳奈子、川上礼奈、木下百花、近藤里奈、城恵理子、上西恵、白間美瑠、肥川彩愛、山口夕輝、與儀ケイラ、渡辺美優紀 | 2nd「オーマイガー!」          | [ 注 5 ] [ 6 ]       |
| 2011 | 嘘の天秤 | NMBセブン | 川浦正大 | 野中“まさ”雄一 | 2nd「オーマイガー!」          |                      |
| 2011 | 小笠原茉由、上西恵、白間美瑠、城恵理子、福本愛菜、山田菜々、山本彩 | 小笠原茉由、上西恵、白間美瑠、城恵理子、福本愛菜、山田菜々、山本彩 | 小笠原茉由、上西恵、白間美瑠、城恵理子、福本愛菜、山田菜々、山本彩 | 小笠原茉由、上西恵、白間美瑠、城恵理子、福本愛菜、山田菜々、山本彩 | 2nd「オーマイガー!」          | [ 注 3 ]             |
| 2011 | なんでやねん、アイドル | | 吉野貴雄 | 吉野貴雄 | 2nd「オーマイガー!」          |                      |
| 2011 | 大谷莉子、岡田梨紗子、門脇佳奈子、木下春奈、小鷹狩佑香、小柳有沙、高野祐衣、瀧山あかね、谷川愛梨、原みづき、藤田留奈、村瀬紗英 | 大谷莉子、岡田梨紗子、門脇佳奈子、木下春奈、小鷹狩佑香、小柳有沙、高野祐衣、瀧山あかね、谷川愛梨、原みづき、藤田留奈、村瀬紗英 | 大谷莉子、岡田梨紗子、門脇佳奈子、木下春奈、小鷹狩佑香、小柳有沙、高野祐衣、瀧山あかね、谷川愛梨、原みづき、藤田留奈、村瀬紗英 | 大谷莉子、岡田梨紗子、門脇佳奈子、木下春奈、小鷹狩佑香、小柳有沙、高野祐衣、瀧山あかね、谷川愛梨、原みづき、藤田留奈、村瀬紗英 | 2nd「オーマイガー!」          | [ 注 6 ]             |
| 2012 | 純情U-19 | | つじたかひろ | 武藤星児 | 3rd「純情U-19」               |                      |
| 2012 | 小笠原茉由、門脇佳奈子、岸野里香、木下春奈、木下百花、小谷里歩、近藤里奈、城恵理子、上西恵、白間美瑠、福本愛菜、矢倉楓子、山田菜々、山本彩、與儀ケイラ、渡辺美優紀 | 小笠原茉由、門脇佳奈子、岸野里香、木下春奈、木下百花、小谷里歩、近藤里奈、城恵理子、上西恵、白間美瑠、福本愛菜、矢倉楓子、山田菜々、山本彩、與儀ケイラ、渡辺美優紀 | 小笠原茉由、門脇佳奈子、岸野里香、木下春奈、木下百花、小谷里歩、近藤里奈、城恵理子、上西恵、白間美瑠、福本愛菜、矢倉楓子、山田菜々、山本彩、與儀ケイラ、渡辺美優紀 | 小笠原茉由、門脇佳奈子、岸野里香、木下春奈、木下百花、小谷里歩、近藤里奈、城恵理子、上西恵、白間美瑠、福本愛菜、矢倉楓子、山田菜々、山本彩、與儀ケイラ、渡辺美優紀 | 3rd「純情U-19」               | [ 注 3 ]             |
| 2012 | 場当たりGO! | アンダーガールズ | 山田裕介 | 野中“まさ”雄一 | 3rd「純情U-19」               |                      |
| 2012 | 東由樹、石田優美、鵜野みずき、太田里織菜、岡田梨紗子、沖田彩華、川上礼奈、古賀成美、小鷹狩佑香、小柳有紗、佐藤天彩、篠原栞那、高野祐衣、谷川愛梨、中川紘美、西澤瑠莉奈、林萌々香、原みづき、肥川彩愛、藤田留奈、三田麻央、村上文香、村瀬紗英、山岸奈津美、山口夕輝、山本ひとみ | 東由樹、石田優美、鵜野みずき、太田里織菜、岡田梨紗子、沖田彩華、川上礼奈、古賀成美、小鷹狩佑香、小柳有紗、佐藤天彩、篠原栞那、高野祐衣、谷川愛梨、中川紘美、西澤瑠莉奈、林萌々香、原みづき、肥川彩愛、藤田留奈、三田麻央、村上文香、村瀬紗英、山岸奈津美、山口夕輝、山本ひとみ | 東由樹、石田優美、鵜野みずき、太田里織菜、岡田梨紗子、沖田彩華、川上礼奈、古賀成美、小鷹狩佑香、小柳有紗、佐藤天彩、篠原栞那、高野祐衣、谷川愛梨、中川紘美、西澤瑠莉奈、林萌々香、原みづき、肥川彩愛、藤田留奈、三田麻央、村上文香、村瀬紗英、山岸奈津美、山口夕輝、山本ひとみ | 東由樹、石田優美、鵜野みずき、太田里織菜、岡田梨紗子、沖田彩華、川上礼奈、古賀成美、小鷹狩佑香、小柳有紗、佐藤天彩、篠原栞那、高野祐衣、谷川愛梨、中川紘美、西澤瑠莉奈、林萌々香、原みづき、肥川彩愛、藤田留奈、三田麻央、村上文香、村瀬紗英、山岸奈津美、山口夕輝、山本ひとみ | 3rd「純情U-19」               | [ 注 7 ]             |
| 2012 | 努力の雫 | 白組 | 八重樫ゆう一 | 八重樫ゆう一 | 3rd「純情U-19」               |                      |
| 2012 | 小笠原茉由、沖田彩華、門脇佳奈子、岸野里香、木下春奈、小鷹狩佑香、篠原栞那、城恵理子、山岸奈津美、山田菜々、山本彩、與儀ケイラ | 小笠原茉由、沖田彩華、門脇佳奈子、岸野里香、木下春奈、小鷹狩佑香、篠原栞那、城恵理子、山岸奈津美、山田菜々、山本彩、與儀ケイラ | 小笠原茉由、沖田彩華、門脇佳奈子、岸野里香、木下春奈、小鷹狩佑香、篠原栞那、城恵理子、山岸奈津美、山田菜々、山本彩、與儀ケイラ | 小笠原茉由、沖田彩華、門脇佳奈子、岸野里香、木下春奈、小鷹狩佑香、篠原栞那、城恵理子、山岸奈津美、山田菜々、山本彩、與儀ケイラ | 3rd「純情U-19」               | [ 注 3 ]             |
| 2012 | 右へ曲がれ! | 紅組 | 茂木康亘 | 生田真心 | 3rd「純情U-19」               |                      |
| 2012 | 木下百花、小谷里歩、近藤里奈、上西恵、白間美瑠、谷川愛梨、肥川彩愛、福本愛菜、村上文香、矢倉楓子、山口夕輝、渡辺美優紀 | 木下百花、小谷里歩、近藤里奈、上西恵、白間美瑠、谷川愛梨、肥川彩愛、福本愛菜、村上文香、矢倉楓子、山口夕輝、渡辺美優紀 | 木下百花、小谷里歩、近藤里奈、上西恵、白間美瑠、谷川愛梨、肥川彩愛、福本愛菜、村上文香、矢倉楓子、山口夕輝、渡辺美優紀 | 木下百花、小谷里歩、近藤里奈、上西恵、白間美瑠、谷川愛梨、肥川彩愛、福本愛菜、村上文香、矢倉楓子、山口夕輝、渡辺美優紀 | 3rd「純情U-19」               | [ 注 2 ]             |
| 2012 | 恋愛のスピード | NMBセブン | 傷彦、小佐井彰史 | 野中“まさ”雄一 | 3rd「純情U-19」               |                      |
| 2012 | 小笠原茉由、城恵理子、上西恵、福本愛菜、山田菜々、山本彩、渡辺美優紀 | 小笠原茉由、城恵理子、上西恵、福本愛菜、山田菜々、山本彩、渡辺美優紀 | 小笠原茉由、城恵理子、上西恵、福本愛菜、山田菜々、山本彩、渡辺美優紀 | 小笠原茉由、城恵理子、上西恵、福本愛菜、山田菜々、山本彩、渡辺美優紀 | 3rd「純情U-19」               | [ 注 3 ]             |
| 2012 | ジャングルジム | 山本彩 | 酒井康男 | 田辺恵二 | 3rd「純情U-19」               |                      |
| 2012 | 山本彩 | | | | 3rd「純情U-19」               |                      |
| 2012 | ナギイチ | | すみだしんや | 生田真心 | 4th「ナギイチ」               |                      |
| 2012 | 小笠原茉由、門脇佳奈子、木下百花、小谷里歩、近藤里奈、城恵理子、上西恵、白間美瑠、谷川愛梨、福本愛菜、村上文香、矢倉楓子、山田菜々、山本彩、吉田朱里、渡辺美優紀 | 小笠原茉由、門脇佳奈子、木下百花、小谷里歩、近藤里奈、城恵理子、上西恵、白間美瑠、谷川愛梨、福本愛菜、村上文香、矢倉楓子、山田菜々、山本彩、吉田朱里、渡辺美優紀 | 小笠原茉由、門脇佳奈子、木下百花、小谷里歩、近藤里奈、城恵理子、上西恵、白間美瑠、谷川愛梨、福本愛菜、村上文香、矢倉楓子、山田菜々、山本彩、吉田朱里、渡辺美優紀 | 小笠原茉由、門脇佳奈子、木下百花、小谷里歩、近藤里奈、城恵理子、上西恵、白間美瑠、谷川愛梨、福本愛菜、村上文香、矢倉楓子、山田菜々、山本彩、吉田朱里、渡辺美優紀 | 4th「ナギイチ」               | [ 注 9 ]             |
| 2012 | 理不尽ボール | アンダーガールズ | つじたかひろ | 野中“まさ”雄一 | 4th「ナギイチ」               |                      |
| 2012 | 赤澤萌乃、東由樹、石田優美、石塚朱莉、井尻晏菜、植田碧麗、鵜野みずき、梅原真子、太田夢莉、太田里織菜、沖田彩華、加藤夕夏、上枝恵美加、川上礼奈、岸野里香、木下春奈、日下このみ、久代梨奈、黒川葉月、河野早紀、古賀成美、小鷹狩佑香、小林莉加子、小柳有沙、佐々木七海、佐藤天彩、篠原栞那、島田玲奈、杉本香乃、高野祐衣、高山梨子、東郷青空、中川紘美、西澤瑠莉奈、林萌々香、肥川彩愛、久田莉子、藤田留奈、松田栞、三浦亜莉沙、三田麻央、村瀬紗英、室加奈子、薮下柊、山内つばさ、山岸奈津美、山口夕輝、山本ひとみ、與儀ケイラ | 赤澤萌乃、東由樹、石田優美、石塚朱莉、井尻晏菜、植田碧麗、鵜野みずき、梅原真子、太田夢莉、太田里織菜、沖田彩華、加藤夕夏、上枝恵美加、川上礼奈、岸野里香、木下春奈、日下このみ、久代梨奈、黒川葉月、河野早紀、古賀成美、小鷹狩佑香、小林莉加子、小柳有沙、佐々木七海、佐藤天彩、篠原栞那、島田玲奈、杉本香乃、高野祐衣、高山梨子、東郷青空、中川紘美、西澤瑠莉奈、林萌々香、肥川彩愛、久田莉子、藤田留奈、松田栞、三浦亜莉沙、三田麻央、村瀬紗英、室加奈子、薮下柊、山内つばさ、山岸奈津美、山口夕輝、山本ひとみ、與儀ケイラ                                             | 赤澤萌乃、東由樹、石田優美、石塚朱莉、井尻晏菜、植田碧麗、鵜野みずき、梅原真子、太田夢莉、太田里織菜、沖田彩華、加藤夕夏、上枝恵美加、川上礼奈、岸野里香、木下春奈、日下このみ、久代梨奈、黒川葉月、河野早紀、古賀成美、小鷹狩佑香、小林莉加子、小柳有沙、佐々木七海、佐藤天彩、篠原栞那、島田玲奈、杉本香乃、高野祐衣、高山梨子、東郷青空、中川紘美、西澤瑠莉奈、林萌々香、肥川彩愛、久田莉子、藤田留奈、松田栞、三浦亜莉沙、三田麻央、村瀬紗英、室加奈子、薮下柊、山内つばさ、山岸奈津美、山口夕輝、山本ひとみ、與儀ケイラ                                             | 赤澤萌乃、東由樹、石田優美、石塚朱莉、井尻晏菜、植田碧麗、鵜野みずき、梅原真子、太田夢莉、太田里織菜、沖田彩華、加藤夕夏、上枝恵美加、川上礼奈、岸野里香、木下春奈、日下このみ、久代梨奈、黒川葉月、河野早紀、古賀成美、小鷹狩佑香、小林莉加子、小柳有沙、佐々木七海、佐藤天彩、篠原栞那、島田玲奈、杉本香乃、高野祐衣、高山梨子、東郷青空、中川紘美、西澤瑠莉奈、林萌々香、肥川彩愛、久田莉子、藤田留奈、松田栞、三浦亜莉沙、三田麻央、村瀬紗英、室加奈子、薮下柊、山内つばさ、山岸奈津美、山口夕輝、山本ひとみ、與儀ケイラ                                             | 4th「ナギイチ」               | [ 注 11 ]            |
| 2012 | 最後のカタルシス | 白組 | 伊藤心太郎 | 伊藤心太郎 | 4th「ナギイチ」               |                      |
| 2012 | 岸野里香、木下春奈、小鷹狩佑香、小谷里歩、近藤里奈、篠原栞那、城恵理子、上西恵、福本愛菜、村上文香、矢倉楓子、山本彩 | 岸野里香、木下春奈、小鷹狩佑香、小谷里歩、近藤里奈、篠原栞那、城恵理子、上西恵、福本愛菜、村上文香、矢倉楓子、山本彩 | 岸野里香、木下春奈、小鷹狩佑香、小谷里歩、近藤里奈、篠原栞那、城恵理子、上西恵、福本愛菜、村上文香、矢倉楓子、山本彩 | 岸野里香、木下春奈、小鷹狩佑香、小谷里歩、近藤里奈、篠原栞那、城恵理子、上西恵、福本愛菜、村上文香、矢倉楓子、山本彩 | 4th「ナギイチ」               | [ 注 3 ]             |
| 2012 | 僕がもう少し大胆なら | 紅組 | 板垣祐介 | 板垣祐介 | 4th「ナギイチ」               |                      |
| 2012 | 小笠原茉由、門脇佳奈子、木下百花、島田玲奈、白間美瑠、谷川愛梨、肥川彩愛、山口夕輝、山田菜々、與儀ケイラ、吉田朱里、渡辺美優紀 | 小笠原茉由、門脇佳奈子、木下百花、島田玲奈、白間美瑠、谷川愛梨、肥川彩愛、山口夕輝、山田菜々、與儀ケイラ、吉田朱里、渡辺美優紀 | 小笠原茉由、門脇佳奈子、木下百花、島田玲奈、白間美瑠、谷川愛梨、肥川彩愛、山口夕輝、山田菜々、與儀ケイラ、吉田朱里、渡辺美優紀 | 小笠原茉由、門脇佳奈子、木下百花、島田玲奈、白間美瑠、谷川愛梨、肥川彩愛、山口夕輝、山田菜々、與儀ケイラ、吉田朱里、渡辺美優紀 | 4th「ナギイチ」               | [ 注 2 ]             |
| 2012 | 初恋の行方とプレイボール | NMBセブン | 平隆介 | 野中“まさ”雄一 | 4th「ナギイチ」               |                      |
| 2012 | 小笠原茉由、城恵理子、谷川愛梨、福本愛菜、山田菜々、山本彩、渡辺美優紀 | 小笠原茉由、城恵理子、谷川愛梨、福本愛菜、山田菜々、山本彩、渡辺美優紀 | 小笠原茉由、城恵理子、谷川愛梨、福本愛菜、山田菜々、山本彩、渡辺美優紀 | 小笠原茉由、城恵理子、谷川愛梨、福本愛菜、山田菜々、山本彩、渡辺美優紀 | 4th「ナギイチ」               | [ 注 3 ]             |
| 2012 | わるきー | 渡辺美優紀 | 小川コータ | 野中“まさ”雄一 | 4th「ナギイチ」               |                      |
| 2012 | 渡辺美優紀 | | | | 4th「ナギイチ」               |                      |
| 2012 | ヴァージニティー | | 田中俊亮 | 増田武史 | 5th「ヴァージニティー」       |                      |
| 2012 | 小笠原茉由、加藤夕夏、門脇佳奈子、岸野里香、木下春奈、小谷里歩、城恵理子、上西恵、白間美瑠、谷川愛梨、福本愛菜、薮下柊、山田菜々、山本彩、吉田朱里、渡辺美優紀 | 小笠原茉由、加藤夕夏、門脇佳奈子、岸野里香、木下春奈、小谷里歩、城恵理子、上西恵、白間美瑠、谷川愛梨、福本愛菜、薮下柊、山田菜々、山本彩、吉田朱里、渡辺美優紀 | 小笠原茉由、加藤夕夏、門脇佳奈子、岸野里香、木下春奈、小谷里歩、城恵理子、上西恵、白間美瑠、谷川愛梨、福本愛菜、薮下柊、山田菜々、山本彩、吉田朱里、渡辺美優紀 | 小笠原茉由、加藤夕夏、門脇佳奈子、岸野里香、木下春奈、小谷里歩、城恵理子、上西恵、白間美瑠、谷川愛梨、福本愛菜、薮下柊、山田菜々、山本彩、吉田朱里、渡辺美優紀 | 5th「ヴァージニティー」       | [ 注 3 ]             |
| 2012 | 妄想ガールフレンド | | 春行 | 武藤星児 | 5th「ヴァージニティー」       |                      |
| 2012 | 小笠原茉由、加藤夕夏、門脇佳奈子、岸野里香、木下春奈、小谷里歩、城恵理子、上西恵、白間美瑠、谷川愛梨、福本愛菜、薮下柊、山田菜々、山本彩、吉田朱里、渡辺美優紀 | 小笠原茉由、加藤夕夏、門脇佳奈子、岸野里香、木下春奈、小谷里歩、城恵理子、上西恵、白間美瑠、谷川愛梨、福本愛菜、薮下柊、山田菜々、山本彩、吉田朱里、渡辺美優紀 | 小笠原茉由、加藤夕夏、門脇佳奈子、岸野里香、木下春奈、小谷里歩、城恵理子、上西恵、白間美瑠、谷川愛梨、福本愛菜、薮下柊、山田菜々、山本彩、吉田朱里、渡辺美優紀 | 小笠原茉由、加藤夕夏、門脇佳奈子、岸野里香、木下春奈、小谷里歩、城恵理子、上西恵、白間美瑠、谷川愛梨、福本愛菜、薮下柊、山田菜々、山本彩、吉田朱里、渡辺美優紀 | 5th「ヴァージニティー」       | [ 注 2 ]             |
| 2012 | 僕らのレガッタ | 白組 | 中村望 | 野中“まさ”雄一 | 5th「ヴァージニティー」       |                      |
| 2012 | 東由樹、久代梨奈、近藤里奈、島田玲奈、城恵理子、上西恵、三田麻央、村瀬紗英、室加奈子、山田菜々、山本彩、山本ひとみ | 東由樹、久代梨奈、近藤里奈、島田玲奈、城恵理子、上西恵、三田麻央、村瀬紗英、室加奈子、山田菜々、山本彩、山本ひとみ | 東由樹、久代梨奈、近藤里奈、島田玲奈、城恵理子、上西恵、三田麻央、村瀬紗英、室加奈子、山田菜々、山本彩、山本ひとみ | 東由樹、久代梨奈、近藤里奈、島田玲奈、城恵理子、上西恵、三田麻央、村瀬紗英、室加奈子、山田菜々、山本彩、山本ひとみ | 5th「ヴァージニティー」       | [ 注 3 ]             |
| 2012 | 存在してないもの | 紅組 | 平義隆 | 佐々木裕 | 5th「ヴァージニティー」       |                      |
| 2012 | 赤澤萌乃、小笠原茉由、沖田彩華、篠原栞那、高野祐衣、林萌々香、福本愛菜、山内つばさ、山岸奈津美、山口夕輝、吉田朱里、渡辺美優紀 | 赤澤萌乃、小笠原茉由、沖田彩華、篠原栞那、高野祐衣、林萌々香、福本愛菜、山内つばさ、山岸奈津美、山口夕輝、吉田朱里、渡辺美優紀 | 赤澤萌乃、小笠原茉由、沖田彩華、篠原栞那、高野祐衣、林萌々香、福本愛菜、山内つばさ、山岸奈津美、山口夕輝、吉田朱里、渡辺美優紀 | 赤澤萌乃、小笠原茉由、沖田彩華、篠原栞那、高野祐衣、林萌々香、福本愛菜、山内つばさ、山岸奈津美、山口夕輝、吉田朱里、渡辺美優紀 | 5th「ヴァージニティー」       | [ 注 2 ]             |
| 2012 | 砂浜でピストル | 難波鉄砲隊其之壱 | cAnON. | K3CP | 5th「ヴァージニティー」       |                      |
| 2012 | 加藤夕夏、小谷里歩、肥川彩愛、松田栞、村上文香、矢倉楓子、薮下柊、與儀ケイラ | 加藤夕夏、小谷里歩、肥川彩愛、松田栞、村上文香、矢倉楓子、薮下柊、與儀ケイラ | 加藤夕夏、小谷里歩、肥川彩愛、松田栞、村上文香、矢倉楓子、薮下柊、與儀ケイラ | 加藤夕夏、小谷里歩、肥川彩愛、松田栞、村上文香、矢倉楓子、薮下柊、與儀ケイラ | 5th「ヴァージニティー」       | [ 注 12 ]            |
| 2012 | ちょっと猫背 | | 市川裕一 | 市川裕一 | 5th「ヴァージニティー」       |                      |
| 2012 | 石田優美、石塚朱莉、井尻晏菜、植田碧麗、梅原真子、鵜野みずき、太田里織菜、太田夢莉、上枝恵美加、川上礼奈、木下百花、日下このみ、久代梨奈、黒川葉月、河野早紀、古賀成美、小林莉加子、小柳有沙、佐藤天彩、杉本香乃、高山梨子、東郷青空、中川紘美、西澤瑠莉奈、林萌々香、久田莉子、藤田留奈、三浦亜莉沙、室加奈子、山内つばさ | 石田優美、石塚朱莉、井尻晏菜、植田碧麗、梅原真子、鵜野みずき、太田里織菜、太田夢莉、上枝恵美加、川上礼奈、木下百花、日下このみ、久代梨奈、黒川葉月、河野早紀、古賀成美、小林莉加子、小柳有沙、佐藤天彩、杉本香乃、高山梨子、東郷青空、中川紘美、西澤瑠莉奈、林萌々香、久田莉子、藤田留奈、三浦亜莉沙、室加奈子、山内つばさ | 石田優美、石塚朱莉、井尻晏菜、植田碧麗、梅原真子、鵜野みずき、太田里織菜、太田夢莉、上枝恵美加、川上礼奈、木下百花、日下このみ、久代梨奈、黒川葉月、河野早紀、古賀成美、小林莉加子、小柳有沙、佐藤天彩、杉本香乃、高山梨子、東郷青空、中川紘美、西澤瑠莉奈、林萌々香、久田莉子、藤田留奈、三浦亜莉沙、室加奈子、山内つばさ | 石田優美、石塚朱莉、井尻晏菜、植田碧麗、梅原真子、鵜野みずき、太田里織菜、太田夢莉、上枝恵美加、川上礼奈、木下百花、日下このみ、久代梨奈、黒川葉月、河野早紀、古賀成美、小林莉加子、小柳有沙、佐藤天彩、杉本香乃、高山梨子、東郷青空、中川紘美、西澤瑠莉奈、林萌々香、久田莉子、藤田留奈、三浦亜莉沙、室加奈子、山内つばさ | 5th「ヴァージニティー」       | [ 注 13 ]            |
| 2012 | 北川謙二 | | 田中俊亮 | 野中“まさ”雄一 | 6th「北川謙二」               |                      |
| 2012 | 小笠原茉由、加藤夕夏、門脇佳奈子、岸野里香、小谷里歩、上西恵、白間美瑠、谷川愛梨、福本愛菜、矢倉楓子、薮下柊、山田菜々、山本彩、横山由依、吉田朱里、渡辺美優紀 | 小笠原茉由、加藤夕夏、門脇佳奈子、岸野里香、小谷里歩、上西恵、白間美瑠、谷川愛梨、福本愛菜、矢倉楓子、薮下柊、山田菜々、山本彩、横山由依、吉田朱里、渡辺美優紀 | 小笠原茉由、加藤夕夏、門脇佳奈子、岸野里香、小谷里歩、上西恵、白間美瑠、谷川愛梨、福本愛菜、矢倉楓子、薮下柊、山田菜々、山本彩、横山由依、吉田朱里、渡辺美優紀 | 小笠原茉由、加藤夕夏、門脇佳奈子、岸野里香、小谷里歩、上西恵、白間美瑠、谷川愛梨、福本愛菜、矢倉楓子、薮下柊、山田菜々、山本彩、横山由依、吉田朱里、渡辺美優紀 | 6th「北川謙二」               | [ 注 9 ]             |
| 2012 | インゴール | | KASUMI / 鈴木まなか | 野中“まさ”雄一 | 6th「北川謙二」               |                      |
| 2012 | 小笠原茉由、沖田彩華、門脇佳奈子、上枝恵美加、岸野里香、小林莉加子、小柳有沙、上西恵、谷川愛梨、松田栞、村瀬紗英、矢倉楓子、山岸奈津美、山本彩、吉田朱里、渡辺美優紀 | 小笠原茉由、沖田彩華、門脇佳奈子、上枝恵美加、岸野里香、小林莉加子、小柳有沙、上西恵、谷川愛梨、松田栞、村瀬紗英、矢倉楓子、山岸奈津美、山本彩、吉田朱里、渡辺美優紀 | 小笠原茉由、沖田彩華、門脇佳奈子、上枝恵美加、岸野里香、小林莉加子、小柳有沙、上西恵、谷川愛梨、松田栞、村瀬紗英、矢倉楓子、山岸奈津美、山本彩、吉田朱里、渡辺美優紀 | 小笠原茉由、沖田彩華、門脇佳奈子、上枝恵美加、岸野里香、小林莉加子、小柳有沙、上西恵、谷川愛梨、松田栞、村瀬紗英、矢倉楓子、山岸奈津美、山本彩、吉田朱里、渡辺美優紀 | 6th「北川謙二」               | [ 注 3 ]             |
| 2012 | 星空のキャラバン | 白組 | 渡辺淳 | 渡辺淳 | 6th「北川謙二」               |                      |
| 2012 | 赤澤萌乃、東由樹、小笠原茉由、沖田彩華、木下百花、近藤里奈、高野祐衣、林萌々香、山内つばさ、山本彩、吉田朱里、横山由依 | 赤澤萌乃、東由樹、小笠原茉由、沖田彩華、木下百花、近藤里奈、高野祐衣、林萌々香、山内つばさ、山本彩、吉田朱里、横山由依 | 赤澤萌乃、東由樹、小笠原茉由、沖田彩華、木下百花、近藤里奈、高野祐衣、林萌々香、山内つばさ、山本彩、吉田朱里、横山由依 | 赤澤萌乃、東由樹、小笠原茉由、沖田彩華、木下百花、近藤里奈、高野祐衣、林萌々香、山内つばさ、山本彩、吉田朱里、横山由依 | 6th「北川謙二」               | [ 注 3 ]             |
| 2012 | 恋愛被害届け | 紅組 | 本田光史郎 | 佐々木裕 | 6th「北川謙二」               |                      |
| 2012 | 川上礼奈、木下春奈、黒川葉月、島田玲奈、肥川彩愛、福本愛菜、三田麻央、室加奈子、矢倉楓子、山口夕輝、山田菜々、渡辺美優紀 | 川上礼奈、木下春奈、黒川葉月、島田玲奈、肥川彩愛、福本愛菜、三田麻央、室加奈子、矢倉楓子、山口夕輝、山田菜々、渡辺美優紀 | 川上礼奈、木下春奈、黒川葉月、島田玲奈、肥川彩愛、福本愛菜、三田麻央、室加奈子、矢倉楓子、山口夕輝、山田菜々、渡辺美優紀 | 川上礼奈、木下春奈、黒川葉月、島田玲奈、肥川彩愛、福本愛菜、三田麻央、室加奈子、矢倉楓子、山口夕輝、山田菜々、渡辺美優紀 | 6th「北川謙二」               | [ 注 2 ]             |
| 2012 | 冬将軍のリグレット | 難波鉄砲隊其之弐 | 宮島律子 | 増田武史 | 6th「北川謙二」               |                      |
| 2012 | 加藤夕夏、久代梨奈、松田栞、矢倉楓子、山岸奈津美、薮下柊、山本ひとみ、與儀ケイラ | 加藤夕夏、久代梨奈、松田栞、矢倉楓子、山岸奈津美、薮下柊、山本ひとみ、與儀ケイラ | 加藤夕夏、久代梨奈、松田栞、矢倉楓子、山岸奈津美、薮下柊、山本ひとみ、與儀ケイラ | 加藤夕夏、久代梨奈、松田栞、矢倉楓子、山岸奈津美、薮下柊、山本ひとみ、與儀ケイラ | 6th「北川謙二」               | [ 注 17 ] [ 7 ]      |
| 2012 | 眠くなるまで羊は出て来ない | | Disuke | 佐々木裕 | 6th「北川謙二」               |                      |
| 2012 | 石田優美、石塚朱莉、井尻晏菜、植田碧麗、鵜野みずき、梅原真子、太田里織菜、太田夢莉、日下このみ、河野早紀、古賀成美、佐藤天彩、篠原栞那、杉本香乃、高山梨子、東郷青空、中川紘美、西澤瑠莉奈、久田莉子、三浦亜莉沙、村上文香 | 石田優美、石塚朱莉、井尻晏菜、植田碧麗、鵜野みずき、梅原真子、太田里織菜、太田夢莉、日下このみ、河野早紀、古賀成美、佐藤天彩、篠原栞那、杉本香乃、高山梨子、東郷青空、中川紘美、西澤瑠莉奈、久田莉子、三浦亜莉沙、村上文香 | 石田優美、石塚朱莉、井尻晏菜、植田碧麗、鵜野みずき、梅原真子、太田里織菜、太田夢莉、日下このみ、河野早紀、古賀成美、佐藤天彩、篠原栞那、杉本香乃、高山梨子、東郷青空、中川紘美、西澤瑠莉奈、久田莉子、三浦亜莉沙、村上文香 | 石田優美、石塚朱莉、井尻晏菜、植田碧麗、鵜野みずき、梅原真子、太田里織菜、太田夢莉、日下このみ、河野早紀、古賀成美、佐藤天彩、篠原栞那、杉本香乃、高山梨子、東郷青空、中川紘美、西澤瑠莉奈、久田莉子、三浦亜莉沙、村上文香 | 6th「北川謙二」               | [ 注 19 ]            |
| 2013 | 僕らのユリイカ | | 高田暁 | 生田真心 | 7th「僕らのユリイカ」         |                      |
| 2013 | 市川美織、小笠原茉由、加藤夕夏、小谷里歩、島田玲奈、上西恵、白間美瑠、高野祐衣、谷川愛梨、矢倉楓子、薮下柊、山田菜々、山本彩、與儀ケイラ、吉田朱里、渡辺美優紀 | 市川美織、小笠原茉由、加藤夕夏、小谷里歩、島田玲奈、上西恵、白間美瑠、高野祐衣、谷川愛梨、矢倉楓子、薮下柊、山田菜々、山本彩、與儀ケイラ、吉田朱里、渡辺美優紀 | 市川美織、小笠原茉由、加藤夕夏、小谷里歩、島田玲奈、上西恵、白間美瑠、高野祐衣、谷川愛梨、矢倉楓子、薮下柊、山田菜々、山本彩、與儀ケイラ、吉田朱里、渡辺美優紀 | 市川美織、小笠原茉由、加藤夕夏、小谷里歩、島田玲奈、上西恵、白間美瑠、高野祐衣、谷川愛梨、矢倉楓子、薮下柊、山田菜々、山本彩、與儀ケイラ、吉田朱里、渡辺美優紀 | 7th「僕らのユリイカ」         | [ 注 3 ]             |
| 2013 | 届かなそうで届くもの | | 島崎貴光 | 佐々木裕 | 7th「僕らのユリイカ」         |                      |
| 2013 | 太田夢莉、小笠原茉由、木下春奈、木下百花、久代梨奈、小谷里歩、近藤里奈、上西恵、白間美瑠、矢倉楓子、薮下柊、山田菜々、山本彩、横山由依、吉田朱里、渡辺美優紀 | 太田夢莉、小笠原茉由、木下春奈、木下百花、久代梨奈、小谷里歩、近藤里奈、上西恵、白間美瑠、矢倉楓子、薮下柊、山田菜々、山本彩、横山由依、吉田朱里、渡辺美優紀 | 太田夢莉、小笠原茉由、木下春奈、木下百花、久代梨奈、小谷里歩、近藤里奈、上西恵、白間美瑠、矢倉楓子、薮下柊、山田菜々、山本彩、横山由依、吉田朱里、渡辺美優紀 | 太田夢莉、小笠原茉由、木下春奈、木下百花、久代梨奈、小谷里歩、近藤里奈、上西恵、白間美瑠、矢倉楓子、薮下柊、山田菜々、山本彩、横山由依、吉田朱里、渡辺美優紀 | 7th「僕らのユリイカ」         | [ 注 3 ]             |
| 2013 | 奥歯 | 白組 | 山本加津彦 | 清水哲平 | 7th「僕らのユリイカ」         |                      |
| 2013 | 東由樹、小笠原茉由、門脇佳奈子、上枝恵美加、岸野里香、木下春奈、日下このみ、村上文香、山岸奈津美、山口夕輝、山田菜々、山本彩 | 東由樹、小笠原茉由、門脇佳奈子、上枝恵美加、岸野里香、木下春奈、日下このみ、村上文香、山岸奈津美、山口夕輝、山田菜々、山本彩 | 東由樹、小笠原茉由、門脇佳奈子、上枝恵美加、岸野里香、木下春奈、日下このみ、村上文香、山岸奈津美、山口夕輝、山田菜々、山本彩 | 東由樹、小笠原茉由、門脇佳奈子、上枝恵美加、岸野里香、木下春奈、日下このみ、村上文香、山岸奈津美、山口夕輝、山田菜々、山本彩 | 7th「僕らのユリイカ」         | [ 注 3 ]             |
| 2013 | 野蛮なソフトクリーム | 紅組 | 依光輝久 | 依光輝久 | 7th「僕らのユリイカ」         |                      |
| 2013 | 市川美織、沖田彩華、川上礼奈、木下百花、黒川葉月、古賀成美、小林莉加子、近藤里奈、三田麻央、室加奈子、矢倉楓子、渡辺美優紀 | 市川美織、沖田彩華、川上礼奈、木下百花、黒川葉月、古賀成美、小林莉加子、近藤里奈、三田麻央、室加奈子、矢倉楓子、渡辺美優紀 | 市川美織、沖田彩華、川上礼奈、木下百花、黒川葉月、古賀成美、小林莉加子、近藤里奈、三田麻央、室加奈子、矢倉楓子、渡辺美優紀 | 市川美織、沖田彩華、川上礼奈、木下百花、黒川葉月、古賀成美、小林莉加子、近藤里奈、三田麻央、室加奈子、矢倉楓子、渡辺美優紀 | 7th「僕らのユリイカ」         | [ 注 2 ]             |
| 2013 | ひな壇では僕の魅力は生きないんだ | 難波鉄砲隊其之参 | 木村有希 | 増田武史 | 7th「僕らのユリイカ」         |                      |
| 2013 | 赤澤萌乃、太田夢莉、久代梨奈、渋谷凪咲、白間美瑠、西村愛華、村瀬紗英、與儀ケイラ | 赤澤萌乃、太田夢莉、久代梨奈、渋谷凪咲、白間美瑠、西村愛華、村瀬紗英、與儀ケイラ | 赤澤萌乃、太田夢莉、久代梨奈、渋谷凪咲、白間美瑠、西村愛華、村瀬紗英、與儀ケイラ | 赤澤萌乃、太田夢莉、久代梨奈、渋谷凪咲、白間美瑠、西村愛華、村瀬紗英、與儀ケイラ | 7th「僕らのユリイカ」         | [ 注 22 ]            |
| 2013 | さや姉 | | 佐々木裕 | 佐々木裕 | 7th「僕らのユリイカ」         |                      |
| 2013 | 明石奈津子、石田優美、石塚朱莉、石原雅子、井尻晏菜、植田碧麗、鵜野みずき、梅原真子、大段舞依、小川乃愛、川上千尋、河野早紀、小柳有沙、嶋崎百萌香、高山梨子、照井穂乃佳、中川紘美、中野麗来、西澤瑠莉奈、林萌々香、松岡知穂、松村芽久未、三浦亜莉沙、森田彩花、山内つばさ、山尾梨奈 | 明石奈津子、石田優美、石塚朱莉、石原雅子、井尻晏菜、植田碧麗、鵜野みずき、梅原真子、大段舞依、小川乃愛、川上千尋、河野早紀、小柳有沙、嶋崎百萌香、高山梨子、照井穂乃佳、中川紘美、中野麗来、西澤瑠莉奈、林萌々香、松岡知穂、松村芽久未、三浦亜莉沙、森田彩花、山内つばさ、山尾梨奈 | 明石奈津子、石田優美、石塚朱莉、石原雅子、井尻晏菜、植田碧麗、鵜野みずき、梅原真子、大段舞依、小川乃愛、川上千尋、河野早紀、小柳有沙、嶋崎百萌香、高山梨子、照井穂乃佳、中川紘美、中野麗来、西澤瑠莉奈、林萌々香、松岡知穂、松村芽久未、三浦亜莉沙、森田彩花、山内つばさ、山尾梨奈 | 明石奈津子、石田優美、石塚朱莉、石原雅子、井尻晏菜、植田碧麗、鵜野みずき、梅原真子、大段舞依、小川乃愛、川上千尋、河野早紀、小柳有沙、嶋崎百萌香、高山梨子、照井穂乃佳、中川紘美、中野麗来、西澤瑠莉奈、林萌々香、松岡知穂、松村芽久未、三浦亜莉沙、森田彩花、山内つばさ、山尾梨奈 | 7th「僕らのユリイカ」         | [ 注 23 ]            |
| 2013 | カモネギックス | | 井上ヨシマサ | 井上ヨシマサ | 8th「カモネギックス」         |                      |
| 2013 | 市川美織、小笠原茉由、加藤夕夏、門脇佳奈子、小谷里歩、上西恵、白間美瑠、高野祐衣、谷川愛梨、矢倉楓子、薮下柊、山田菜々、山本彩、與儀ケイラ、吉田朱里、渡辺美優紀 | 市川美織、小笠原茉由、加藤夕夏、門脇佳奈子、小谷里歩、上西恵、白間美瑠、高野祐衣、谷川愛梨、矢倉楓子、薮下柊、山田菜々、山本彩、與儀ケイラ、吉田朱里、渡辺美優紀 | 市川美織、小笠原茉由、加藤夕夏、門脇佳奈子、小谷里歩、上西恵、白間美瑠、高野祐衣、谷川愛梨、矢倉楓子、薮下柊、山田菜々、山本彩、與儀ケイラ、吉田朱里、渡辺美優紀 | 市川美織、小笠原茉由、加藤夕夏、門脇佳奈子、小谷里歩、上西恵、白間美瑠、高野祐衣、谷川愛梨、矢倉楓子、薮下柊、山田菜々、山本彩、與儀ケイラ、吉田朱里、渡辺美優紀 | 8th「カモネギックス」         | [ 注 3 ]             |
| 2013 | サングラスと打ち明け話 | 研究生 | KOUTAPAI | 武藤星児 | 8th「カモネギックス」         |                      |
| 2013 | 明石奈津子、石田優美、鵜野みずき、大段舞依、小川乃愛、川上千尋、渋谷凪咲、嶋崎百萌香、高山梨子、照井穂乃佳、中川紘美、中野麗来、西澤瑠莉奈、林萌々香、松岡知穂、松村芽久未、三浦亜莉沙、森田彩花、山尾梨奈 | 明石奈津子、石田優美、鵜野みずき、大段舞依、小川乃愛、川上千尋、渋谷凪咲、嶋崎百萌香、高山梨子、照井穂乃佳、中川紘美、中野麗来、西澤瑠莉奈、林萌々香、松岡知穂、松村芽久未、三浦亜莉沙、森田彩花、山尾梨奈 | 明石奈津子、石田優美、鵜野みずき、大段舞依、小川乃愛、川上千尋、渋谷凪咲、嶋崎百萌香、高山梨子、照井穂乃佳、中川紘美、中野麗来、西澤瑠莉奈、林萌々香、松岡知穂、松村芽久未、三浦亜莉沙、森田彩花、山尾梨奈 | 明石奈津子、石田優美、鵜野みずき、大段舞依、小川乃愛、川上千尋、渋谷凪咲、嶋崎百萌香、高山梨子、照井穂乃佳、中川紘美、中野麗来、西澤瑠莉奈、林萌々香、松岡知穂、松村芽久未、三浦亜莉沙、森田彩花、山尾梨奈 | 8th「カモネギックス」         | [ 注 24 ] [ 8 ]      |
| 2013 | どしゃぶりの青春の中で | 白組 | 渡邉シンジ | 生田真心 | 8th「カモネギックス」         |                      |
| 2013 | 井尻晏菜、植田碧麗、沖田彩華、上枝恵美加、岸野里香、木下春奈、中川紘美、西村愛華、村上文香、山岸奈津美、山田菜々、山本彩 | 井尻晏菜、植田碧麗、沖田彩華、上枝恵美加、岸野里香、木下春奈、中川紘美、西村愛華、村上文香、山岸奈津美、山田菜々、山本彩 | 井尻晏菜、植田碧麗、沖田彩華、上枝恵美加、岸野里香、木下春奈、中川紘美、西村愛華、村上文香、山岸奈津美、山田菜々、山本彩 | 井尻晏菜、植田碧麗、沖田彩華、上枝恵美加、岸野里香、木下春奈、中川紘美、西村愛華、村上文香、山岸奈津美、山田菜々、山本彩 | 8th「カモネギックス」         | [ 注 3 ]             |
| 2013 | 思わせ光線 | 紅組 | 渡辺和紀 | 渡辺和紀 | 8th「カモネギックス」         |                      |
| 2013 | 太田夢莉、大段舞依、川上礼奈、木下百花、久代梨奈、近藤里奈、島田玲奈、三田麻央、矢倉楓子、山尾梨奈 、山口夕輝、渡辺美優紀 | 太田夢莉、大段舞依、川上礼奈、木下百花、久代梨奈、近藤里奈、島田玲奈、三田麻央、矢倉楓子、山尾梨奈 、山口夕輝、渡辺美優紀 | 太田夢莉、大段舞依、川上礼奈、木下百花、久代梨奈、近藤里奈、島田玲奈、三田麻央、矢倉楓子、山尾梨奈 、山口夕輝、渡辺美優紀 | 太田夢莉、大段舞依、川上礼奈、木下百花、久代梨奈、近藤里奈、島田玲奈、三田麻央、矢倉楓子、山尾梨奈 、山口夕輝、渡辺美優紀 | 8th「カモネギックス」         | [ 注 2 ]             |
| 2013 | もう裸足にはなれない | 難波鉄砲隊其之四 | 福田貴史 | 佐々木裕 | 8th「カモネギックス」         |                      |
| 2013 | 赤澤萌乃、川上千尋、日下このみ、小林莉加子、渋谷凪咲、林萌々香、村瀬紗英、室加奈子 | 赤澤萌乃、川上千尋、日下このみ、小林莉加子、渋谷凪咲、林萌々香、村瀬紗英、室加奈子 | 赤澤萌乃、川上千尋、日下このみ、小林莉加子、渋谷凪咲、林萌々香、村瀬紗英、室加奈子 | 赤澤萌乃、川上千尋、日下このみ、小林莉加子、渋谷凪咲、林萌々香、村瀬紗英、室加奈子 | 8th「カモネギックス」         | [ 注 25 ]            |
| 2013 | 時間は語り始める | | フジノタカフミ | 野中“まさ”雄一 | 8th「カモネギックス」         | [ 注 26 ]            |
| 2013 | 明石奈津子、東由樹、石田優美、石塚朱莉、鵜野みずき、梅原真子、小川乃愛、黒川葉月、河野早紀、古賀成美、小柳有沙、嶋崎百萌香、高山梨子、照井穂乃佳、中野麗来、西澤瑠莉奈、松岡知穂、松村芽久未、三浦亜莉沙、森田彩花、山内つばさ | 明石奈津子、東由樹、石田優美、石塚朱莉、鵜野みずき、梅原真子、小川乃愛、黒川葉月、河野早紀、古賀成美、小柳有沙、嶋崎百萌香、高山梨子、照井穂乃佳、中野麗来、西澤瑠莉奈、松岡知穂、松村芽久未、三浦亜莉沙、森田彩花、山内つばさ | 明石奈津子、東由樹、石田優美、石塚朱莉、鵜野みずき、梅原真子、小川乃愛、黒川葉月、河野早紀、古賀成美、小柳有沙、嶋崎百萌香、高山梨子、照井穂乃佳、中野麗来、西澤瑠莉奈、松岡知穂、松村芽久未、三浦亜莉沙、森田彩花、山内つばさ | 明石奈津子、東由樹、石田優美、石塚朱莉、鵜野みずき、梅原真子、小川乃愛、黒川葉月、河野早紀、古賀成美、小柳有沙、嶋崎百萌香、高山梨子、照井穂乃佳、中野麗来、西澤瑠莉奈、松岡知穂、松村芽久未、三浦亜莉沙、森田彩花、山内つばさ | 8th「カモネギックス」         | [ 注 27 ]            |
| 2014 | 高嶺の林檎 | | 田中俊亮 | 武藤星児 | 9th「高嶺の林檎」             |                      |
| 2014 | 市川美織、小笠原茉由、加藤夕夏、小谷里歩、渋谷凪咲、上西恵、白間美瑠、高野祐衣、村瀬紗英、谷川愛梨、矢倉楓子、薮下柊、山田菜々、山本彩、吉田朱里、渡辺美優紀 | 市川美織、小笠原茉由、加藤夕夏、小谷里歩、渋谷凪咲、上西恵、白間美瑠、高野祐衣、村瀬紗英、谷川愛梨、矢倉楓子、薮下柊、山田菜々、山本彩、吉田朱里、渡辺美優紀 | 市川美織、小笠原茉由、加藤夕夏、小谷里歩、渋谷凪咲、上西恵、白間美瑠、高野祐衣、村瀬紗英、谷川愛梨、矢倉楓子、薮下柊、山田菜々、山本彩、吉田朱里、渡辺美優紀 | 市川美織、小笠原茉由、加藤夕夏、小谷里歩、渋谷凪咲、上西恵、白間美瑠、高野祐衣、村瀬紗英、谷川愛梨、矢倉楓子、薮下柊、山田菜々、山本彩、吉田朱里、渡辺美優紀 | 9th「高嶺の林檎」             | [ 注 3 ] [ 9 ]       |
| 2014 | 一週間、全部が月曜日ならいいのに… | | 高見沢俊彦 | 生田真心 | 9th「高嶺の林檎」             |                      |
| 2014 | 明石奈津子、石田優美、磯佳奈江、鵜野みずき、大段舞依、川上千尋、渋谷凪咲、嶋崎百萌香、城恵理子、須藤凜々花、高山梨子、武井紗良、照井穂乃佳、内木志、中川紘美、中野麗来、西澤瑠莉奈、松岡知穂、松村芽久未、三浦亜莉沙、森田彩花、山尾梨奈 | 明石奈津子、石田優美、磯佳奈江、鵜野みずき、大段舞依、川上千尋、渋谷凪咲、嶋崎百萌香、城恵理子、須藤凜々花、高山梨子、武井紗良、照井穂乃佳、内木志、中川紘美、中野麗来、西澤瑠莉奈、松岡知穂、松村芽久未、三浦亜莉沙、森田彩花、山尾梨奈 | 明石奈津子、石田優美、磯佳奈江、鵜野みずき、大段舞依、川上千尋、渋谷凪咲、嶋崎百萌香、城恵理子、須藤凜々花、高山梨子、武井紗良、照井穂乃佳、内木志、中川紘美、中野麗来、西澤瑠莉奈、松岡知穂、松村芽久未、三浦亜莉沙、森田彩花、山尾梨奈 | 明石奈津子、石田優美、磯佳奈江、鵜野みずき、大段舞依、川上千尋、渋谷凪咲、嶋崎百萌香、城恵理子、須藤凜々花、高山梨子、武井紗良、照井穂乃佳、内木志、中川紘美、中野麗来、西澤瑠莉奈、松岡知穂、松村芽久未、三浦亜莉沙、森田彩花、山尾梨奈 | 9th「高嶺の林檎」             | [ 注 5 ]             |
| 2014 | プロムの恋人 | 白組 | 小澤正澄 | 若田部誠 | 9th「高嶺の林檎」             |                      |
| 2014 | 石塚朱莉、井尻晏菜、大段舞依、沖田彩華、門脇佳奈子、上枝恵美加、岸野里香、木下春奈、村上文香、矢倉楓子、山岸奈津美、山本彩 | 石塚朱莉、井尻晏菜、大段舞依、沖田彩華、門脇佳奈子、上枝恵美加、岸野里香、木下春奈、村上文香、矢倉楓子、山岸奈津美、山本彩 | 石塚朱莉、井尻晏菜、大段舞依、沖田彩華、門脇佳奈子、上枝恵美加、岸野里香、木下春奈、村上文香、矢倉楓子、山岸奈津美、山本彩 | 石塚朱莉、井尻晏菜、大段舞依、沖田彩華、門脇佳奈子、上枝恵美加、岸野里香、木下春奈、村上文香、矢倉楓子、山岸奈津美、山本彩 | 9th「高嶺の林檎」             | [ 注 3 ]             |
| 2014 | 水切り | 紅組 | 大神良康 | 野中“まさ”雄一 | 9th「高嶺の林檎」             |                      |
| 2014 | 川上礼奈、木下百花、日下このみ、久代梨奈、近藤里奈、三浦亜莉沙、三田麻央、山尾梨奈、山口夕輝、山田菜々、與儀ケイラ、渡辺美優紀 | 川上礼奈、木下百花、日下このみ、久代梨奈、近藤里奈、三浦亜莉沙、三田麻央、山尾梨奈、山口夕輝、山田菜々、與儀ケイラ、渡辺美優紀 | 川上礼奈、木下百花、日下このみ、久代梨奈、近藤里奈、三浦亜莉沙、三田麻央、山尾梨奈、山口夕輝、山田菜々、與儀ケイラ、渡辺美優紀 | 川上礼奈、木下百花、日下このみ、久代梨奈、近藤里奈、三浦亜莉沙、三田麻央、山尾梨奈、山口夕輝、山田菜々、與儀ケイラ、渡辺美優紀 | 9th「高嶺の林檎」             | [ 注 2 ]             |
| 2014 | 山へ行こう | 難波鉄砲隊其之伍 | chalaza | 野中“まさ”雄一 | 9th「高嶺の林檎」             |                      |
| 2014 | 赤澤萌乃、太田夢莉、川上千尋、白間美瑠、中野麗来、西村愛華、林萌々香、室加奈子 | 赤澤萌乃、太田夢莉、川上千尋、白間美瑠、中野麗来、西村愛華、林萌々香、室加奈子 | 赤澤萌乃、太田夢莉、川上千尋、白間美瑠、中野麗来、西村愛華、林萌々香、室加奈子 | 赤澤萌乃、太田夢莉、川上千尋、白間美瑠、中野麗来、西村愛華、林萌々香、室加奈子 | 9th「高嶺の林檎」             | [ 注 29 ] [ 10 ]     |
| 2014 | 傘はいらない | | 入江徹 | 野中“まさ”雄一 | 9th「高嶺の林檎」             |                      |
| 2014 | 明石奈津子、東由樹、石田優美、磯佳奈江、植田碧麗、鵜野みずき、黒川葉月、河野早紀、古賀成美、小林莉加子、嶋崎百萌香、城恵理子、須藤凜々花、高山梨子、武井紗良、照井穂乃佳、内木志、中川紘美、西澤瑠莉奈、松岡知穂、松村芽久未、森田彩花 | | | | 9th「高嶺の林檎」             |                      |
| 2014 | らしくない | | 大西俊也 | 野中“まさ”雄一 | 10th「らしくない」            |                      |
| 2014 | 市川美織、梅田彩佳、柏木由紀、加藤夕夏、門脇佳奈子、木下百花、久代梨奈、小谷里歩、渋谷凪咲、上西恵、白間美瑠、谷川愛梨、高柳明音、西村愛華、藤江れいな、村瀬紗英、矢倉楓子、薮下柊、山田菜々、山本彩、吉田朱里、渡辺美優紀 | 市川美織、梅田彩佳、柏木由紀、加藤夕夏、門脇佳奈子、木下百花、久代梨奈、小谷里歩、渋谷凪咲、上西恵、白間美瑠、谷川愛梨、高柳明音、西村愛華、藤江れいな、村瀬紗英、矢倉楓子、薮下柊、山田菜々、山本彩、吉田朱里、渡辺美優紀 | 市川美織、梅田彩佳、柏木由紀、加藤夕夏、門脇佳奈子、木下百花、久代梨奈、小谷里歩、渋谷凪咲、上西恵、白間美瑠、谷川愛梨、高柳明音、西村愛華、藤江れいな、村瀬紗英、矢倉楓子、薮下柊、山田菜々、山本彩、吉田朱里、渡辺美優紀 | 市川美織、梅田彩佳、柏木由紀、加藤夕夏、門脇佳奈子、木下百花、久代梨奈、小谷里歩、渋谷凪咲、上西恵、白間美瑠、谷川愛梨、高柳明音、西村愛華、藤江れいな、村瀬紗英、矢倉楓子、薮下柊、山田菜々、山本彩、吉田朱里、渡辺美優紀 | 10th「らしくない」            | [ 注 35 ] [ 10 ]     |
| 2014 | 友達 | | 多田慎也 | 島田尚 | 10th「らしくない」            |                      |
| 2014 | 山田菜々、山本彩 | | | | 10th「らしくない」            |                      |
| 2014 | 休戦協定 | Team N | you-me | you-me | 10th「らしくない」            |                      |
| 2014 | 太田夢莉、柏木由紀、加藤夕夏、岸野里香、河野早紀、古賀成美、小谷里歩、上西恵、須藤凜々花、西村愛華、村重杏奈、室加奈子、山内つばさ、山岸奈津美、山口夕輝、山本彩、吉田朱里 | 太田夢莉、柏木由紀、加藤夕夏、岸野里香、河野早紀、古賀成美、小谷里歩、上西恵、須藤凜々花、西村愛華、村重杏奈、室加奈子、山内つばさ、山岸奈津美、山口夕輝、山本彩、吉田朱里 | 太田夢莉、柏木由紀、加藤夕夏、岸野里香、河野早紀、古賀成美、小谷里歩、上西恵、須藤凜々花、西村愛華、村重杏奈、室加奈子、山内つばさ、山岸奈津美、山口夕輝、山本彩、吉田朱里 | 太田夢莉、柏木由紀、加藤夕夏、岸野里香、河野早紀、古賀成美、小谷里歩、上西恵、須藤凜々花、西村愛華、村重杏奈、室加奈子、山内つばさ、山岸奈津美、山口夕輝、山本彩、吉田朱里 | 10th「らしくない」            | [ 注 37 ]            |
| 2014 | 右にしてるリング | Team M | 入江徹 | 若田部誠 | 10th「らしくない」            |                      |
| 2014 | 東由樹、石塚朱莉、沖田彩華、川上礼奈、木下百花、久代梨奈、近藤里奈、白間美瑠、高野祐衣、武井紗良、谷川愛梨、藤江れいな、三浦亜莉沙、三田麻央、村上文香、村瀬紗英、矢倉楓子、山田菜々 | 東由樹、石塚朱莉、沖田彩華、川上礼奈、木下百花、久代梨奈、近藤里奈、白間美瑠、高野祐衣、武井紗良、谷川愛梨、藤江れいな、三浦亜莉沙、三田麻央、村上文香、村瀬紗英、矢倉楓子、山田菜々 | 東由樹、石塚朱莉、沖田彩華、川上礼奈、木下百花、久代梨奈、近藤里奈、白間美瑠、高野祐衣、武井紗良、谷川愛梨、藤江れいな、三浦亜莉沙、三田麻央、村上文香、村瀬紗英、矢倉楓子、山田菜々 | 東由樹、石塚朱莉、沖田彩華、川上礼奈、木下百花、久代梨奈、近藤里奈、白間美瑠、高野祐衣、武井紗良、谷川愛梨、藤江れいな、三浦亜莉沙、三田麻央、村上文香、村瀬紗英、矢倉楓子、山田菜々 | 10th「らしくない」            | [ 注 17 ]            |
| 2014 | スターになんてなりたくない | Team BII | 田村信二 | 佐々木裕 | 10th「らしくない」            |                      |
| 2014 | 井尻晏菜、磯佳奈江、市川美織、植田碧麗、梅田彩佳、門脇佳奈子、上枝恵美加、川上千尋、木下春奈、日下このみ、黒川葉月、渋谷凪咲、高柳明音、内木志、林萌々香、薮下柊、渡辺美優紀 | 井尻晏菜、磯佳奈江、市川美織、植田碧麗、梅田彩佳、門脇佳奈子、上枝恵美加、川上千尋、木下春奈、日下このみ、黒川葉月、渋谷凪咲、高柳明音、内木志、林萌々香、薮下柊、渡辺美優紀 | 井尻晏菜、磯佳奈江、市川美織、植田碧麗、梅田彩佳、門脇佳奈子、上枝恵美加、川上千尋、木下春奈、日下このみ、黒川葉月、渋谷凪咲、高柳明音、内木志、林萌々香、薮下柊、渡辺美優紀 | 井尻晏菜、磯佳奈江、市川美織、植田碧麗、梅田彩佳、門脇佳奈子、上枝恵美加、川上千尋、木下春奈、日下このみ、黒川葉月、渋谷凪咲、高柳明音、内木志、林萌々香、薮下柊、渡辺美優紀 | 10th「らしくない」            | [ 注 2 ]             |
| 2014 | アスファルトの涙 | | 鈴木健太朗 | 板垣祐介 | 10th「らしくない」            |                      |
| 2014 | 明石奈津子、石田優美、鵜野みずき、大段舞依、城恵理子、照井穂乃佳、中野麗来、西澤瑠莉奈、松岡知穂、松村芽久未、森田彩花、山尾梨奈 | 明石奈津子、石田優美、鵜野みずき、大段舞依、城恵理子、照井穂乃佳、中野麗来、西澤瑠莉奈、松岡知穂、松村芽久未、森田彩花、山尾梨奈 | 明石奈津子、石田優美、鵜野みずき、大段舞依、城恵理子、照井穂乃佳、中野麗来、西澤瑠莉奈、松岡知穂、松村芽久未、森田彩花、山尾梨奈 | 明石奈津子、石田優美、鵜野みずき、大段舞依、城恵理子、照井穂乃佳、中野麗来、西澤瑠莉奈、松岡知穂、松村芽久未、森田彩花、山尾梨奈 | 10th「らしくない」            | [ 注 5 ]             |
| 2015 | Don't look back! | | Carlos K. | 武藤星児 | 11th「Don't look back!」      |                      |
| 2015 | 市川美織、梅田彩佳、太田夢莉、柏木由紀、加藤夕夏、門脇佳奈子、日下このみ、久代梨奈、小谷里歩、渋谷凪咲、上西恵、白間美瑠、須藤凜々花、谷川愛梨、西村愛華、藤江れいな、村瀬紗英、矢倉楓子、薮下柊、山田菜々、山本彩、吉田朱里、渡辺美優紀 | 市川美織、梅田彩佳、太田夢莉、柏木由紀、加藤夕夏、門脇佳奈子、日下このみ、久代梨奈、小谷里歩、渋谷凪咲、上西恵、白間美瑠、須藤凜々花、谷川愛梨、西村愛華、藤江れいな、村瀬紗英、矢倉楓子、薮下柊、山田菜々、山本彩、吉田朱里、渡辺美優紀 | 市川美織、梅田彩佳、太田夢莉、柏木由紀、加藤夕夏、門脇佳奈子、日下このみ、久代梨奈、小谷里歩、渋谷凪咲、上西恵、白間美瑠、須藤凜々花、谷川愛梨、西村愛華、藤江れいな、村瀬紗英、矢倉楓子、薮下柊、山田菜々、山本彩、吉田朱里、渡辺美優紀 | 市川美織、梅田彩佳、太田夢莉、柏木由紀、加藤夕夏、門脇佳奈子、日下このみ、久代梨奈、小谷里歩、渋谷凪咲、上西恵、白間美瑠、須藤凜々花、谷川愛梨、西村愛華、藤江れいな、村瀬紗英、矢倉楓子、薮下柊、山田菜々、山本彩、吉田朱里、渡辺美優紀 | 11th「Don't look back!」      | [ 注 38 ] [ 5 ]      |
| 2015 | 卒業旅行 | | 島崎貴光 | 島崎貴光 | 11th「Don't look back!」      |                      |
| 2015 | 沖田彩華、門脇佳奈子、川上礼奈、岸野里香、木下春奈、木下百花、小谷里歩、近藤里奈、上西恵、白間美瑠、山岸奈津美、山口夕輝、山田菜々、山本彩、吉田朱里、渡辺美優紀 | 沖田彩華、門脇佳奈子、川上礼奈、岸野里香、木下春奈、木下百花、小谷里歩、近藤里奈、上西恵、白間美瑠、山岸奈津美、山口夕輝、山田菜々、山本彩、吉田朱里、渡辺美優紀 | 沖田彩華、門脇佳奈子、川上礼奈、岸野里香、木下春奈、木下百花、小谷里歩、近藤里奈、上西恵、白間美瑠、山岸奈津美、山口夕輝、山田菜々、山本彩、吉田朱里、渡辺美優紀 | 沖田彩華、門脇佳奈子、川上礼奈、岸野里香、木下春奈、木下百花、小谷里歩、近藤里奈、上西恵、白間美瑠、山岸奈津美、山口夕輝、山田菜々、山本彩、吉田朱里、渡辺美優紀 | 11th「Don't look back!」      | [ 注 38 ]            |
| 2015 | ニーチェ先輩 | 難波鉄砲隊其之六 | 片桐周太郎 | 片桐周太郎 | 11th「Don't look back!」      |                      |
| 2015 | 明石奈津子、植田碧麗、川上千尋、木下春奈、城恵理子、須藤凜々花、中野麗来、山尾梨奈 | 明石奈津子、植田碧麗、川上千尋、木下春奈、城恵理子、須藤凜々花、中野麗来、山尾梨奈 | 明石奈津子、植田碧麗、川上千尋、木下春奈、城恵理子、須藤凜々花、中野麗来、山尾梨奈 | 明石奈津子、植田碧麗、川上千尋、木下春奈、城恵理子、須藤凜々花、中野麗来、山尾梨奈 | 11th「Don't look back!」      | [ 注 39 ] [ 11 ]     |
| 2015 | 恋愛ペテン師 | Team N | 和田耕平 | 和田耕平 | 11th「Don't look back!」      |                      |
| 2015 | 明石奈津子、石田優美、太田夢莉、柏木由紀、加藤夕夏、岸野里香、河野早紀、古賀成美、小谷里歩、城恵理子、上西恵、須藤凜々花、西澤瑠莉奈、西村愛華、村重杏奈、室加奈子、山尾梨奈、山岸奈津美、山口夕輝、山本彩、吉田朱里 | 明石奈津子、石田優美、太田夢莉、柏木由紀、加藤夕夏、岸野里香、河野早紀、古賀成美、小谷里歩、城恵理子、上西恵、須藤凜々花、西澤瑠莉奈、西村愛華、村重杏奈、室加奈子、山尾梨奈、山岸奈津美、山口夕輝、山本彩、吉田朱里 | 明石奈津子、石田優美、太田夢莉、柏木由紀、加藤夕夏、岸野里香、河野早紀、古賀成美、小谷里歩、城恵理子、上西恵、須藤凜々花、西澤瑠莉奈、西村愛華、村重杏奈、室加奈子、山尾梨奈、山岸奈津美、山口夕輝、山本彩、吉田朱里 | 明石奈津子、石田優美、太田夢莉、柏木由紀、加藤夕夏、岸野里香、河野早紀、古賀成美、小谷里歩、城恵理子、上西恵、須藤凜々花、西澤瑠莉奈、西村愛華、村重杏奈、室加奈子、山尾梨奈、山岸奈津美、山口夕輝、山本彩、吉田朱里 | 11th「Don't look back!」      | [ 注 3 ]             |
| 2015 | ハート、叫ぶ。 | Team M | 藤本貴則 | 野中“まさ”雄一 | 11th「Don't look back!」      |                      |
| 2015 | 東由樹、石塚朱莉、鵜野みずき、沖田彩華、川上礼奈、木下百花、久代梨奈、近藤里奈、白間美瑠、高野祐衣、武井紗良、谷川愛梨、中野麗来、藤江れいな、松村芽久未、三浦亜莉沙、三田麻央、村上文香、村瀬紗英、森田彩花、矢倉楓子、山田菜々 | 東由樹、石塚朱莉、鵜野みずき、沖田彩華、川上礼奈、木下百花、久代梨奈、近藤里奈、白間美瑠、高野祐衣、武井紗良、谷川愛梨、中野麗来、藤江れいな、松村芽久未、三浦亜莉沙、三田麻央、村上文香、村瀬紗英、森田彩花、矢倉楓子、山田菜々 | 東由樹、石塚朱莉、鵜野みずき、沖田彩華、川上礼奈、木下百花、久代梨奈、近藤里奈、白間美瑠、高野祐衣、武井紗良、谷川愛梨、中野麗来、藤江れいな、松村芽久未、三浦亜莉沙、三田麻央、村上文香、村瀬紗英、森田彩花、矢倉楓子、山田菜々 | 東由樹、石塚朱莉、鵜野みずき、沖田彩華、川上礼奈、木下百花、久代梨奈、近藤里奈、白間美瑠、高野祐衣、武井紗良、谷川愛梨、中野麗来、藤江れいな、松村芽久未、三浦亜莉沙、三田麻央、村上文香、村瀬紗英、森田彩花、矢倉楓子、山田菜々 | 11th「Don't look back!」      | [ 注 35 ]            |
| 2015 | みんな、大好き | 山田菜々 | 井上トモノリ | 久下真音 | 11th「Don't look back!」      |                      |
| 2015 | 山田菜々 | | | | 11th「Don't look back!」      |                      |
| 2015 | ロマンティックスノー | Team BII | うちやえゆか | 若田部誠 | 11th「Don't look back!」      |                      |
| 2015 | 井尻晏菜、磯佳奈江、市川美織、植田碧麗、梅田彩佳、大段舞依、門脇佳奈子、上枝恵美加、川上千尋、木下春奈、日下このみ、黒川葉月、渋谷凪咲、照井穂乃佳、内木志、林萌々香、松岡知穂、薮下柊、渡辺美優紀 | 井尻晏菜、磯佳奈江、市川美織、植田碧麗、梅田彩佳、大段舞依、門脇佳奈子、上枝恵美加、川上千尋、木下春奈、日下このみ、黒川葉月、渋谷凪咲、照井穂乃佳、内木志、林萌々香、松岡知穂、薮下柊、渡辺美優紀 | 井尻晏菜、磯佳奈江、市川美織、植田碧麗、梅田彩佳、大段舞依、門脇佳奈子、上枝恵美加、川上千尋、木下春奈、日下このみ、黒川葉月、渋谷凪咲、照井穂乃佳、内木志、林萌々香、松岡知穂、薮下柊、渡辺美優紀 | 井尻晏菜、磯佳奈江、市川美織、植田碧麗、梅田彩佳、大段舞依、門脇佳奈子、上枝恵美加、川上千尋、木下春奈、日下このみ、黒川葉月、渋谷凪咲、照井穂乃佳、内木志、林萌々香、松岡知穂、薮下柊、渡辺美優紀 | 11th「Don't look back!」      | [ 注 2 ]             |
| 2015 | ドリアン少年 | | 藤本貴則 | 武藤星児 | 12th「ドリアン少年」          |                      |
| 2015 | 市川美織、梅田彩佳、太田夢莉、加藤夕夏、門脇佳奈子、日下このみ、小谷里歩、渋谷凪咲、城恵理子、上西恵、白間美瑠、須藤凜々花、谷川愛梨、藤江れいな、村瀬紗英、矢倉楓子、薮下柊、山本彩、吉田朱里、渡辺美優紀 | 市川美織、梅田彩佳、太田夢莉、加藤夕夏、門脇佳奈子、日下このみ、小谷里歩、渋谷凪咲、城恵理子、上西恵、白間美瑠、須藤凜々花、谷川愛梨、藤江れいな、村瀬紗英、矢倉楓子、薮下柊、山本彩、吉田朱里、渡辺美優紀 | 市川美織、梅田彩佳、太田夢莉、加藤夕夏、門脇佳奈子、日下このみ、小谷里歩、渋谷凪咲、城恵理子、上西恵、白間美瑠、須藤凜々花、谷川愛梨、藤江れいな、村瀬紗英、矢倉楓子、薮下柊、山本彩、吉田朱里、渡辺美優紀 | 市川美織、梅田彩佳、太田夢莉、加藤夕夏、門脇佳奈子、日下このみ、小谷里歩、渋谷凪咲、城恵理子、上西恵、白間美瑠、須藤凜々花、谷川愛梨、藤江れいな、村瀬紗英、矢倉楓子、薮下柊、山本彩、吉田朱里、渡辺美優紀 | 12th「ドリアン少年」          | [ 注 39 ] [ 12 ]     |
| 2015 | どうでもいい人仮面 | | バグベア | 若田部誠 | 12th「ドリアン少年」          |                      |
| 2015 | 明石奈津子、植田碧麗、植村梓、太田夢莉、川上千尋、久代梨奈、内木志、西村愛華、林萌々香 | 明石奈津子、植田碧麗、植村梓、太田夢莉、川上千尋、久代梨奈、内木志、西村愛華、林萌々香 | 明石奈津子、植田碧麗、植村梓、太田夢莉、川上千尋、久代梨奈、内木志、西村愛華、林萌々香 | 明石奈津子、植田碧麗、植村梓、太田夢莉、川上千尋、久代梨奈、内木志、西村愛華、林萌々香 | 12th「ドリアン少年」          | [ 注 41 ] [ 13 ]     |
| 2015 | 命のへそ | Team N | 梅口敦史 | あらケン | 12th「ドリアン少年」          |                      |
| 2015 | 明石奈津子、石田優美、太田夢莉、加藤夕夏、岸野里香、古賀成美、小谷里歩、城恵理子、上西恵、須藤凜々花、西澤瑠莉奈、西村愛華、山尾梨奈、山口夕輝、山本彩、吉田朱里 | 明石奈津子、石田優美、太田夢莉、加藤夕夏、岸野里香、古賀成美、小谷里歩、城恵理子、上西恵、須藤凜々花、西澤瑠莉奈、西村愛華、山尾梨奈、山口夕輝、山本彩、吉田朱里 | 明石奈津子、石田優美、太田夢莉、加藤夕夏、岸野里香、古賀成美、小谷里歩、城恵理子、上西恵、須藤凜々花、西澤瑠莉奈、西村愛華、山尾梨奈、山口夕輝、山本彩、吉田朱里 | 明石奈津子、石田優美、太田夢莉、加藤夕夏、岸野里香、古賀成美、小谷里歩、城恵理子、上西恵、須藤凜々花、西澤瑠莉奈、西村愛華、山尾梨奈、山口夕輝、山本彩、吉田朱里 | 12th「ドリアン少年」          | [ 注 3 ]             |
| 2015 | 僕だけのSecret time | Team M | Carlos K. | Carlos K. | 12th「ドリアン少年」          |                      |
| 2015 | 東由樹、石塚朱莉、植村梓、鵜野みずき、沖田彩華、川上礼奈、久代梨奈、近藤里奈、白間美瑠、武井紗良、谷川愛梨、中野麗来、藤江れいな、松村芽久未、三田麻央、村瀬紗英、森田彩花、矢倉楓子 | 東由樹、石塚朱莉、植村梓、鵜野みずき、沖田彩華、川上礼奈、久代梨奈、近藤里奈、白間美瑠、武井紗良、谷川愛梨、中野麗来、藤江れいな、松村芽久未、三田麻央、村瀬紗英、森田彩花、矢倉楓子 | 東由樹、石塚朱莉、植村梓、鵜野みずき、沖田彩華、川上礼奈、久代梨奈、近藤里奈、白間美瑠、武井紗良、谷川愛梨、中野麗来、藤江れいな、松村芽久未、三田麻央、村瀬紗英、森田彩花、矢倉楓子 | 東由樹、石塚朱莉、植村梓、鵜野みずき、沖田彩華、川上礼奈、久代梨奈、近藤里奈、白間美瑠、武井紗良、谷川愛梨、中野麗来、藤江れいな、松村芽久未、三田麻央、村瀬紗英、森田彩花、矢倉楓子 | 12th「ドリアン少年」          | [ 注 35 ] [ 14 ]     |
| 2015 | 心の文字を書け! | Team BII | Narimoto_Tomomi | 佐々木裕 | 12th「ドリアン少年」          |                      |
| 2015 | 井尻晏菜、磯佳奈江、市川美織、植田碧麗、梅田彩佳、大段舞依、門脇佳奈子、川上千尋、木下春奈、日下このみ、黒川葉月、渋谷凪咲、内木志、林萌々香、松岡知穂、薮下柊、渡辺美優紀 | 井尻晏菜、磯佳奈江、市川美織、植田碧麗、梅田彩佳、大段舞依、門脇佳奈子、川上千尋、木下春奈、日下このみ、黒川葉月、渋谷凪咲、内木志、林萌々香、松岡知穂、薮下柊、渡辺美優紀 | 井尻晏菜、磯佳奈江、市川美織、植田碧麗、梅田彩佳、大段舞依、門脇佳奈子、川上千尋、木下春奈、日下このみ、黒川葉月、渋谷凪咲、内木志、林萌々香、松岡知穂、薮下柊、渡辺美優紀 | 井尻晏菜、磯佳奈江、市川美織、植田碧麗、梅田彩佳、大段舞依、門脇佳奈子、川上千尋、木下春奈、日下このみ、黒川葉月、渋谷凪咲、内木志、林萌々香、松岡知穂、薮下柊、渡辺美優紀 | 12th「ドリアン少年」          | [ 注 2 ]             |
| 2015 | サヨナラ、踵を踏む人 | 難波鉄砲隊其之七 | 野井洋児 | 野井洋児 | 12th「ドリアン少年」          |                      |
| 2015 | 明石奈津子、磯佳奈江、植村梓、川上千尋、内木志、中野麗来、山尾梨奈 | 明石奈津子、磯佳奈江、植村梓、川上千尋、内木志、中野麗来、山尾梨奈 | 明石奈津子、磯佳奈江、植村梓、川上千尋、内木志、中野麗来、山尾梨奈 | 明石奈津子、磯佳奈江、植村梓、川上千尋、内木志、中野麗来、山尾梨奈 | 12th「ドリアン少年」          | [ 注 42 ] [ 15 ]     |
| 2015 | Must be now | | Carlos K. | Carlos K. | 13th「Must be now」           |                      |
| 2015 | 石田優美、梅田彩佳、加藤夕夏、岸野里香、木下春奈、日下このみ、西村愛華、山本彩、渡辺美優紀 | 石田優美、梅田彩佳、加藤夕夏、岸野里香、木下春奈、日下このみ、西村愛華、山本彩、渡辺美優紀 | 石田優美、梅田彩佳、加藤夕夏、岸野里香、木下春奈、日下このみ、西村愛華、山本彩、渡辺美優紀 | 石田優美、梅田彩佳、加藤夕夏、岸野里香、木下春奈、日下このみ、西村愛華、山本彩、渡辺美優紀 | 13th「Must be now」           | [ 注 3 ] [ 9 ]       |
| 2015 | 片想いよりも思い出を… | | 松本一也 | 板垣祐介 | 13th「Must be now」           |                      |
| 2015 | 市川美織、植村梓、太田夢莉、門脇佳奈子、小谷里歩、渋谷凪咲、上西恵、白間美瑠、須藤凜々花、谷川愛梨、内木志、藤江れいな、村瀬紗英、矢倉楓子、薮下柊、吉田朱里 | 市川美織、植村梓、太田夢莉、門脇佳奈子、小谷里歩、渋谷凪咲、上西恵、白間美瑠、須藤凜々花、谷川愛梨、内木志、藤江れいな、村瀬紗英、矢倉楓子、薮下柊、吉田朱里 | 市川美織、植村梓、太田夢莉、門脇佳奈子、小谷里歩、渋谷凪咲、上西恵、白間美瑠、須藤凜々花、谷川愛梨、内木志、藤江れいな、村瀬紗英、矢倉楓子、薮下柊、吉田朱里 | 市川美織、植村梓、太田夢莉、門脇佳奈子、小谷里歩、渋谷凪咲、上西恵、白間美瑠、須藤凜々花、谷川愛梨、内木志、藤江れいな、村瀬紗英、矢倉楓子、薮下柊、吉田朱里 | 13th「Must be now」           | [ 注 44 ] [ 16 ]     |
| 2015 | 夢に色がない理由 | Team N | 藤本貴則 | 若田部誠 | 13th「Must be now」           |                      |
| 2015 | 明石奈津子、石田優美、太田夢莉、加藤夕夏、岸野里香、古賀成美、小谷里歩、城恵理子、上西恵、須藤凜々花、西澤瑠莉奈、西村愛華、山尾梨奈、山口夕輝、山本彩、吉田朱里 | 明石奈津子、石田優美、太田夢莉、加藤夕夏、岸野里香、古賀成美、小谷里歩、城恵理子、上西恵、須藤凜々花、西澤瑠莉奈、西村愛華、山尾梨奈、山口夕輝、山本彩、吉田朱里 | 明石奈津子、石田優美、太田夢莉、加藤夕夏、岸野里香、古賀成美、小谷里歩、城恵理子、上西恵、須藤凜々花、西澤瑠莉奈、西村愛華、山尾梨奈、山口夕輝、山本彩、吉田朱里 | 明石奈津子、石田優美、太田夢莉、加藤夕夏、岸野里香、古賀成美、小谷里歩、城恵理子、上西恵、須藤凜々花、西澤瑠莉奈、西村愛華、山尾梨奈、山口夕輝、山本彩、吉田朱里 | 13th「Must be now」           | [ 注 3 ]             |
| 2015 | Good-bye, Guitar | Team M | シマダユウキ / 岩崎誠司 | 野中“まさ”雄一 | 13th「Must be now」           |                      |
| 2015 | 東由樹、石塚朱莉、植村梓、鵜野みずき、沖田彩華、川上礼奈、木下百花、久代梨奈、近藤里奈、白間美瑠、武井紗良、谷川愛梨、中野麗来、藤江れいな、松村芽久未、三田麻央、村瀬紗英、森田彩花、矢倉楓子 | 東由樹、石塚朱莉、植村梓、鵜野みずき、沖田彩華、川上礼奈、木下百花、久代梨奈、近藤里奈、白間美瑠、武井紗良、谷川愛梨、中野麗来、藤江れいな、松村芽久未、三田麻央、村瀬紗英、森田彩花、矢倉楓子 | 東由樹、石塚朱莉、植村梓、鵜野みずき、沖田彩華、川上礼奈、木下百花、久代梨奈、近藤里奈、白間美瑠、武井紗良、谷川愛梨、中野麗来、藤江れいな、松村芽久未、三田麻央、村瀬紗英、森田彩花、矢倉楓子 | 東由樹、石塚朱莉、植村梓、鵜野みずき、沖田彩華、川上礼奈、木下百花、久代梨奈、近藤里奈、白間美瑠、武井紗良、谷川愛梨、中野麗来、藤江れいな、松村芽久未、三田麻央、村瀬紗英、森田彩花、矢倉楓子 | 13th「Must be now」           | [ 注 35 ] [ 17 ]     |
| 2015 | 空腹で恋愛をするな | Team BII | 川浦正大 | 佐々木裕 | 13th「Must be now」           |                      |
| 2015 | 井尻晏菜、磯佳奈江、市川美織、植田碧麗、梅田彩佳、大段舞依、門脇佳奈子、川上千尋、木下春奈、日下このみ、黒川葉月、渋谷凪咲、内木志、林萌々香、松岡知穂、薮下柊、渡辺美優紀 | 井尻晏菜、磯佳奈江、市川美織、植田碧麗、梅田彩佳、大段舞依、門脇佳奈子、川上千尋、木下春奈、日下このみ、黒川葉月、渋谷凪咲、内木志、林萌々香、松岡知穂、薮下柊、渡辺美優紀 | 井尻晏菜、磯佳奈江、市川美織、植田碧麗、梅田彩佳、大段舞依、門脇佳奈子、川上千尋、木下春奈、日下このみ、黒川葉月、渋谷凪咲、内木志、林萌々香、松岡知穂、薮下柊、渡辺美優紀 | 井尻晏菜、磯佳奈江、市川美織、植田碧麗、梅田彩佳、大段舞依、門脇佳奈子、川上千尋、木下春奈、日下このみ、黒川葉月、渋谷凪咲、内木志、林萌々香、松岡知穂、薮下柊、渡辺美優紀 | 13th「Must be now」           | [ 注 2 ] [ 17 ]      |
| 2015 | 俺らとは | 俺ら | 依光輝久 | 依光輝久 | 13th「Must be now」           |                      |
| 2015 | 小笠原茉由、岸野里香、小谷里歩、山口夕輝、山本彩 | 小笠原茉由、岸野里香、小谷里歩、山口夕輝、山本彩 | 小笠原茉由、岸野里香、小谷里歩、山口夕輝、山本彩 | 小笠原茉由、岸野里香、小谷里歩、山口夕輝、山本彩 | 13th「Must be now」           | [ 注 3 ]             |
| 2016 | 甘噛み姫 | | 渡邉沙志 | 若田部誠 | 14th「甘噛み姫」              |                      |
| 2016 | 市川美織、太田夢莉、沖田彩華、加藤夕夏、日下このみ、渋谷凪咲、上西恵、白間美瑠、須藤凜々花、谷川愛梨、藤江れいな、村瀬紗英、矢倉楓子、薮下柊、山本彩、吉田朱里、渡辺美優紀 | 市川美織、太田夢莉、沖田彩華、加藤夕夏、日下このみ、渋谷凪咲、上西恵、白間美瑠、須藤凜々花、谷川愛梨、藤江れいな、村瀬紗英、矢倉楓子、薮下柊、山本彩、吉田朱里、渡辺美優紀 | 市川美織、太田夢莉、沖田彩華、加藤夕夏、日下このみ、渋谷凪咲、上西恵、白間美瑠、須藤凜々花、谷川愛梨、藤江れいな、村瀬紗英、矢倉楓子、薮下柊、山本彩、吉田朱里、渡辺美優紀 | 市川美織、太田夢莉、沖田彩華、加藤夕夏、日下このみ、渋谷凪咲、上西恵、白間美瑠、須藤凜々花、谷川愛梨、藤江れいな、村瀬紗英、矢倉楓子、薮下柊、山本彩、吉田朱里、渡辺美優紀 | 14th「甘噛み姫」              | [ 注 3 ] [ 18 ]      |
| 2016 | 365日の紙飛行機 | 山本彩 | 角野寿和、青葉紘季 | 坂本秀一 | 14th「甘噛み姫」              |                      |
| 2016 | 山本彩 | | | | 14th「甘噛み姫」              |                      |
| 2016 | 儚い物語 | Team N | つじたかひろ | 野中“まさ”雄一 | 14th「甘噛み姫」              |                      |
| 2016 | 明石奈津子、石田優美、太田夢莉、加藤夕夏、岸野里香、古賀成美、城恵理子、上西恵、須藤凜々花、西澤瑠莉奈、西仲七海、本郷柚巴、山尾梨奈、山口夕輝、山本彩、吉田朱里 | 明石奈津子、石田優美、太田夢莉、加藤夕夏、岸野里香、古賀成美、城恵理子、上西恵、須藤凜々花、西澤瑠莉奈、西仲七海、本郷柚巴、山尾梨奈、山口夕輝、山本彩、吉田朱里 | 明石奈津子、石田優美、太田夢莉、加藤夕夏、岸野里香、古賀成美、城恵理子、上西恵、須藤凜々花、西澤瑠莉奈、西仲七海、本郷柚巴、山尾梨奈、山口夕輝、山本彩、吉田朱里 | 明石奈津子、石田優美、太田夢莉、加藤夕夏、岸野里香、古賀成美、城恵理子、上西恵、須藤凜々花、西澤瑠莉奈、西仲七海、本郷柚巴、山尾梨奈、山口夕輝、山本彩、吉田朱里 | 14th「甘噛み姫」              | [ 注 46 ] [ 19 ]     |
| 2016 | 恋を急げ | Team M | ムラマサヒロキ / Carlos K. | Carlos K. | 14th「甘噛み姫」              |                      |
| 2016 | 東由樹、石塚朱莉、植村梓、鵜野みずき、沖田彩華、川上礼奈、木下百花、久代梨奈、柴田優衣、白間美瑠、武井紗良、谷川愛梨、中野麗来、藤江れいな、堀詩音、松村芽久未、三田麻央、村瀬紗英、森田彩花、矢倉楓子 | 東由樹、石塚朱莉、植村梓、鵜野みずき、沖田彩華、川上礼奈、木下百花、久代梨奈、柴田優衣、白間美瑠、武井紗良、谷川愛梨、中野麗来、藤江れいな、堀詩音、松村芽久未、三田麻央、村瀬紗英、森田彩花、矢倉楓子 | 東由樹、石塚朱莉、植村梓、鵜野みずき、沖田彩華、川上礼奈、木下百花、久代梨奈、柴田優衣、白間美瑠、武井紗良、谷川愛梨、中野麗来、藤江れいな、堀詩音、松村芽久未、三田麻央、村瀬紗英、森田彩花、矢倉楓子 | 東由樹、石塚朱莉、植村梓、鵜野みずき、沖田彩華、川上礼奈、木下百花、久代梨奈、柴田優衣、白間美瑠、武井紗良、谷川愛梨、中野麗来、藤江れいな、堀詩音、松村芽久未、三田麻央、村瀬紗英、森田彩花、矢倉楓子 | 14th「甘噛み姫」              | [ 注 35 ]            |
| 2016 | フェリー | Team BII | 外山大輔 | 若田部誠 | 14th「甘噛み姫」              |                      |
| 2016 | 安藤愛璃菜、井尻晏菜、磯佳奈江、市川美織、植田碧麗、大段舞依、上枝恵美加、川上千尋、木下春奈、日下このみ、渋谷凪咲、内木志、林萌々香、松岡知穂、村中有基、安田桃寧、薮下柊、渡辺美優紀 | 安藤愛璃菜、井尻晏菜、磯佳奈江、市川美織、植田碧麗、大段舞依、上枝恵美加、川上千尋、木下春奈、日下このみ、渋谷凪咲、内木志、林萌々香、松岡知穂、村中有基、安田桃寧、薮下柊、渡辺美優紀 | 安藤愛璃菜、井尻晏菜、磯佳奈江、市川美織、植田碧麗、大段舞依、上枝恵美加、川上千尋、木下春奈、日下このみ、渋谷凪咲、内木志、林萌々香、松岡知穂、村中有基、安田桃寧、薮下柊、渡辺美優紀 | 安藤愛璃菜、井尻晏菜、磯佳奈江、市川美織、植田碧麗、大段舞依、上枝恵美加、川上千尋、木下春奈、日下このみ、渋谷凪咲、内木志、林萌々香、松岡知穂、村中有基、安田桃寧、薮下柊、渡辺美優紀 | 14th「甘噛み姫」              | [ 注 47 ] [ 20 ]     |
| 2016 | 虹の作り方 | | つじたかひろ | つじたかひろ | 14th「甘噛み姫」              |                      |
| 2016 | 太田夢莉、渋谷凪咲、須藤凜々花、内木志、薮下柊 | 太田夢莉、渋谷凪咲、須藤凜々花、内木志、薮下柊 | 太田夢莉、渋谷凪咲、須藤凜々花、内木志、薮下柊 | 太田夢莉、渋谷凪咲、須藤凜々花、内木志、薮下柊 | 14th「甘噛み姫」              | [ 注 41 ] [ 18 ]     |
| 2016 | 道頓堀よ、泣かせてくれ! | | Akira Sunset | 野中“まさ”雄一 | 14th「甘噛み姫」              |                      |
| 2016 | 太田夢莉、渋谷凪咲、白間美瑠、須藤凜々花、矢倉楓子、薮下柊、山本彩、渡辺美優紀 | 太田夢莉、渋谷凪咲、白間美瑠、須藤凜々花、矢倉楓子、薮下柊、山本彩、渡辺美優紀 | 太田夢莉、渋谷凪咲、白間美瑠、須藤凜々花、矢倉楓子、薮下柊、山本彩、渡辺美優紀 | 太田夢莉、渋谷凪咲、白間美瑠、須藤凜々花、矢倉楓子、薮下柊、山本彩、渡辺美優紀 | 14th「甘噛み姫」              | [ 注 3 ] [ 21 ]      |
| 2016 | 僕はいない | | aokado | 若田部誠 | 15th「僕はいない」            |                      |
| 2016 | 太田夢莉、沖田彩華、加藤夕夏、岸野里香、渋谷凪咲、上西恵、白間美瑠、須藤凜々花、谷川愛梨、藤江れいな、村瀬紗英、矢倉楓子、薮下柊、山本彩、吉田朱里、渡辺美優紀 | 太田夢莉、沖田彩華、加藤夕夏、岸野里香、渋谷凪咲、上西恵、白間美瑠、須藤凜々花、谷川愛梨、藤江れいな、村瀬紗英、矢倉楓子、薮下柊、山本彩、吉田朱里、渡辺美優紀 | 太田夢莉、沖田彩華、加藤夕夏、岸野里香、渋谷凪咲、上西恵、白間美瑠、須藤凜々花、谷川愛梨、藤江れいな、村瀬紗英、矢倉楓子、薮下柊、山本彩、吉田朱里、渡辺美優紀 | 太田夢莉、沖田彩華、加藤夕夏、岸野里香、渋谷凪咲、上西恵、白間美瑠、須藤凜々花、谷川愛梨、藤江れいな、村瀬紗英、矢倉楓子、薮下柊、山本彩、吉田朱里、渡辺美優紀 | 15th「僕はいない」            | [ 注 2 ] [ 3 ]       |
| 2016 | 今ならば | さやみるきー | 山本彩 | 生田真心 | 15th「僕はいない」            |                      |
| 2016 | 山本彩、渡辺美優紀 | | | | 15th「僕はいない」            |                      |
| 2016 | 空から愛が降って来る | Team N | Ichi | 板垣祐介 | 15th「僕はいない」            |                      |
| 2016 | 明石奈津子、石田優美、太田夢莉、加藤夕夏、岸野里香、古賀成美、城恵理子、上西恵、須藤凜々花、西澤瑠莉奈、西仲七海、本郷柚巴、山尾梨奈、山口夕輝、山本彩、吉田朱里 | 明石奈津子、石田優美、太田夢莉、加藤夕夏、岸野里香、古賀成美、城恵理子、上西恵、須藤凜々花、西澤瑠莉奈、西仲七海、本郷柚巴、山尾梨奈、山口夕輝、山本彩、吉田朱里 | 明石奈津子、石田優美、太田夢莉、加藤夕夏、岸野里香、古賀成美、城恵理子、上西恵、須藤凜々花、西澤瑠莉奈、西仲七海、本郷柚巴、山尾梨奈、山口夕輝、山本彩、吉田朱里 | 明石奈津子、石田優美、太田夢莉、加藤夕夏、岸野里香、古賀成美、城恵理子、上西恵、須藤凜々花、西澤瑠莉奈、西仲七海、本郷柚巴、山尾梨奈、山口夕輝、山本彩、吉田朱里 | 15th「僕はいない」            | [ 注 46 ]            |
| 2016 | 最後の五尺玉 | Team M | 外山大輔 | 原田ナオ | 15th「僕はいない」            |                      |
| 2016 | 東由樹、石塚朱莉、植村梓、鵜野みずき、沖田彩華、川上礼奈、木下百花、久代梨奈、白間美瑠、武井紗良、谷川愛梨、中野麗来、藤江れいな、堀詩音、松村芽久未、三田麻央、村瀬紗英、森田彩花、矢倉楓子 | 東由樹、石塚朱莉、植村梓、鵜野みずき、沖田彩華、川上礼奈、木下百花、久代梨奈、白間美瑠、武井紗良、谷川愛梨、中野麗来、藤江れいな、堀詩音、松村芽久未、三田麻央、村瀬紗英、森田彩花、矢倉楓子 | 東由樹、石塚朱莉、植村梓、鵜野みずき、沖田彩華、川上礼奈、木下百花、久代梨奈、白間美瑠、武井紗良、谷川愛梨、中野麗来、藤江れいな、堀詩音、松村芽久未、三田麻央、村瀬紗英、森田彩花、矢倉楓子 | 東由樹、石塚朱莉、植村梓、鵜野みずき、沖田彩華、川上礼奈、木下百花、久代梨奈、白間美瑠、武井紗良、谷川愛梨、中野麗来、藤江れいな、堀詩音、松村芽久未、三田麻央、村瀬紗英、森田彩花、矢倉楓子 | 15th「僕はいない」            | [ 注 35 ]            |
| 2016 | 妄想マシーン3号機 | Team BII | 中村瑛彦 | 中村瑛彦 | 15th「僕はいない」            |                      |
| 2016 | 安藤愛璃菜、井尻晏菜、磯佳奈江、市川美織、植田碧麗、大段舞依、上枝恵美加、川上千尋、木下春奈、日下このみ、黒川葉月、渋谷凪咲、内木志、林萌々香、松岡知穂、村中有基、安田桃寧、薮下柊、渡辺美優紀 | 安藤愛璃菜、井尻晏菜、磯佳奈江、市川美織、植田碧麗、大段舞依、上枝恵美加、川上千尋、木下春奈、日下このみ、黒川葉月、渋谷凪咲、内木志、林萌々香、松岡知穂、村中有基、安田桃寧、薮下柊、渡辺美優紀 | 安藤愛璃菜、井尻晏菜、磯佳奈江、市川美織、植田碧麗、大段舞依、上枝恵美加、川上千尋、木下春奈、日下このみ、黒川葉月、渋谷凪咲、内木志、林萌々香、松岡知穂、村中有基、安田桃寧、薮下柊、渡辺美優紀 | 安藤愛璃菜、井尻晏菜、磯佳奈江、市川美織、植田碧麗、大段舞依、上枝恵美加、川上千尋、木下春奈、日下このみ、黒川葉月、渋谷凪咲、内木志、林萌々香、松岡知穂、村中有基、安田桃寧、薮下柊、渡辺美優紀 | 15th「僕はいない」            | [ 注 2 ]             |
| 2016 | ショートカットの夏 | 須藤凜々花 | つじたかひろ | つじたかひろ | 15th「僕はいない」            |                      |
| 2016 | 須藤凜々花 | | | | 15th「僕はいない」            |                      |
| 2016 | 夢の名残り | 渡辺美優紀 | すみだしんや | 華原大輔 | 15th「僕はいない」            |                      |
| 2016 | 渡辺美優紀 | | | | 15th「僕はいない」            |                      |
| 2016 | 僕以外の誰か | | Carlos K. / Akira Sunset | Carlos K. / Akira Sunset | 16th「僕以外の誰か」          |                      |
| 2016 | 植村梓、太田夢莉、沖田彩華、加藤夕夏、川上千尋、久代梨奈、渋谷凪咲、城恵理子、上西恵、白間美瑠、須藤凜々花、谷川愛梨、内木志、藤江れいな、村瀬紗英、矢倉楓子、薮下柊、山本彩加、山本彩、吉田朱里 | 植村梓、太田夢莉、沖田彩華、加藤夕夏、川上千尋、久代梨奈、渋谷凪咲、城恵理子、上西恵、白間美瑠、須藤凜々花、谷川愛梨、内木志、藤江れいな、村瀬紗英、矢倉楓子、薮下柊、山本彩加、山本彩、吉田朱里 | 植村梓、太田夢莉、沖田彩華、加藤夕夏、川上千尋、久代梨奈、渋谷凪咲、城恵理子、上西恵、白間美瑠、須藤凜々花、谷川愛梨、内木志、藤江れいな、村瀬紗英、矢倉楓子、薮下柊、山本彩加、山本彩、吉田朱里 | 植村梓、太田夢莉、沖田彩華、加藤夕夏、川上千尋、久代梨奈、渋谷凪咲、城恵理子、上西恵、白間美瑠、須藤凜々花、谷川愛梨、内木志、藤江れいな、村瀬紗英、矢倉楓子、薮下柊、山本彩加、山本彩、吉田朱里 | 16th「僕以外の誰か」          | [ 注 3 ]             |
| 2016 | 途中下車 | | 川島有真 | 板垣祐介 | 16th「僕以外の誰か」          |                      |
| 2016 | 梅山恋和、川上礼奈、上西恵、上西怜、須藤凜々花、林萌々香、吉田朱里 | 梅山恋和、川上礼奈、上西恵、上西怜、須藤凜々花、林萌々香、吉田朱里 | 梅山恋和、川上礼奈、上西恵、上西怜、須藤凜々花、林萌々香、吉田朱里 | 梅山恋和、川上礼奈、上西恵、上西怜、須藤凜々花、林萌々香、吉田朱里 | 16th「僕以外の誰か」          | [ 注 48 ]            |
| 2016 | 孤独ギター | Team N | 山本彩 | 野中“まさ”雄一 | 16th「僕以外の誰か」          |                      |
| 2016 | 東由樹、市川美織、日下このみ、古賀成美、上西恵、須藤凜々花、谷川愛梨、内木志、林萌々香、堀詩音、松村芽久未、三田麻央、薮下柊、山尾梨奈、山本彩加、山本彩 | 東由樹、市川美織、日下このみ、古賀成美、上西恵、須藤凜々花、谷川愛梨、内木志、林萌々香、堀詩音、松村芽久未、三田麻央、薮下柊、山尾梨奈、山本彩加、山本彩 | 東由樹、市川美織、日下このみ、古賀成美、上西恵、須藤凜々花、谷川愛梨、内木志、林萌々香、堀詩音、松村芽久未、三田麻央、薮下柊、山尾梨奈、山本彩加、山本彩 | 東由樹、市川美織、日下このみ、古賀成美、上西恵、須藤凜々花、谷川愛梨、内木志、林萌々香、堀詩音、松村芽久未、三田麻央、薮下柊、山尾梨奈、山本彩加、山本彩 | 16th「僕以外の誰か」          | [ 注 49 ]            |
| 2016 | 恋は災難 | Team M | 篤永猛彦 | 若田部誠 | 16th「僕以外の誰か」          |                      |
| 2016 | 石田優美、磯佳奈江、鵜野みずき、大段舞依、加藤夕夏、上枝恵美加、川上千尋、川上礼奈、木下百花、渋谷凪咲、白間美瑠、中野麗来、西澤瑠莉奈、安田桃寧、吉田朱里 | 石田優美、磯佳奈江、鵜野みずき、大段舞依、加藤夕夏、上枝恵美加、川上千尋、川上礼奈、木下百花、渋谷凪咲、白間美瑠、中野麗来、西澤瑠莉奈、安田桃寧、吉田朱里 | 石田優美、磯佳奈江、鵜野みずき、大段舞依、加藤夕夏、上枝恵美加、川上千尋、川上礼奈、木下百花、渋谷凪咲、白間美瑠、中野麗来、西澤瑠莉奈、安田桃寧、吉田朱里 | 石田優美、磯佳奈江、鵜野みずき、大段舞依、加藤夕夏、上枝恵美加、川上千尋、川上礼奈、木下百花、渋谷凪咲、白間美瑠、中野麗来、西澤瑠莉奈、安田桃寧、吉田朱里 | 16th「僕以外の誰か」          | [ 注 29 ]            |
| 2016 | Let it snow ! | Team BII | 田中明仁 | 野中“まさ”雄一 | 16th「僕以外の誰か」          |                      |
| 2016 | 明石奈津子、石塚朱莉、井尻晏菜、植村梓、太田夢莉、沖田彩華、久代梨奈、城恵理子、武井紗良、藤江れいな、村瀬紗英、村中有基、森田彩花、矢倉楓子、山口夕輝 | 明石奈津子、石塚朱莉、井尻晏菜、植村梓、太田夢莉、沖田彩華、久代梨奈、城恵理子、武井紗良、藤江れいな、村瀬紗英、村中有基、森田彩花、矢倉楓子、山口夕輝 | 明石奈津子、石塚朱莉、井尻晏菜、植村梓、太田夢莉、沖田彩華、久代梨奈、城恵理子、武井紗良、藤江れいな、村瀬紗英、村中有基、森田彩花、矢倉楓子、山口夕輝 | 明石奈津子、石塚朱莉、井尻晏菜、植村梓、太田夢莉、沖田彩華、久代梨奈、城恵理子、武井紗良、藤江れいな、村瀬紗英、村中有基、森田彩花、矢倉楓子、山口夕輝 | 16th「僕以外の誰か」          | [ 注 50 ]            |
| 2016 | プライオリティー | 木下百花 | ツキダタダシ | ツキダタダシ | 16th「僕以外の誰か」          |                      |
| 2016 | 木下百花 | | | | 16th「僕以外の誰か」          |                      |
| 2016 | 太陽が坂道を昇る頃 | 研究生 | 川島有真 | 佐々木裕 | 16th「僕以外の誰か」          |                      |
| 2016 | 安藤愛璃菜、岩田桃夏、梅山恋和、小嶋花梨、清水里香、上西怜、中川美音、西仲七海、本郷柚巴、水田詩織、溝川実来、山田寿々 | 安藤愛璃菜、岩田桃夏、梅山恋和、小嶋花梨、清水里香、上西怜、中川美音、西仲七海、本郷柚巴、水田詩織、溝川実来、山田寿々 | 安藤愛璃菜、岩田桃夏、梅山恋和、小嶋花梨、清水里香、上西怜、中川美音、西仲七海、本郷柚巴、水田詩織、溝川実来、山田寿々 | 安藤愛璃菜、岩田桃夏、梅山恋和、小嶋花梨、清水里香、上西怜、中川美音、西仲七海、本郷柚巴、水田詩織、溝川実来、山田寿々 | 16th「僕以外の誰か」          | [ 注 51 ]            |
| 2017 | ワロタピーポー | | K-WONDER / SAS3 | APAZZI | 17th「ワロタピーポー」        |                      |
| 2017 | 市川美織、岩田桃夏、植村梓、太田夢莉、沖田彩華、加藤夕夏、渋谷凪咲、城恵理子、上西怜、白間美瑠、谷川愛梨、村瀬紗英、矢倉楓子、山本彩加、山本彩、吉田朱里 | 市川美織、岩田桃夏、植村梓、太田夢莉、沖田彩華、加藤夕夏、渋谷凪咲、城恵理子、上西怜、白間美瑠、谷川愛梨、村瀬紗英、矢倉楓子、山本彩加、山本彩、吉田朱里 | 市川美織、岩田桃夏、植村梓、太田夢莉、沖田彩華、加藤夕夏、渋谷凪咲、城恵理子、上西怜、白間美瑠、谷川愛梨、村瀬紗英、矢倉楓子、山本彩加、山本彩、吉田朱里 | 市川美織、岩田桃夏、植村梓、太田夢莉、沖田彩華、加藤夕夏、渋谷凪咲、城恵理子、上西怜、白間美瑠、谷川愛梨、村瀬紗英、矢倉楓子、山本彩加、山本彩、吉田朱里 | 17th「ワロタピーポー」        | [ 注 29 ] [ 22 ]     |
| 2017 | 自分の色 | 2期生 | 横岡伸翔 | 若田部誠 | 17th「ワロタピーポー」        |                      |
| 2017 | 東由樹、石田優美、鵜野みずき、古賀成美、城恵理子、谷川愛梨、西澤瑠莉奈、林萌々香、三田麻央、村瀬紗英、矢倉楓子 | 東由樹、石田優美、鵜野みずき、古賀成美、城恵理子、谷川愛梨、西澤瑠莉奈、林萌々香、三田麻央、村瀬紗英、矢倉楓子 | 東由樹、石田優美、鵜野みずき、古賀成美、城恵理子、谷川愛梨、西澤瑠莉奈、林萌々香、三田麻央、村瀬紗英、矢倉楓子 | 東由樹、石田優美、鵜野みずき、古賀成美、城恵理子、谷川愛梨、西澤瑠莉奈、林萌々香、三田麻央、村瀬紗英、矢倉楓子 | 17th「ワロタピーポー」        | [ 注 17 ]            |
| 2017 | どこかでキスを | Team N | フジノタカフミ | フジノタカフミ、島田尚 | 17th「ワロタピーポー」        |                      |
| 2017 | 東由樹、市川美織、梅山恋和、日下このみ、古賀成美、小嶋花梨、谷川愛梨、内木志、林萌々香、堀詩音、本郷柚巴、溝川実来、三田麻央、山尾梨奈、山本彩加、山本彩 | 東由樹、市川美織、梅山恋和、日下このみ、古賀成美、小嶋花梨、谷川愛梨、内木志、林萌々香、堀詩音、本郷柚巴、溝川実来、三田麻央、山尾梨奈、山本彩加、山本彩 | 東由樹、市川美織、梅山恋和、日下このみ、古賀成美、小嶋花梨、谷川愛梨、内木志、林萌々香、堀詩音、本郷柚巴、溝川実来、三田麻央、山尾梨奈、山本彩加、山本彩 | 東由樹、市川美織、梅山恋和、日下このみ、古賀成美、小嶋花梨、谷川愛梨、内木志、林萌々香、堀詩音、本郷柚巴、溝川実来、三田麻央、山尾梨奈、山本彩加、山本彩 | 17th「ワロタピーポー」        | [ 注 52 ] [ 23 ]     |
| 2017 | 本当の自分の境界線 | Team M | 桑原佑介 | 桑原佑介 | 17th「ワロタピーポー」        |                      |
| 2017 | 安藤愛璃菜、石田優美、磯佳奈江、岩田桃夏、鵜野みずき、大段舞依、加藤夕夏、川上千尋、川上礼奈、渋谷凪咲、白間美瑠、中野麗来、西澤瑠莉奈、安田桃寧、山田寿々、吉田朱里 | 安藤愛璃菜、石田優美、磯佳奈江、岩田桃夏、鵜野みずき、大段舞依、加藤夕夏、川上千尋、川上礼奈、渋谷凪咲、白間美瑠、中野麗来、西澤瑠莉奈、安田桃寧、山田寿々、吉田朱里 | 安藤愛璃菜、石田優美、磯佳奈江、岩田桃夏、鵜野みずき、大段舞依、加藤夕夏、川上千尋、川上礼奈、渋谷凪咲、白間美瑠、中野麗来、西澤瑠莉奈、安田桃寧、山田寿々、吉田朱里 | 安藤愛璃菜、石田優美、磯佳奈江、岩田桃夏、鵜野みずき、大段舞依、加藤夕夏、川上千尋、川上礼奈、渋谷凪咲、白間美瑠、中野麗来、西澤瑠莉奈、安田桃寧、山田寿々、吉田朱里 | 17th「ワロタピーポー」        | [ 注 29 ]            |
| 2017 | 普通の水 | Team BII | 前迫潤哉、Yasutaka.Ishio | Yasutaka.Ishio | 17th「ワロタピーポー」        |                      |
| 2017 | 明石奈津子、石塚朱莉、井尻晏菜、植村梓、太田夢莉、沖田彩華、久代梨奈、清水里香、城恵理子、上西怜、武井紗良、中川美音、水田詩織、村瀬紗英、森田彩花、矢倉楓子 | 明石奈津子、石塚朱莉、井尻晏菜、植村梓、太田夢莉、沖田彩華、久代梨奈、清水里香、城恵理子、上西怜、武井紗良、中川美音、水田詩織、村瀬紗英、森田彩花、矢倉楓子 | 明石奈津子、石塚朱莉、井尻晏菜、植村梓、太田夢莉、沖田彩華、久代梨奈、清水里香、城恵理子、上西怜、武井紗良、中川美音、水田詩織、村瀬紗英、森田彩花、矢倉楓子 | 明石奈津子、石塚朱莉、井尻晏菜、植村梓、太田夢莉、沖田彩華、久代梨奈、清水里香、城恵理子、上西怜、武井紗良、中川美音、水田詩織、村瀬紗英、森田彩花、矢倉楓子 | 17th「ワロタピーポー」        | [ 注 17 ]            |
| 2017 | Which one | 吉田朱里 太田夢莉 渋谷凪咲 村瀬紗英 植村梓 | OmotiClub | SI.V | 17th「ワロタピーポー」        |                      |
| 2017 | 植村梓、太田夢莉、渋谷凪咲、村瀬紗英、吉田朱里 | 植村梓、太田夢莉、渋谷凪咲、村瀬紗英、吉田朱里 | 植村梓、太田夢莉、渋谷凪咲、村瀬紗英、吉田朱里 | 植村梓、太田夢莉、渋谷凪咲、村瀬紗英、吉田朱里 | 17th「ワロタピーポー」        | [ 注 54 ] [ 25 ]     |
| 2017 | もう一度、走り出してみようか? | 城恵理子 | 望月将宏 | 佐々木裕 | 17th「ワロタピーポー」        |                      |
| 2017 | 城恵理子 | | | | 17th「ワロタピーポー」        |                      |
| 2018 | 欲望者 | | Sugaya Bros. / Miss-art | Sugaya Bros. | 18th「欲望者」                |                      |
| 2018 | 市川美織、岩田桃夏、植村梓、梅山恋和、太田夢莉、加藤夕夏、渋谷凪咲、城恵理子、上西怜、白間美瑠、谷川愛梨、村瀬紗英、矢倉楓子、山本彩加、山本彩、吉田朱里 | 市川美織、岩田桃夏、植村梓、梅山恋和、太田夢莉、加藤夕夏、渋谷凪咲、城恵理子、上西怜、白間美瑠、谷川愛梨、村瀬紗英、矢倉楓子、山本彩加、山本彩、吉田朱里 | 市川美織、岩田桃夏、植村梓、梅山恋和、太田夢莉、加藤夕夏、渋谷凪咲、城恵理子、上西怜、白間美瑠、谷川愛梨、村瀬紗英、矢倉楓子、山本彩加、山本彩、吉田朱里 | 市川美織、岩田桃夏、植村梓、梅山恋和、太田夢莉、加藤夕夏、渋谷凪咲、城恵理子、上西怜、白間美瑠、谷川愛梨、村瀬紗英、矢倉楓子、山本彩加、山本彩、吉田朱里 | 18th「欲望者」                | [ 注 3 ] [ 26 ]      |
| 2018 | Thinking time | 吉田朱里 | 櫻囲純気 | 櫻囲純気 | 18th「欲望者」                |                      |
| 2018 | 吉田朱里 | | | | 18th「欲望者」                |                      |
| 2018 | 阪急電車 | Team N | 中山英二 | 中山英二 | 18th「欲望者」                |                      |
| 2018 | 東由樹、市川美織、梅山恋和、日下このみ、古賀成美、小嶋花梨、谷川愛梨、内木志、林萌々香、堀詩音、本郷柚巴、三田麻央、山尾梨奈、山本彩加、山本彩 | 東由樹、市川美織、梅山恋和、日下このみ、古賀成美、小嶋花梨、谷川愛梨、内木志、林萌々香、堀詩音、本郷柚巴、三田麻央、山尾梨奈、山本彩加、山本彩 | 東由樹、市川美織、梅山恋和、日下このみ、古賀成美、小嶋花梨、谷川愛梨、内木志、林萌々香、堀詩音、本郷柚巴、三田麻央、山尾梨奈、山本彩加、山本彩 | 東由樹、市川美織、梅山恋和、日下このみ、古賀成美、小嶋花梨、谷川愛梨、内木志、林萌々香、堀詩音、本郷柚巴、三田麻央、山尾梨奈、山本彩加、山本彩 | 18th「欲望者」                | [ 注 52 ]            |
| 2018 | 四字熟語ガールズ | Team M | 大塚剛毅 | 大塚剛毅 | 18th「欲望者」                |                      |
| 2018 | 安藤愛璃菜、石田優美、磯佳奈江、岩田桃夏、鵜野みずき、大段舞依、加藤夕夏、川上千尋、川上礼奈、渋谷凪咲、白間美瑠、中野麗来、西澤瑠莉奈、安田桃寧、山田寿々、吉田朱里 | 安藤愛璃菜、石田優美、磯佳奈江、岩田桃夏、鵜野みずき、大段舞依、加藤夕夏、川上千尋、川上礼奈、渋谷凪咲、白間美瑠、中野麗来、西澤瑠莉奈、安田桃寧、山田寿々、吉田朱里 | 安藤愛璃菜、石田優美、磯佳奈江、岩田桃夏、鵜野みずき、大段舞依、加藤夕夏、川上千尋、川上礼奈、渋谷凪咲、白間美瑠、中野麗来、西澤瑠莉奈、安田桃寧、山田寿々、吉田朱里 | 安藤愛璃菜、石田優美、磯佳奈江、岩田桃夏、鵜野みずき、大段舞依、加藤夕夏、川上千尋、川上礼奈、渋谷凪咲、白間美瑠、中野麗来、西澤瑠莉奈、安田桃寧、山田寿々、吉田朱里 | 18th「欲望者」                | [ 注 29 ]            |
| 2018 | 匙を投げるな! | Team BII | ツキダタダシ | ツキダタダシ | 18th「欲望者」                |                      |
| 2018 | 明石奈津子、石塚朱莉、井尻晏菜、植村梓、太田夢莉、沖田彩華、久代梨奈、清水里香、城恵理子、上西怜、武井紗良、中川美音、水田詩織、村瀬紗英、森田彩花、矢倉楓子 | 明石奈津子、石塚朱莉、井尻晏菜、植村梓、太田夢莉、沖田彩華、久代梨奈、清水里香、城恵理子、上西怜、武井紗良、中川美音、水田詩織、村瀬紗英、森田彩花、矢倉楓子 | 明石奈津子、石塚朱莉、井尻晏菜、植村梓、太田夢莉、沖田彩華、久代梨奈、清水里香、城恵理子、上西怜、武井紗良、中川美音、水田詩織、村瀬紗英、森田彩花、矢倉楓子 | 明石奈津子、石塚朱莉、井尻晏菜、植村梓、太田夢莉、沖田彩華、久代梨奈、清水里香、城恵理子、上西怜、武井紗良、中川美音、水田詩織、村瀬紗英、森田彩花、矢倉楓子 | 18th「欲望者」                | [ 注 17 ]            |
| 2018 | Good Timing | 山本彩加 梅山恋和 上西怜 岩田桃夏 山田寿々 | 村井大 | 村井大 | 18th「欲望者」                |                      |
| 2018 | 岩田桃夏、梅山恋和、上西怜、山田寿々、山本彩加 | 岩田桃夏、梅山恋和、上西怜、山田寿々、山本彩加 | 岩田桃夏、梅山恋和、上西怜、山田寿々、山本彩加 | 岩田桃夏、梅山恋和、上西怜、山田寿々、山本彩加 | 18th「欲望者」                | [ 注 55 ]            |
| 2018 | 誤解 | 矢倉楓子 白間美瑠 | 中山聡、足立優 | 中山聡、足立優 | 18th「欲望者」                |                      |
| 2018 | 白間美瑠、矢倉楓子 | | | | 18th「欲望者」                |                      |
| 2018 | 僕だって泣いちゃうよ | | 太田貴之 | 太田貴之 | 19th「僕だって泣いちゃうよ」  |                      |
| 2018 | 岩田桃夏、植村梓、梅山恋和、太田夢莉、加藤夕夏、川上礼奈、小嶋花梨、塩月希依音、渋谷凪咲、城恵理子、上西怜、白間美瑠、谷川愛梨、村瀬紗英、安田桃寧、山本彩加、山本彩、吉田朱里 | 岩田桃夏、植村梓、梅山恋和、太田夢莉、加藤夕夏、川上礼奈、小嶋花梨、塩月希依音、渋谷凪咲、城恵理子、上西怜、白間美瑠、谷川愛梨、村瀬紗英、安田桃寧、山本彩加、山本彩、吉田朱里 | 岩田桃夏、植村梓、梅山恋和、太田夢莉、加藤夕夏、川上礼奈、小嶋花梨、塩月希依音、渋谷凪咲、城恵理子、上西怜、白間美瑠、谷川愛梨、村瀬紗英、安田桃寧、山本彩加、山本彩、吉田朱里 | 岩田桃夏、植村梓、梅山恋和、太田夢莉、加藤夕夏、川上礼奈、小嶋花梨、塩月希依音、渋谷凪咲、城恵理子、上西怜、白間美瑠、谷川愛梨、村瀬紗英、安田桃寧、山本彩加、山本彩、吉田朱里 | 19th「僕だって泣いちゃうよ」  | [ 注 3 ] [ 27 ]      |
| 2018 | ロマンティックなサヨナラ | アンダーガールズ | 福田貴訓 | 福田貴訓 | 19th「僕だって泣いちゃうよ」  |                      |
| 2018 | 石田優美、磯佳奈江、川上千尋、内木志、三田麻央、山尾梨奈、山田寿々、山本望叶 | 石田優美、磯佳奈江、川上千尋、内木志、三田麻央、山尾梨奈、山田寿々、山本望叶 | 石田優美、磯佳奈江、川上千尋、内木志、三田麻央、山尾梨奈、山田寿々、山本望叶 | 石田優美、磯佳奈江、川上千尋、内木志、三田麻央、山尾梨奈、山田寿々、山本望叶 | 19th「僕だって泣いちゃうよ」  | [ 注 56 ]            |
| 2018 | 嘘つきマシーン | Team N | 池澤聡 | 池澤聡 | 19th「僕だって泣いちゃうよ」  |                      |
| 2018 | 東由樹、梅山恋和、日下このみ、古賀成美、小嶋花梨、谷川愛梨、内木志、林萌々香、堀詩音、本郷柚巴、三田麻央、山尾梨奈、山本彩加、山本彩 | 東由樹、梅山恋和、日下このみ、古賀成美、小嶋花梨、谷川愛梨、内木志、林萌々香、堀詩音、本郷柚巴、三田麻央、山尾梨奈、山本彩加、山本彩 | 東由樹、梅山恋和、日下このみ、古賀成美、小嶋花梨、谷川愛梨、内木志、林萌々香、堀詩音、本郷柚巴、三田麻央、山尾梨奈、山本彩加、山本彩 | 東由樹、梅山恋和、日下このみ、古賀成美、小嶋花梨、谷川愛梨、内木志、林萌々香、堀詩音、本郷柚巴、三田麻央、山尾梨奈、山本彩加、山本彩 | 19th「僕だって泣いちゃうよ」  | [ 注 52 ]            |
| 2018 | True Purpose | Team M | フジノタカフミ | フジノタカフミ、島田尚 | 19th「僕だって泣いちゃうよ」  |                      |
| 2018 | 石田優美、磯佳奈江、岩田桃夏、鵜野みずき、大段舞依、加藤夕夏、川上千尋、川上礼奈、渋谷凪咲、白間美瑠、西澤瑠莉奈、安田桃寧、山田寿々、吉田朱里 | 石田優美、磯佳奈江、岩田桃夏、鵜野みずき、大段舞依、加藤夕夏、川上千尋、川上礼奈、渋谷凪咲、白間美瑠、西澤瑠莉奈、安田桃寧、山田寿々、吉田朱里 | 石田優美、磯佳奈江、岩田桃夏、鵜野みずき、大段舞依、加藤夕夏、川上千尋、川上礼奈、渋谷凪咲、白間美瑠、西澤瑠莉奈、安田桃寧、山田寿々、吉田朱里 | 石田優美、磯佳奈江、岩田桃夏、鵜野みずき、大段舞依、加藤夕夏、川上千尋、川上礼奈、渋谷凪咲、白間美瑠、西澤瑠莉奈、安田桃寧、山田寿々、吉田朱里 | 19th「僕だって泣いちゃうよ」  | [ 注 29 ]            |
| 2018 | 職務質問 | Team BII | 山田智和 | 住谷翔平 | 19th「僕だって泣いちゃうよ」  |                      |
| 2018 | 明石奈津子、石塚朱莉、井尻晏菜、植村梓、太田夢莉、久代梨奈、清水里香、城恵理子、上西怜、武井紗良、中川美音、水田詩織、村瀬紗英、森田彩花 | 明石奈津子、石塚朱莉、井尻晏菜、植村梓、太田夢莉、久代梨奈、清水里香、城恵理子、上西怜、武井紗良、中川美音、水田詩織、村瀬紗英、森田彩花 | 明石奈津子、石塚朱莉、井尻晏菜、植村梓、太田夢莉、久代梨奈、清水里香、城恵理子、上西怜、武井紗良、中川美音、水田詩織、村瀬紗英、森田彩花 | 明石奈津子、石塚朱莉、井尻晏菜、植村梓、太田夢莉、久代梨奈、清水里香、城恵理子、上西怜、武井紗良、中川美音、水田詩織、村瀬紗英、森田彩花 | 19th「僕だって泣いちゃうよ」  | [ 注 41 ]            |
| 2018 | 忘れて欲しい | 山本彩 | 丸谷マナブ | 野中“まさ”雄一 | 19th「僕だって泣いちゃうよ」  |                      |
| 2018 | 山本彩 | | | | 19th「僕だって泣いちゃうよ」  |                      |
| 2018 | 夢は逃げない | 研究生 | 山本彩 | 永見和也 | 19th「僕だって泣いちゃうよ」  |                      |
| 2018 | 安部若菜、泉綾乃、大澤藍、大田莉央奈、大段結愛、岡本怜奈、小川結夏、河野奈々帆、北村真菜、小林莉奈、坂本夏海、貞野遥香、佐藤亜海、塩月希依音、菖蒲まりん、新澤菜央、杉浦琴音、出口結菜、中野美来、南波陽向、原かれん、堀ノ内百香、前田令子、溝渕麻莉亜、南羽諒、三宅ゆりあ、山崎亜美瑠、山本望叶、横野すみれ | 安部若菜、泉綾乃、大澤藍、大田莉央奈、大段結愛、岡本怜奈、小川結夏、河野奈々帆、北村真菜、小林莉奈、坂本夏海、貞野遥香、佐藤亜海、塩月希依音、菖蒲まりん、新澤菜央、杉浦琴音、出口結菜、中野美来、南波陽向、原かれん、堀ノ内百香、前田令子、溝渕麻莉亜、南羽諒、三宅ゆりあ、山崎亜美瑠、山本望叶、横野すみれ | 安部若菜、泉綾乃、大澤藍、大田莉央奈、大段結愛、岡本怜奈、小川結夏、河野奈々帆、北村真菜、小林莉奈、坂本夏海、貞野遥香、佐藤亜海、塩月希依音、菖蒲まりん、新澤菜央、杉浦琴音、出口結菜、中野美来、南波陽向、原かれん、堀ノ内百香、前田令子、溝渕麻莉亜、南羽諒、三宅ゆりあ、山崎亜美瑠、山本望叶、横野すみれ | 安部若菜、泉綾乃、大澤藍、大田莉央奈、大段結愛、岡本怜奈、小川結夏、河野奈々帆、北村真菜、小林莉奈、坂本夏海、貞野遥香、佐藤亜海、塩月希依音、菖蒲まりん、新澤菜央、杉浦琴音、出口結菜、中野美来、南波陽向、原かれん、堀ノ内百香、前田令子、溝渕麻莉亜、南羽諒、三宅ゆりあ、山崎亜美瑠、山本望叶、横野すみれ | 19th「僕だって泣いちゃうよ」  | [ 注 57 ]            |
| 2019 | 床の間正座娘 | | 池澤聡 | APAZZI | 20th「床の間正座娘」          |                      |
| 2019 | 岩田桃夏、梅山恋和、太田夢莉、加藤夕夏、川上千尋、川上礼奈、小嶋花梨、塩月希依音、渋谷凪咲、城恵理子、上西怜、白間美瑠、谷川愛梨、内木志、南羽諒、村瀬紗英、安田桃寧、山本彩加、山本望叶、吉田朱里 | 岩田桃夏、梅山恋和、太田夢莉、加藤夕夏、川上千尋、川上礼奈、小嶋花梨、塩月希依音、渋谷凪咲、城恵理子、上西怜、白間美瑠、谷川愛梨、内木志、南羽諒、村瀬紗英、安田桃寧、山本彩加、山本望叶、吉田朱里 | 岩田桃夏、梅山恋和、太田夢莉、加藤夕夏、川上千尋、川上礼奈、小嶋花梨、塩月希依音、渋谷凪咲、城恵理子、上西怜、白間美瑠、谷川愛梨、内木志、南羽諒、村瀬紗英、安田桃寧、山本彩加、山本望叶、吉田朱里 | 岩田桃夏、梅山恋和、太田夢莉、加藤夕夏、川上千尋、川上礼奈、小嶋花梨、塩月希依音、渋谷凪咲、城恵理子、上西怜、白間美瑠、谷川愛梨、内木志、南羽諒、村瀬紗英、安田桃寧、山本彩加、山本望叶、吉田朱里 | 20th「床の間正座娘」          | [ 注 29 ]            |
| 2019 | 甘い妄想 | Queentet | 山崎あおい | APAZZI | 20th「床の間正座娘」          |                      |
| 2019 | 太田夢莉、渋谷凪咲、村瀬紗英、吉田朱里 | | | | 20th「床の間正座娘」          |                      |
| 2019 | 焼け木杭 | Team N | BASEMINT | BASEMINT | 20th「床の間正座娘」          |                      |
| 2019 | 石田優美、磯佳奈江、太田夢莉、大段舞依、川上千尋、河野奈々帆、清水里香、武井紗良、谷川愛梨、西澤瑠莉奈、村瀬紗英、森田彩花、吉田朱里 | 石田優美、磯佳奈江、太田夢莉、大段舞依、川上千尋、河野奈々帆、清水里香、武井紗良、谷川愛梨、西澤瑠莉奈、村瀬紗英、森田彩花、吉田朱里 | 石田優美、磯佳奈江、太田夢莉、大段舞依、川上千尋、河野奈々帆、清水里香、武井紗良、谷川愛梨、西澤瑠莉奈、村瀬紗英、森田彩花、吉田朱里 | 石田優美、磯佳奈江、太田夢莉、大段舞依、川上千尋、河野奈々帆、清水里香、武井紗良、谷川愛梨、西澤瑠莉奈、村瀬紗英、森田彩花、吉田朱里 | 20th「床の間正座娘」          | [ 注 41 ]            |
| 2019 | 嘘をつく理由 | Team M | 木下めろん | 木下めろん | 20th「床の間正座娘」          |                      |
| 2019 | 明石奈津子、石塚朱莉、井尻晏菜、岩田桃夏、鵜野みずき、川上礼奈、久代梨奈、古賀成美、渋谷凪咲、白間美瑠、堀詩音、水田詩織、安田桃寧、山尾梨奈 | 明石奈津子、石塚朱莉、井尻晏菜、岩田桃夏、鵜野みずき、川上礼奈、久代梨奈、古賀成美、渋谷凪咲、白間美瑠、堀詩音、水田詩織、安田桃寧、山尾梨奈 | 明石奈津子、石塚朱莉、井尻晏菜、岩田桃夏、鵜野みずき、川上礼奈、久代梨奈、古賀成美、渋谷凪咲、白間美瑠、堀詩音、水田詩織、安田桃寧、山尾梨奈 | 明石奈津子、石塚朱莉、井尻晏菜、岩田桃夏、鵜野みずき、川上礼奈、久代梨奈、古賀成美、渋谷凪咲、白間美瑠、堀詩音、水田詩織、安田桃寧、山尾梨奈 | 20th「床の間正座娘」          | [ 注 29 ]            |
| 2019 | アップデート | Team BII | 青木真一 | 野中“まさ”雄一 | 20th「床の間正座娘」          |                      |
| 2019 | 東由樹、梅山恋和、加藤夕夏、小嶋花梨、塩月希依音、城恵理子、上西怜、内木志、中川美音、本郷柚巴、山田寿々、山本彩加、山本望叶 | 東由樹、梅山恋和、加藤夕夏、小嶋花梨、塩月希依音、城恵理子、上西怜、内木志、中川美音、本郷柚巴、山田寿々、山本彩加、山本望叶 | 東由樹、梅山恋和、加藤夕夏、小嶋花梨、塩月希依音、城恵理子、上西怜、内木志、中川美音、本郷柚巴、山田寿々、山本彩加、山本望叶 | 東由樹、梅山恋和、加藤夕夏、小嶋花梨、塩月希依音、城恵理子、上西怜、内木志、中川美音、本郷柚巴、山田寿々、山本彩加、山本望叶 | 20th「床の間正座娘」          | [ 注 55 ]            |
| 2019 | ピンク色の世界 | 白間美瑠 太田夢莉 吉田朱里 渋谷凪咲 村瀬紗英 山本彩加 梅山恋和 上西怜 | 本澤尚之、田尻知之(note native) | 本澤尚之、田尻知之 | 20th「床の間正座娘」          |                      |
| 2019 | 梅山恋和、太田夢莉、渋谷凪咲、上西怜、白間美瑠、村瀬紗英、山本彩加、吉田朱里 | 梅山恋和、太田夢莉、渋谷凪咲、上西怜、白間美瑠、村瀬紗英、山本彩加、吉田朱里 | 梅山恋和、太田夢莉、渋谷凪咲、上西怜、白間美瑠、村瀬紗英、山本彩加、吉田朱里 | 梅山恋和、太田夢莉、渋谷凪咲、上西怜、白間美瑠、村瀬紗英、山本彩加、吉田朱里 | 20th「床の間正座娘」          | [ 注 29 ]            |
| 2019 | 2番目のドア | | 山下裕樹 | 若田部誠 | 20th「床の間正座娘」          |                      |
| 2019 | 明石奈津子、東由樹、安部若菜、石田優美、石塚朱莉、井尻晏菜、泉綾乃、磯佳奈江、岩田桃夏、鵜野みずき、梅山恋和、大澤藍、太田夢莉、大田莉央奈、大段舞依、大段結愛、岡本怜奈、小川結夏、加藤夕夏、川上千尋、川上礼奈、河野奈々帆、北村真菜、久代梨奈、古賀成美、小嶋花梨、小林莉奈、坂本夏海、貞野遥香、佐藤亜海、塩月希依音、渋谷凪咲、清水里香、城恵理子、上西怜、菖蒲まりん、白間美瑠、新澤菜央、杉浦琴音、武井紗良、谷川愛梨、出口結菜、内木志、中川美音、中野美来、南波陽向、西澤瑠莉奈、原かれん、堀詩音、堀ノ内百香、本郷柚巴、前田令子、水田詩織、溝渕麻莉亜、南羽諒、三宅ゆりあ、村瀬紗英、森田彩花、吉田朱里、安田桃寧、山尾梨奈、山崎亜美瑠、山田寿々、山本彩加、山本望叶、横野すみれ | | | | 20th「床の間正座娘」          |                      |
| 2019 | 母校へ帰れ! | | 永見和也 | 永見和也 | 21st「母校へ帰れ!」           |                      |
| 2019 | 東由樹、梅山恋和、太田夢莉、大田莉央奈、加藤夕夏、川上千尋、小嶋花梨、塩月希依音、渋谷凪咲、上西怜、白間美瑠、谷川愛梨、南羽諒、村瀬紗英、安田桃寧、山本彩加、山本望叶、吉田朱里 | 東由樹、梅山恋和、太田夢莉、大田莉央奈、加藤夕夏、川上千尋、小嶋花梨、塩月希依音、渋谷凪咲、上西怜、白間美瑠、谷川愛梨、南羽諒、村瀬紗英、安田桃寧、山本彩加、山本望叶、吉田朱里 | 東由樹、梅山恋和、太田夢莉、大田莉央奈、加藤夕夏、川上千尋、小嶋花梨、塩月希依音、渋谷凪咲、上西怜、白間美瑠、谷川愛梨、南羽諒、村瀬紗英、安田桃寧、山本彩加、山本望叶、吉田朱里 | 東由樹、梅山恋和、太田夢莉、大田莉央奈、加藤夕夏、川上千尋、小嶋花梨、塩月希依音、渋谷凪咲、上西怜、白間美瑠、谷川愛梨、南羽諒、村瀬紗英、安田桃寧、山本彩加、山本望叶、吉田朱里 | 21st「母校へ帰れ!」           | [ 注 29 ]            |
| 2019 | 僕だけの君でいて欲しい | Queentet | CHOCOLATE MIX | CHOCOLATE MIX | 21st「母校へ帰れ!」           |                      |
| 2019 | 太田夢莉、渋谷凪咲、村瀬紗英、吉田朱里 | | | | 21st「母校へ帰れ!」           |                      |
| 2019 | がっつきガールズ | Team N | ジンツチハシ | ジンツチハシ | 21st「母校へ帰れ!」           |                      |
| 2019 | 石田優美、太田夢莉、大段舞依、川上千尋、河野奈々帆、清水里香、武井紗良、谷川愛梨、西澤瑠莉奈、村瀬紗英、森田彩花、吉田朱里 | 石田優美、太田夢莉、大段舞依、川上千尋、河野奈々帆、清水里香、武井紗良、谷川愛梨、西澤瑠莉奈、村瀬紗英、森田彩花、吉田朱里 | 石田優美、太田夢莉、大段舞依、川上千尋、河野奈々帆、清水里香、武井紗良、谷川愛梨、西澤瑠莉奈、村瀬紗英、森田彩花、吉田朱里 | 石田優美、太田夢莉、大段舞依、川上千尋、河野奈々帆、清水里香、武井紗良、谷川愛梨、西澤瑠莉奈、村瀬紗英、森田彩花、吉田朱里 | 21st「母校へ帰れ!」           | [ 注 41 ]            |
| 2019 | パンパン パパパン | Team M | ツキダタダシ、浜崎州平 | 浜崎州平 | 21st「母校へ帰れ!」           |                      |
| 2019 | 明石奈津子、石塚朱莉、井尻晏菜、鵜野みずき、川上礼奈、久代梨奈、古賀成美、渋谷凪咲、白間美瑠、堀詩音、水田詩織、安田桃寧、山尾梨奈 | 明石奈津子、石塚朱莉、井尻晏菜、鵜野みずき、川上礼奈、久代梨奈、古賀成美、渋谷凪咲、白間美瑠、堀詩音、水田詩織、安田桃寧、山尾梨奈 | 明石奈津子、石塚朱莉、井尻晏菜、鵜野みずき、川上礼奈、久代梨奈、古賀成美、渋谷凪咲、白間美瑠、堀詩音、水田詩織、安田桃寧、山尾梨奈 | 明石奈津子、石塚朱莉、井尻晏菜、鵜野みずき、川上礼奈、久代梨奈、古賀成美、渋谷凪咲、白間美瑠、堀詩音、水田詩織、安田桃寧、山尾梨奈 | 21st「母校へ帰れ!」           | [ 注 29 ]            |
| 2019 | ジュゴンはジュゴン | Team BII | 板垣祐介 | 板垣祐介 | 21st「母校へ帰れ!」           |                      |
| 2019 | 東由樹、梅山恋和、加藤夕夏、小嶋花梨、塩月希依音、上西怜、中川美音、本郷柚巴、山田寿々、山本彩加、山本望叶 | 東由樹、梅山恋和、加藤夕夏、小嶋花梨、塩月希依音、上西怜、中川美音、本郷柚巴、山田寿々、山本彩加、山本望叶 | 東由樹、梅山恋和、加藤夕夏、小嶋花梨、塩月希依音、上西怜、中川美音、本郷柚巴、山田寿々、山本彩加、山本望叶 | 東由樹、梅山恋和、加藤夕夏、小嶋花梨、塩月希依音、上西怜、中川美音、本郷柚巴、山田寿々、山本彩加、山本望叶 | 21st「母校へ帰れ!」           | [ 注 55 ]            |
| 2019 | やさしさの稲妻 | だんさぶる! | 小野貴光 | 佐々木裕 | 21st「母校へ帰れ!」           |                      |
| 2019 | 東由樹、石田優美、加藤夕夏、川上千尋、河野奈々帆、小嶋花梨 | | | | 21st「母校へ帰れ!」           |                      |
| 2019 | 初恋至上主義 | | SoichiroK / Nozomu.S | 野中“まさ”雄一 | 22nd「初恋至上主義」          |                      |
| 2019 | 東由樹、梅山恋和、太田夢莉、大田莉央奈、加藤夕夏、川上千尋、小嶋花梨、塩月希依音、渋谷凪咲、上西怜、白間美瑠、谷川愛梨、堀ノ内百香、南羽諒、村瀬紗英、安田桃寧、山本彩加、山本望叶、吉田朱里 | 東由樹、梅山恋和、太田夢莉、大田莉央奈、加藤夕夏、川上千尋、小嶋花梨、塩月希依音、渋谷凪咲、上西怜、白間美瑠、谷川愛梨、堀ノ内百香、南羽諒、村瀬紗英、安田桃寧、山本彩加、山本望叶、吉田朱里 | 東由樹、梅山恋和、太田夢莉、大田莉央奈、加藤夕夏、川上千尋、小嶋花梨、塩月希依音、渋谷凪咲、上西怜、白間美瑠、谷川愛梨、堀ノ内百香、南羽諒、村瀬紗英、安田桃寧、山本彩加、山本望叶、吉田朱里 | 東由樹、梅山恋和、太田夢莉、大田莉央奈、加藤夕夏、川上千尋、小嶋花梨、塩月希依音、渋谷凪咲、上西怜、白間美瑠、谷川愛梨、堀ノ内百香、南羽諒、村瀬紗英、安田桃寧、山本彩加、山本望叶、吉田朱里 | 22nd「初恋至上主義」          | [ 注 41 ]            |
| 2019 | 全力グローイングアップ | 難波鉄砲隊其之八 | 永見和也 | 永見和也 | 22nd「初恋至上主義」          |                      |
| 2019 | 安部若菜、泉綾乃、小林莉奈、貞野遥香、新澤菜央、前田令子 | 安部若菜、泉綾乃、小林莉奈、貞野遥香、新澤菜央、前田令子 | 安部若菜、泉綾乃、小林莉奈、貞野遥香、新澤菜央、前田令子 | 安部若菜、泉綾乃、小林莉奈、貞野遥香、新澤菜央、前田令子 | 22nd「初恋至上主義」          | [ 注 58 ]            |
| 2019 | ごめん 愛せないんだ | Team N | 奥田もとい | 奥田もとい | 22nd「初恋至上主義」          |                      |
| 2019 | 石田優美、泉綾乃、太田夢莉、大田莉央奈、川上千尋、河野奈々帆、清水里香、谷川愛梨、西澤瑠莉奈、南羽諒、村瀬紗英、森田彩花、吉田朱里 | 石田優美、泉綾乃、太田夢莉、大田莉央奈、川上千尋、河野奈々帆、清水里香、谷川愛梨、西澤瑠莉奈、南羽諒、村瀬紗英、森田彩花、吉田朱里 | 石田優美、泉綾乃、太田夢莉、大田莉央奈、川上千尋、河野奈々帆、清水里香、谷川愛梨、西澤瑠莉奈、南羽諒、村瀬紗英、森田彩花、吉田朱里 | 石田優美、泉綾乃、太田夢莉、大田莉央奈、川上千尋、河野奈々帆、清水里香、谷川愛梨、西澤瑠莉奈、南羽諒、村瀬紗英、森田彩花、吉田朱里 | 22nd「初恋至上主義」          | [ 注 41 ]            |
| 2019 | 真正面 | Team M | きしまさおみ | APAZZI | 22nd「初恋至上主義」          |                      |
| 2019 | 明石奈津子、石塚朱莉、井尻晏菜、鵜野みずき、古賀成美、渋谷凪咲、白間美瑠、堀詩音、堀ノ内百香、水田詩織、安田桃寧、山尾梨奈 | 明石奈津子、石塚朱莉、井尻晏菜、鵜野みずき、古賀成美、渋谷凪咲、白間美瑠、堀詩音、堀ノ内百香、水田詩織、安田桃寧、山尾梨奈 | 明石奈津子、石塚朱莉、井尻晏菜、鵜野みずき、古賀成美、渋谷凪咲、白間美瑠、堀詩音、堀ノ内百香、水田詩織、安田桃寧、山尾梨奈 | 明石奈津子、石塚朱莉、井尻晏菜、鵜野みずき、古賀成美、渋谷凪咲、白間美瑠、堀詩音、堀ノ内百香、水田詩織、安田桃寧、山尾梨奈 | 22nd「初恋至上主義」          | [ 注 29 ]            |
| 2019 | 無限大ノック | Team BII | 園田健太郎 | 園田健太郎 | 22nd「初恋至上主義」          |                      |
| 2019 | 東由樹、梅山恋和、加藤夕夏、小嶋花梨、塩月希依音、上西怜、新澤菜央、中川美音、本郷柚巴、山田寿々、山本彩加、山本望叶 | 東由樹、梅山恋和、加藤夕夏、小嶋花梨、塩月希依音、上西怜、新澤菜央、中川美音、本郷柚巴、山田寿々、山本彩加、山本望叶 | 東由樹、梅山恋和、加藤夕夏、小嶋花梨、塩月希依音、上西怜、新澤菜央、中川美音、本郷柚巴、山田寿々、山本彩加、山本望叶 | 東由樹、梅山恋和、加藤夕夏、小嶋花梨、塩月希依音、上西怜、新澤菜央、中川美音、本郷柚巴、山田寿々、山本彩加、山本望叶 | 22nd「初恋至上主義」          | [ 注 55 ]            |
| 2019 | Acting tough | 太田夢莉 | 松田貴志 | 松田貴志 | 22nd「初恋至上主義」          |                      |
| 2019 | 太田夢莉 | | | | 22nd「初恋至上主義」          |                      |
| 2020 | だってだってだって | | 藤田克洋、N-Gram | 藤田克洋、N-Gram | 23rd「だってだってだって」    |                      |
| 2020 | 梅山恋和、加藤夕夏、川上千尋、小嶋花梨、貞野遥香、渋谷凪咲、上西怜、白間美瑠、新澤菜央、原かれん、南羽諒、村瀬紗英、安田桃寧、山本彩加、横野すみれ、吉田朱里 | 梅山恋和、加藤夕夏、川上千尋、小嶋花梨、貞野遥香、渋谷凪咲、上西怜、白間美瑠、新澤菜央、原かれん、南羽諒、村瀬紗英、安田桃寧、山本彩加、横野すみれ、吉田朱里 | 梅山恋和、加藤夕夏、川上千尋、小嶋花梨、貞野遥香、渋谷凪咲、上西怜、白間美瑠、新澤菜央、原かれん、南羽諒、村瀬紗英、安田桃寧、山本彩加、横野すみれ、吉田朱里 | 梅山恋和、加藤夕夏、川上千尋、小嶋花梨、貞野遥香、渋谷凪咲、上西怜、白間美瑠、新澤菜央、原かれん、南羽諒、村瀬紗英、安田桃寧、山本彩加、横野すみれ、吉田朱里 | 23rd「だってだってだって」    | [ 注 59 ]            |
| 2020 | イケナイコト | 白間美瑠 | Masayoshi Kawabata | Masayoshi Kawabata | 23rd「だってだってだって」    |                      |
| 2020 | 白間美瑠 | | | | 23rd「だってだってだって」    |                      |
| 2020 | 涯 | Team N | 福田貴訓 | あらケン | 23rd「だってだってだって」    |                      |
| 2020 | 石田優美、泉綾乃、川上千尋、河野奈々帆、小林莉奈、坂本夏海、貞野遥香、清水里香、菖蒲まりん、南羽諒、村瀬紗英、森田彩花、山崎亜美瑠、吉田朱里 | 石田優美、泉綾乃、川上千尋、河野奈々帆、小林莉奈、坂本夏海、貞野遥香、清水里香、菖蒲まりん、南羽諒、村瀬紗英、森田彩花、山崎亜美瑠、吉田朱里 | 石田優美、泉綾乃、川上千尋、河野奈々帆、小林莉奈、坂本夏海、貞野遥香、清水里香、菖蒲まりん、南羽諒、村瀬紗英、森田彩花、山崎亜美瑠、吉田朱里 | 石田優美、泉綾乃、川上千尋、河野奈々帆、小林莉奈、坂本夏海、貞野遥香、清水里香、菖蒲まりん、南羽諒、村瀬紗英、森田彩花、山崎亜美瑠、吉田朱里 | 23rd「だってだってだって」    | [ 注 54 ]            |
| 2020 | 青春はブラスバンド | Team M | 姫野博行 | 若田部誠 | 23rd「だってだってだって」    |                      |
| 2020 | 安部若菜、石塚朱莉、井尻晏菜、鵜野みずき、渋谷凪咲、白間美瑠、杉浦琴音、出口結菜、堀詩音、堀ノ内百香、前田令子、水田詩織、安田桃寧 | 安部若菜、石塚朱莉、井尻晏菜、鵜野みずき、渋谷凪咲、白間美瑠、杉浦琴音、出口結菜、堀詩音、堀ノ内百香、前田令子、水田詩織、安田桃寧 | 安部若菜、石塚朱莉、井尻晏菜、鵜野みずき、渋谷凪咲、白間美瑠、杉浦琴音、出口結菜、堀詩音、堀ノ内百香、前田令子、水田詩織、安田桃寧 | 安部若菜、石塚朱莉、井尻晏菜、鵜野みずき、渋谷凪咲、白間美瑠、杉浦琴音、出口結菜、堀詩音、堀ノ内百香、前田令子、水田詩織、安田桃寧 | 23rd「だってだってだって」    | [ 注 29 ]            |
| 2020 | Be happy | Team BII | ツキダタダシ | ツキダタダシ | 23rd「だってだってだって」    |                      |
| 2020 | 東由樹、梅山恋和、岡本怜奈、小川結夏、加藤夕夏、小嶋花梨、塩月希依音、上西怜、新澤菜央、中川美音、中野美来、原かれん、本郷柚巴、三宅ゆりあ、山田寿々、山本彩加、山本望叶、横野すみれ | 東由樹、梅山恋和、岡本怜奈、小川結夏、加藤夕夏、小嶋花梨、塩月希依音、上西怜、新澤菜央、中川美音、中野美来、原かれん、本郷柚巴、三宅ゆりあ、山田寿々、山本彩加、山本望叶、横野すみれ | 東由樹、梅山恋和、岡本怜奈、小川結夏、加藤夕夏、小嶋花梨、塩月希依音、上西怜、新澤菜央、中川美音、中野美来、原かれん、本郷柚巴、三宅ゆりあ、山田寿々、山本彩加、山本望叶、横野すみれ | 東由樹、梅山恋和、岡本怜奈、小川結夏、加藤夕夏、小嶋花梨、塩月希依音、上西怜、新澤菜央、中川美音、中野美来、原かれん、本郷柚巴、三宅ゆりあ、山田寿々、山本彩加、山本望叶、横野すみれ | 23rd「だってだってだって」    | [ 注 62 ]            |
| 2020 | 好きになってごめんなさい | LAPIS ARCH | 市川裕一 | 松田貴志 | 23rd「だってだってだって」    | カバー               |
| 2020 | 梅山恋和、上西怜、山本彩加 | 梅山恋和、上西怜、山本彩加 | 梅山恋和、上西怜、山本彩加 | 梅山恋和、上西怜、山本彩加 | 23rd「だってだってだって」    | [ 注 55 ]            |
| 2020 | イミフ | 村瀬紗英 | Ryota Nakai、アサキ、Carlos Okabe | Ryota Nakai | 23rd「だってだってだって」    |                      |
| 2020 | 村瀬紗英 | | | | 23rd「だってだってだって」    |                      |
| 2020 | 恋なんかNo thank you! | | 杉山勝彦 | 野中“まさ”雄一 | 24th「恋なんかNo thank you!」 |                      |
| 2020 | 安部若菜、石田優美、梅山恋和、加藤夕夏、川上千尋、小嶋花梨、塩月希依音、渋谷凪咲、上西怜、白間美瑠、新澤菜央、原かれん、村瀬紗英、安田桃寧、山本彩加、山本望叶、横野すみれ、吉田朱里 | 安部若菜、石田優美、梅山恋和、加藤夕夏、川上千尋、小嶋花梨、塩月希依音、渋谷凪咲、上西怜、白間美瑠、新澤菜央、原かれん、村瀬紗英、安田桃寧、山本彩加、山本望叶、横野すみれ、吉田朱里 | 安部若菜、石田優美、梅山恋和、加藤夕夏、川上千尋、小嶋花梨、塩月希依音、渋谷凪咲、上西怜、白間美瑠、新澤菜央、原かれん、村瀬紗英、安田桃寧、山本彩加、山本望叶、横野すみれ、吉田朱里 | 安部若菜、石田優美、梅山恋和、加藤夕夏、川上千尋、小嶋花梨、塩月希依音、渋谷凪咲、上西怜、白間美瑠、新澤菜央、原かれん、村瀬紗英、安田桃寧、山本彩加、山本望叶、横野すみれ、吉田朱里 | 24th「恋なんかNo thank you!」 | [ 注 54 ]            |
| 2020 | アイラブ豚まん | | 泉田大志 | 泉田大志 | 24th「恋なんかNo thank you!」 |                      |
| 2020 | 浅尾桃香、東由樹、安部若菜、石田優美、石塚朱莉、井尻晏菜、泉綾乃、鵜野みずき、梅山恋和、岡本怜奈、小川結夏、折坂心春、加藤夕夏、瓶野神音、川上千尋、河野奈々帆、北村真菜、黒田楓和、小嶋花梨、坂本夏海、貞野遥香、佐月愛果、塩月希依音、渋谷凪咲、清水里香、上西怜、菖蒲まりん、白間美瑠、新澤菜央、杉浦琴音、隅野和奏、出口結菜、中川美音、中野美来、南波陽向、早川夢菜、原かれん、平山真衣、堀詩音、本郷柚巴、前田令子、眞鍋杏樹、水田詩織、南羽諒、三宅ゆりあ、村瀬紗英、安田桃寧、山崎亜美瑠、山田寿々、山本彩加、山本望叶、横野すみれ、吉田朱里、芳野心咲、和田海佑 | 浅尾桃香、東由樹、安部若菜、石田優美、石塚朱莉、井尻晏菜、泉綾乃、鵜野みずき、梅山恋和、岡本怜奈、小川結夏、折坂心春、加藤夕夏、瓶野神音、川上千尋、河野奈々帆、北村真菜、黒田楓和、小嶋花梨、坂本夏海、貞野遥香、佐月愛果、塩月希依音、渋谷凪咲、清水里香、上西怜、菖蒲まりん、白間美瑠、新澤菜央、杉浦琴音、隅野和奏、出口結菜、中川美音、中野美来、南波陽向、早川夢菜、原かれん、平山真衣、堀詩音、本郷柚巴、前田令子、眞鍋杏樹、水田詩織、南羽諒、三宅ゆりあ、村瀬紗英、安田桃寧、山崎亜美瑠、山田寿々、山本彩加、山本望叶、横野すみれ、吉田朱里、芳野心咲、和田海佑 | 浅尾桃香、東由樹、安部若菜、石田優美、石塚朱莉、井尻晏菜、泉綾乃、鵜野みずき、梅山恋和、岡本怜奈、小川結夏、折坂心春、加藤夕夏、瓶野神音、川上千尋、河野奈々帆、北村真菜、黒田楓和、小嶋花梨、坂本夏海、貞野遥香、佐月愛果、塩月希依音、渋谷凪咲、清水里香、上西怜、菖蒲まりん、白間美瑠、新澤菜央、杉浦琴音、隅野和奏、出口結菜、中川美音、中野美来、南波陽向、早川夢菜、原かれん、平山真衣、堀詩音、本郷柚巴、前田令子、眞鍋杏樹、水田詩織、南羽諒、三宅ゆりあ、村瀬紗英、安田桃寧、山崎亜美瑠、山田寿々、山本彩加、山本望叶、横野すみれ、吉田朱里、芳野心咲、和田海佑 | 浅尾桃香、東由樹、安部若菜、石田優美、石塚朱莉、井尻晏菜、泉綾乃、鵜野みずき、梅山恋和、岡本怜奈、小川結夏、折坂心春、加藤夕夏、瓶野神音、川上千尋、河野奈々帆、北村真菜、黒田楓和、小嶋花梨、坂本夏海、貞野遥香、佐月愛果、塩月希依音、渋谷凪咲、清水里香、上西怜、菖蒲まりん、白間美瑠、新澤菜央、杉浦琴音、隅野和奏、出口結菜、中川美音、中野美来、南波陽向、早川夢菜、原かれん、平山真衣、堀詩音、本郷柚巴、前田令子、眞鍋杏樹、水田詩織、南羽諒、三宅ゆりあ、村瀬紗英、安田桃寧、山崎亜美瑠、山田寿々、山本彩加、山本望叶、横野すみれ、吉田朱里、芳野心咲、和田海佑 | 24th「恋なんかNo thank you!」 | [ 注 63 ]            |
| 2020 | ダンシングハイ | Team N | 鈴木裕哉 | 佐々木裕 | 24th「恋なんかNo thank you!」 |                      |
| 2020 | 石田優美、泉綾乃、川上千尋、河野奈々帆、坂本夏海、貞野遥香、清水里香、菖蒲まりん、南羽諒、村瀬紗英、山崎亜美瑠、吉田朱里 | 石田優美、泉綾乃、川上千尋、河野奈々帆、坂本夏海、貞野遥香、清水里香、菖蒲まりん、南羽諒、村瀬紗英、山崎亜美瑠、吉田朱里 | 石田優美、泉綾乃、川上千尋、河野奈々帆、坂本夏海、貞野遥香、清水里香、菖蒲まりん、南羽諒、村瀬紗英、山崎亜美瑠、吉田朱里 | 石田優美、泉綾乃、川上千尋、河野奈々帆、坂本夏海、貞野遥香、清水里香、菖蒲まりん、南羽諒、村瀬紗英、山崎亜美瑠、吉田朱里 | 24th「恋なんかNo thank you!」 | [ 注 54 ]            |
| 2020 | 我が友よ 全力で走っているか? | Team M | 近藤圭一 | 近藤圭一 | 24th「恋なんかNo thank you!」 |                      |
| 2020 | 安部若菜、石塚朱莉、井尻晏菜、鵜野みずき、渋谷凪咲、白間美瑠、杉浦琴音、出口結菜、堀詩音、前田令子、水田詩織、安田桃寧 | 安部若菜、石塚朱莉、井尻晏菜、鵜野みずき、渋谷凪咲、白間美瑠、杉浦琴音、出口結菜、堀詩音、前田令子、水田詩織、安田桃寧 | 安部若菜、石塚朱莉、井尻晏菜、鵜野みずき、渋谷凪咲、白間美瑠、杉浦琴音、出口結菜、堀詩音、前田令子、水田詩織、安田桃寧 | 安部若菜、石塚朱莉、井尻晏菜、鵜野みずき、渋谷凪咲、白間美瑠、杉浦琴音、出口結菜、堀詩音、前田令子、水田詩織、安田桃寧 | 24th「恋なんかNo thank you!」 | [ 注 29 ]            |
| 2020 | 青春念仏 | Team BII | 古城康行 | 古城康行 | 24th「恋なんかNo thank you!」 |                      |
| 2020 | 東由樹、梅山恋和、岡本怜奈、小川結夏、加藤夕夏、小嶋花梨、塩月希依音、上西怜、新澤菜央、中川美音、中野美来、原かれん、本郷柚巴、三宅ゆりあ、山田寿々、山本彩加、山本望叶、横野すみれ | 東由樹、梅山恋和、岡本怜奈、小川結夏、加藤夕夏、小嶋花梨、塩月希依音、上西怜、新澤菜央、中川美音、中野美来、原かれん、本郷柚巴、三宅ゆりあ、山田寿々、山本彩加、山本望叶、横野すみれ | 東由樹、梅山恋和、岡本怜奈、小川結夏、加藤夕夏、小嶋花梨、塩月希依音、上西怜、新澤菜央、中川美音、中野美来、原かれん、本郷柚巴、三宅ゆりあ、山田寿々、山本彩加、山本望叶、横野すみれ | 東由樹、梅山恋和、岡本怜奈、小川結夏、加藤夕夏、小嶋花梨、塩月希依音、上西怜、新澤菜央、中川美音、中野美来、原かれん、本郷柚巴、三宅ゆりあ、山田寿々、山本彩加、山本望叶、横野すみれ | 24th「恋なんかNo thank you!」 | [ 注 63 ]            |
| 2020 | 一番好きな花 | 吉田朱里 | 高木洋一郎、Johnny Yim | Johnny Yim | 24th「恋なんかNo thank you!」 |                      |
| 2020 | 吉田朱里 | | | | 24th「恋なんかNo thank you!」 |                      |
| 2020 | 告白の空砲 | 難波鉄砲隊其之九 | 吉野貴雄 | APAZZI | 24th「恋なんかNo thank you!」 |                      |
| 2020 | 安部若菜、鵜野みずき、川上千尋、塩月希依音、南波陽向、山本望叶、横野すみれ | 安部若菜、鵜野みずき、川上千尋、塩月希依音、南波陽向、山本望叶、横野すみれ | 安部若菜、鵜野みずき、川上千尋、塩月希依音、南波陽向、山本望叶、横野すみれ | 安部若菜、鵜野みずき、川上千尋、塩月希依音、南波陽向、山本望叶、横野すみれ | 24th「恋なんかNo thank you!」 | [ 注 64 ]            |
| 2021 | シダレヤナギ | | CHOCOLATE MIX | CHOCOLATE MIX | 25th「シダレヤナギ」          |                      |
| 2021 | 安部若菜、石田優美、石塚朱莉、梅山恋和、加藤夕夏、川上千尋、小嶋花梨、貞野遥香、塩月希依音、渋谷凪咲、上西怜、白間美瑠、原かれん、安田桃寧 | 安部若菜、石田優美、石塚朱莉、梅山恋和、加藤夕夏、川上千尋、小嶋花梨、貞野遥香、塩月希依音、渋谷凪咲、上西怜、白間美瑠、原かれん、安田桃寧 | 安部若菜、石田優美、石塚朱莉、梅山恋和、加藤夕夏、川上千尋、小嶋花梨、貞野遥香、塩月希依音、渋谷凪咲、上西怜、白間美瑠、原かれん、安田桃寧 | 安部若菜、石田優美、石塚朱莉、梅山恋和、加藤夕夏、川上千尋、小嶋花梨、貞野遥香、塩月希依音、渋谷凪咲、上西怜、白間美瑠、原かれん、安田桃寧 | 25th「シダレヤナギ」          | [ 注 29 ]            |
| 2021 | 落とし穴 | | Toshikazu.K | Toshikazu.K | 25th「シダレヤナギ」          |                      |
| 2021 | 浅尾桃香、安部若菜、石田優美、石塚朱莉、泉綾乃、鵜野みずき、梅山恋和、岡本怜奈、折坂心春、加藤夕夏、瓶野神音、川上千尋、河野奈々帆、黒田楓和、小嶋花梨、貞野遥香、佐月愛果、塩月希依音、渋谷凪咲、上西怜、菖蒲まりん、白間美瑠、新澤菜央、杉浦琴音、隅野和奏、出口結菜、中川美音、中野美来、早川夢菜、原かれん、平山真衣、堀詩音、本郷柚巴、前田令子、眞鍋杏樹、水田詩織、南羽諒、三宅ゆりあ、安田桃寧、山崎亜美瑠、芳野心咲、和田海佑 | 浅尾桃香、安部若菜、石田優美、石塚朱莉、泉綾乃、鵜野みずき、梅山恋和、岡本怜奈、折坂心春、加藤夕夏、瓶野神音、川上千尋、河野奈々帆、黒田楓和、小嶋花梨、貞野遥香、佐月愛果、塩月希依音、渋谷凪咲、上西怜、菖蒲まりん、白間美瑠、新澤菜央、杉浦琴音、隅野和奏、出口結菜、中川美音、中野美来、早川夢菜、原かれん、平山真衣、堀詩音、本郷柚巴、前田令子、眞鍋杏樹、水田詩織、南羽諒、三宅ゆりあ、安田桃寧、山崎亜美瑠、芳野心咲、和田海佑 | 浅尾桃香、安部若菜、石田優美、石塚朱莉、泉綾乃、鵜野みずき、梅山恋和、岡本怜奈、折坂心春、加藤夕夏、瓶野神音、川上千尋、河野奈々帆、黒田楓和、小嶋花梨、貞野遥香、佐月愛果、塩月希依音、渋谷凪咲、上西怜、菖蒲まりん、白間美瑠、新澤菜央、杉浦琴音、隅野和奏、出口結菜、中川美音、中野美来、早川夢菜、原かれん、平山真衣、堀詩音、本郷柚巴、前田令子、眞鍋杏樹、水田詩織、南羽諒、三宅ゆりあ、安田桃寧、山崎亜美瑠、芳野心咲、和田海佑 | 浅尾桃香、安部若菜、石田優美、石塚朱莉、泉綾乃、鵜野みずき、梅山恋和、岡本怜奈、折坂心春、加藤夕夏、瓶野神音、川上千尋、河野奈々帆、黒田楓和、小嶋花梨、貞野遥香、佐月愛果、塩月希依音、渋谷凪咲、上西怜、菖蒲まりん、白間美瑠、新澤菜央、杉浦琴音、隅野和奏、出口結菜、中川美音、中野美来、早川夢菜、原かれん、平山真衣、堀詩音、本郷柚巴、前田令子、眞鍋杏樹、水田詩織、南羽諒、三宅ゆりあ、安田桃寧、山崎亜美瑠、芳野心咲、和田海佑 | 25th「シダレヤナギ」          | [ 注 63 ]            |
| 2021 | 青いレモンの季節 | 塩月希依音 南羽諒 泉綾乃 岡本怜奈 黒田楓和 和田海佑 浅尾桃香 | 近藤昭雄 | 若田部誠 | 25th「シダレヤナギ」          |                      |
| 2021 | 浅尾桃香、泉綾乃、岡本怜奈、黒田楓和、塩月希依音、南羽諒、和田海佑 | 浅尾桃香、泉綾乃、岡本怜奈、黒田楓和、塩月希依音、南羽諒、和田海佑 | 浅尾桃香、泉綾乃、岡本怜奈、黒田楓和、塩月希依音、南羽諒、和田海佑 | 浅尾桃香、泉綾乃、岡本怜奈、黒田楓和、塩月希依音、南羽諒、和田海佑 | 25th「シダレヤナギ」          | [ 注 65 ]            |
| 2021 | 選ばれし者たち | きゅんmart | Kadono/Yugo.A | Kadono | 25th「シダレヤナギ」          |                      |
| 2021 | 加藤夕夏、小嶋花梨、佐月愛果、塩月希依音、渋谷凪咲、隅野和奏、原かれん、本郷柚巴 | 加藤夕夏、小嶋花梨、佐月愛果、塩月希依音、渋谷凪咲、隅野和奏、原かれん、本郷柚巴 | 加藤夕夏、小嶋花梨、佐月愛果、塩月希依音、渋谷凪咲、隅野和奏、原かれん、本郷柚巴 | 加藤夕夏、小嶋花梨、佐月愛果、塩月希依音、渋谷凪咲、隅野和奏、原かれん、本郷柚巴 | 25th「シダレヤナギ」          | [ 注 66 ]            |
| 2021 | いつもの椅子 | 白間美瑠 | 川浦正大 | 野中“まさ”雄一 | 25th「シダレヤナギ」          |                      |
| 2021 | 白間美瑠 | | | | 25th「シダレヤナギ」          |                      |
| 2022 | 恋と愛のその間には | | 大沢圭一、NONAGE | 大沢圭一 | 26th「恋と愛のその間には」    |                      |
| 2022 | 安部若菜、石田優美、梅山恋和、加藤夕夏、川上千尋、小嶋花梨、貞野遥香、塩月希依音、渋谷凪咲、上西怜、新澤菜央、原かれん、平山真衣、本郷柚巴、山本望叶 | 安部若菜、石田優美、梅山恋和、加藤夕夏、川上千尋、小嶋花梨、貞野遥香、塩月希依音、渋谷凪咲、上西怜、新澤菜央、原かれん、平山真衣、本郷柚巴、山本望叶 | 安部若菜、石田優美、梅山恋和、加藤夕夏、川上千尋、小嶋花梨、貞野遥香、塩月希依音、渋谷凪咲、上西怜、新澤菜央、原かれん、平山真衣、本郷柚巴、山本望叶 | 安部若菜、石田優美、梅山恋和、加藤夕夏、川上千尋、小嶋花梨、貞野遥香、塩月希依音、渋谷凪咲、上西怜、新澤菜央、原かれん、平山真衣、本郷柚巴、山本望叶 | 26th「恋と愛のその間には」    | [ 注 67 ]            |
| 2022 | ジャンジャン | アンダーガールズ | 田中明仁 | 田中明仁 | 26th「恋と愛のその間には」    |                      |
| 2022 | 泉綾乃、鵜野みずき、岡本怜奈、出口結菜、中川美音、中野美来、堀詩音、前田令子、水田詩織、南羽諒、山崎亜美瑠 | 泉綾乃、鵜野みずき、岡本怜奈、出口結菜、中川美音、中野美来、堀詩音、前田令子、水田詩織、南羽諒、山崎亜美瑠 | 泉綾乃、鵜野みずき、岡本怜奈、出口結菜、中川美音、中野美来、堀詩音、前田令子、水田詩織、南羽諒、山崎亜美瑠 | 泉綾乃、鵜野みずき、岡本怜奈、出口結菜、中川美音、中野美来、堀詩音、前田令子、水田詩織、南羽諒、山崎亜美瑠 | 26th「恋と愛のその間には」    | [ 注 68 ]            |
| 2022 | ホンマにサンキュー | 7期生、7.5期生、8期生 | 板垣祐介 | 板垣祐介 | 26th「恋と愛のその間には」    |                      |
| 2022 | 浅尾桃香、李始燕、池帆乃香、折坂心春、瓶野神音、黒島咲花、黒田楓和、坂下真心、坂田心咲、坂本理紗、桜田彩叶、佐月愛果、隅野和奏、高橋紗恵、龍本弥生、田中雪乃、早川夢菜、平山真衣、福野杏実、松岡さくら、松野美桜、松本海日菜、眞鍋杏樹、山本光、芳野心咲、和田海佑 | 浅尾桃香、李始燕、池帆乃香、折坂心春、瓶野神音、黒島咲花、黒田楓和、坂下真心、坂田心咲、坂本理紗、桜田彩叶、佐月愛果、隅野和奏、高橋紗恵、龍本弥生、田中雪乃、早川夢菜、平山真衣、福野杏実、松岡さくら、松野美桜、松本海日菜、眞鍋杏樹、山本光、芳野心咲、和田海佑 | 浅尾桃香、李始燕、池帆乃香、折坂心春、瓶野神音、黒島咲花、黒田楓和、坂下真心、坂田心咲、坂本理紗、桜田彩叶、佐月愛果、隅野和奏、高橋紗恵、龍本弥生、田中雪乃、早川夢菜、平山真衣、福野杏実、松岡さくら、松野美桜、松本海日菜、眞鍋杏樹、山本光、芳野心咲、和田海佑 | 浅尾桃香、李始燕、池帆乃香、折坂心春、瓶野神音、黒島咲花、黒田楓和、坂下真心、坂田心咲、坂本理紗、桜田彩叶、佐月愛果、隅野和奏、高橋紗恵、龍本弥生、田中雪乃、早川夢菜、平山真衣、福野杏実、松岡さくら、松野美桜、松本海日菜、眞鍋杏樹、山本光、芳野心咲、和田海佑 | 26th「恋と愛のその間には」    | [ 注 70 ]            |
| 2022 | 秘密日記 | 梅山恋和 | 青木真一 | 若田部誠 | 26th「恋と愛のその間には」    |                      |
| 2022 | 梅山恋和 | | | | 26th「恋と愛のその間には」    |                      |
| 2022 | 夢中人 | | A-NOTE、N-Sound | 佐々木望 | 26th「恋と愛のその間には」    |                      |
| 2022 | 安部若菜、石田優美、梅山恋和、加藤夕夏、川上千尋、小嶋花梨、貞野遥香、塩月希依音、渋谷凪咲、上西怜、原かれん、本郷柚巴、山本望叶 | 安部若菜、石田優美、梅山恋和、加藤夕夏、川上千尋、小嶋花梨、貞野遥香、塩月希依音、渋谷凪咲、上西怜、原かれん、本郷柚巴、山本望叶 | 安部若菜、石田優美、梅山恋和、加藤夕夏、川上千尋、小嶋花梨、貞野遥香、塩月希依音、渋谷凪咲、上西怜、原かれん、本郷柚巴、山本望叶 | 安部若菜、石田優美、梅山恋和、加藤夕夏、川上千尋、小嶋花梨、貞野遥香、塩月希依音、渋谷凪咲、上西怜、原かれん、本郷柚巴、山本望叶 | 26th「恋と愛のその間には」    | [ 注 66 ]            |
| 2022 | 好きだ虫 | | 柳沢英樹 | 柳沢英樹 | 27th「好きだ虫」              |                      |
| 2022 | 安部若菜、泉綾乃、加藤夕夏、瓶野神音、川上千尋、小嶋花梨、貞野遥香、塩月希依音、渋谷凪咲、上西怜、新澤菜央、隅野和奏、前田令子、山本望叶 | 安部若菜、泉綾乃、加藤夕夏、瓶野神音、川上千尋、小嶋花梨、貞野遥香、塩月希依音、渋谷凪咲、上西怜、新澤菜央、隅野和奏、前田令子、山本望叶 | 安部若菜、泉綾乃、加藤夕夏、瓶野神音、川上千尋、小嶋花梨、貞野遥香、塩月希依音、渋谷凪咲、上西怜、新澤菜央、隅野和奏、前田令子、山本望叶 | 安部若菜、泉綾乃、加藤夕夏、瓶野神音、川上千尋、小嶋花梨、貞野遥香、塩月希依音、渋谷凪咲、上西怜、新澤菜央、隅野和奏、前田令子、山本望叶 | 27th「好きだ虫」              | [ 注 71 ]            |
| 2022 | 挑発の青空 | Team N | 飯田清澄 | 飯田清澄 | 27th「好きだ虫」              |                      |
| 2022 | 石田優美、泉綾乃、岡本怜奈、加藤夕夏、小嶋花梨、坂田心咲、貞野遥香、渋谷凪咲、新澤菜央、中川美音、平山真衣、南羽諒、山本望叶、和田海佑 | 石田優美、泉綾乃、岡本怜奈、加藤夕夏、小嶋花梨、坂田心咲、貞野遥香、渋谷凪咲、新澤菜央、中川美音、平山真衣、南羽諒、山本望叶、和田海佑 | 石田優美、泉綾乃、岡本怜奈、加藤夕夏、小嶋花梨、坂田心咲、貞野遥香、渋谷凪咲、新澤菜央、中川美音、平山真衣、南羽諒、山本望叶、和田海佑 | 石田優美、泉綾乃、岡本怜奈、加藤夕夏、小嶋花梨、坂田心咲、貞野遥香、渋谷凪咲、新澤菜央、中川美音、平山真衣、南羽諒、山本望叶、和田海佑 | 27th「好きだ虫」              | [ 注 62 ]            |
| 2022 | なぜ、僕は立ち上がるのか? | Team M | 前迫潤哉、サイトウリョースケ、春川仁志 | サイトウリョースケ | 27th「好きだ虫」              |                      |
| 2022 | 安部若菜、李始燕、鵜野みずき、川上千尋、塩月希依音、上西怜、出口結菜、中野美来、原かれん、堀詩音、本郷柚巴、前田令子、眞鍋杏樹、水田詩織 | 安部若菜、李始燕、鵜野みずき、川上千尋、塩月希依音、上西怜、出口結菜、中野美来、原かれん、堀詩音、本郷柚巴、前田令子、眞鍋杏樹、水田詩織 | 安部若菜、李始燕、鵜野みずき、川上千尋、塩月希依音、上西怜、出口結菜、中野美来、原かれん、堀詩音、本郷柚巴、前田令子、眞鍋杏樹、水田詩織 | 安部若菜、李始燕、鵜野みずき、川上千尋、塩月希依音、上西怜、出口結菜、中野美来、原かれん、堀詩音、本郷柚巴、前田令子、眞鍋杏樹、水田詩織 | 27th「好きだ虫」              | [ 注 71 ]            |
| 2022 | スワンボート | Team BII | nelo | 若田部誠 | 27th「好きだ虫」              |                      |
| 2022 | 浅尾桃香、池帆乃香、瓶野神音、黒島咲花、黒田楓和、坂下真心、坂本理紗、桜田彩叶、佐月愛果、隅野和奏、龍本弥生、田中雪乃、早川夢菜、福野杏実、松岡さくら、松野美桜、松本海日菜、山本光、芳野心咲 | 浅尾桃香、池帆乃香、瓶野神音、黒島咲花、黒田楓和、坂下真心、坂本理紗、桜田彩叶、佐月愛果、隅野和奏、龍本弥生、田中雪乃、早川夢菜、福野杏実、松岡さくら、松野美桜、松本海日菜、山本光、芳野心咲 | 浅尾桃香、池帆乃香、瓶野神音、黒島咲花、黒田楓和、坂下真心、坂本理紗、桜田彩叶、佐月愛果、隅野和奏、龍本弥生、田中雪乃、早川夢菜、福野杏実、松岡さくら、松野美桜、松本海日菜、山本光、芳野心咲 | 浅尾桃香、池帆乃香、瓶野神音、黒島咲花、黒田楓和、坂下真心、坂本理紗、桜田彩叶、佐月愛果、隅野和奏、龍本弥生、田中雪乃、早川夢菜、福野杏実、松岡さくら、松野美桜、松本海日菜、山本光、芳野心咲 | 27th「好きだ虫」              | [ 注 73 ]            |
| 2022 | Time bomb | アンダーガールズ | 飯野麟太郎 | 飯野麟太郎 | 27th「好きだ虫」              |                      |
| 2022 | 浅尾桃香、石田優美、黒田楓和、出口結菜、早川夢菜、原かれん、平山真衣、堀詩音、本郷柚巴、和田海佑 | 浅尾桃香、石田優美、黒田楓和、出口結菜、早川夢菜、原かれん、平山真衣、堀詩音、本郷柚巴、和田海佑 | 浅尾桃香、石田優美、黒田楓和、出口結菜、早川夢菜、原かれん、平山真衣、堀詩音、本郷柚巴、和田海佑 | 浅尾桃香、石田優美、黒田楓和、出口結菜、早川夢菜、原かれん、平山真衣、堀詩音、本郷柚巴、和田海佑 | 27th「好きだ虫」              | [ 注 74 ]            |
| 2023 | | | | |                               |                      |
| 渚サイコー! | | youth case | 梶原健生、youth case | 28th「渚サイコー!」 |                               |                      |
| 青原和花、安部若菜、石田優美、川上千尋、小嶋花梨、坂田心咲、貞野遥香、塩月希依音、渋谷凪咲、上西怜、新澤菜央、隅野和奏、出口結菜、原かれん、平山真衣、前田令子、山本望叶、和田海佑 | 青原和花、安部若菜、石田優美、川上千尋、小嶋花梨、坂田心咲、貞野遥香、塩月希依音、渋谷凪咲、上西怜、新澤菜央、隅野和奏、出口結菜、原かれん、平山真衣、前田令子、山本望叶、和田海佑 | 青原和花、安部若菜、石田優美、川上千尋、小嶋花梨、坂田心咲、貞野遥香、塩月希依音、渋谷凪咲、上西怜、新澤菜央、隅野和奏、出口結菜、原かれん、平山真衣、前田令子、山本望叶、和田海佑 | 青原和花、安部若菜、石田優美、川上千尋、小嶋花梨、坂田心咲、貞野遥香、塩月希依音、渋谷凪咲、上西怜、新澤菜央、隅野和奏、出口結菜、原かれん、平山真衣、前田令子、山本望叶、和田海佑 | 28th「渚サイコー!」 | [ 注 66 ]                     |                      |
| 人生は長いんだ | 渋谷凪咲 with ダイアン、かまいたち、見取り図 | aokado | 若田部誠 | 28th「渚サイコー!」 |                               |                      |
| 渋谷凪咲、津田篤宏、濱家隆一、盛山晋太郎、山内健司、ユースケ、リリー | 渋谷凪咲、津田篤宏、濱家隆一、盛山晋太郎、山内健司、ユースケ、リリー | 渋谷凪咲、津田篤宏、濱家隆一、盛山晋太郎、山内健司、ユースケ、リリー | 渋谷凪咲、津田篤宏、濱家隆一、盛山晋太郎、山内健司、ユースケ、リリー | 28th「渚サイコー!」 | [ 注 78 ]                     |                      |
| ジンクスとゲンカツギ | Team N | コモリタミノル | コモリタミノル | 28th「渚サイコー!」 |                               |                      |
| 石田優美、泉綾乃、瓶野神音、川上千尋、黒田楓和、小嶋花梨、佐月愛果、渋谷凪咲、田中雪乃、平山真衣、福野杏実、松岡さくら、松本海日菜 | 石田優美、泉綾乃、瓶野神音、川上千尋、黒田楓和、小嶋花梨、佐月愛果、渋谷凪咲、田中雪乃、平山真衣、福野杏実、松岡さくら、松本海日菜 | 石田優美、泉綾乃、瓶野神音、川上千尋、黒田楓和、小嶋花梨、佐月愛果、渋谷凪咲、田中雪乃、平山真衣、福野杏実、松岡さくら、松本海日菜 | 石田優美、泉綾乃、瓶野神音、川上千尋、黒田楓和、小嶋花梨、佐月愛果、渋谷凪咲、田中雪乃、平山真衣、福野杏実、松岡さくら、松本海日菜 | 28th「渚サイコー!」 | [ 注 62 ]                     |                      |
| 職員室に行くべきか? | Team M | Toshikazu.K、Yugo.A | Toshikazu.K | 28th「渚サイコー!」 |                               |                      |
| 池帆乃香、鵜野みずき、貞野遥香、上西怜、隅野和奏、早川夢菜、原かれん、堀詩音、前田令子、松野美桜、眞鍋杏樹、山本望叶、和田海佑 | 池帆乃香、鵜野みずき、貞野遥香、上西怜、隅野和奏、早川夢菜、原かれん、堀詩音、前田令子、松野美桜、眞鍋杏樹、山本望叶、和田海佑 | 池帆乃香、鵜野みずき、貞野遥香、上西怜、隅野和奏、早川夢菜、原かれん、堀詩音、前田令子、松野美桜、眞鍋杏樹、山本望叶、和田海佑 | 池帆乃香、鵜野みずき、貞野遥香、上西怜、隅野和奏、早川夢菜、原かれん、堀詩音、前田令子、松野美桜、眞鍋杏樹、山本望叶、和田海佑 | 28th「渚サイコー!」 | [ 注 79 ]                     |                      |
| 恋のヘタレ | Team BII | 斉門 | 野中“まさ”雄一 | 28th「渚サイコー!」 |                               |                      |
| 浅尾桃香、安部若菜、黒島咲花、坂下真心、坂田心咲、坂本理紗、桜田彩叶、塩月希依音、新澤菜央、龍本弥生、出口結菜、水田詩織、山本光、芳野心咲 | 浅尾桃香、安部若菜、黒島咲花、坂下真心、坂田心咲、坂本理紗、桜田彩叶、塩月希依音、新澤菜央、龍本弥生、出口結菜、水田詩織、山本光、芳野心咲 | 浅尾桃香、安部若菜、黒島咲花、坂下真心、坂田心咲、坂本理紗、桜田彩叶、塩月希依音、新澤菜央、龍本弥生、出口結菜、水田詩織、山本光、芳野心咲 | 浅尾桃香、安部若菜、黒島咲花、坂下真心、坂田心咲、坂本理紗、桜田彩叶、塩月希依音、新澤菜央、龍本弥生、出口結菜、水田詩織、山本光、芳野心咲 | 28th「渚サイコー!」 | [ 注 65 ]                     |                      |
| 2024 | | | | |                               |                      |
| これが愛なのか? | | ナスカ | 野中“まさ”雄一 | 29th「これが愛なのか?」 |                               |                      |
| 安部若菜、泉綾乃、瓶野神音、川上千尋、小嶋花梨、坂田心咲、桜田彩叶、塩月希依音、上西怜、新澤菜央、隅野和奏、出口結菜、芳賀礼、平山真衣、山本望叶、和田海佑 | 安部若菜、泉綾乃、瓶野神音、川上千尋、小嶋花梨、坂田心咲、桜田彩叶、塩月希依音、上西怜、新澤菜央、隅野和奏、出口結菜、芳賀礼、平山真衣、山本望叶、和田海佑 | 安部若菜、泉綾乃、瓶野神音、川上千尋、小嶋花梨、坂田心咲、桜田彩叶、塩月希依音、上西怜、新澤菜央、隅野和奏、出口結菜、芳賀礼、平山真衣、山本望叶、和田海佑 | 安部若菜、泉綾乃、瓶野神音、川上千尋、小嶋花梨、坂田心咲、桜田彩叶、塩月希依音、上西怜、新澤菜央、隅野和奏、出口結菜、芳賀礼、平山真衣、山本望叶、和田海佑 | 29th「これが愛なのか?」 | [ 注 80 ]                     |                      |
| Now | | youth case | youth case、たんしょそら | 29th「これが愛なのか?」 |                               |                      |
| 青原優花、青原和花、安部若菜、池帆乃香、石田優美、泉綾乃、鵜野みずき、瓶野神音、川上千尋、黒島咲花、小嶋花梨、坂下真心、坂田心咲、坂本理紗、桜田彩叶、佐月愛果、塩月希依音、上西怜、新澤菜央、隅野和奏、龍本弥生、田中雪乃、出口結菜、二瓶愛美、芳賀礼、早川夢菜、原かれん、平山真衣、福野杏実、松岡さくら、松野美桜、松本海日菜、眞鍋杏樹、水田詩織、山本望叶、芳野心咲、和田海佑、池田典愛、板垣心和、衣笠彩実、阪本玲央、渋谷紗雪、田中美空、西由真、西島梨央、西田帆花、舟橋礼菜、古川雪乃、宮本杏海、吉見純音 | 青原優花、青原和花、安部若菜、池帆乃香、石田優美、泉綾乃、鵜野みずき、瓶野神音、川上千尋、黒島咲花、小嶋花梨、坂下真心、坂田心咲、坂本理紗、桜田彩叶、佐月愛果、塩月希依音、上西怜、新澤菜央、隅野和奏、龍本弥生、田中雪乃、出口結菜、二瓶愛美、芳賀礼、早川夢菜、原かれん、平山真衣、福野杏実、松岡さくら、松野美桜、松本海日菜、眞鍋杏樹、水田詩織、山本望叶、芳野心咲、和田海佑、池田典愛、板垣心和、衣笠彩実、阪本玲央、渋谷紗雪、田中美空、西由真、西島梨央、西田帆花、舟橋礼菜、古川雪乃、宮本杏海、吉見純音 | 青原優花、青原和花、安部若菜、池帆乃香、石田優美、泉綾乃、鵜野みずき、瓶野神音、川上千尋、黒島咲花、小嶋花梨、坂下真心、坂田心咲、坂本理紗、桜田彩叶、佐月愛果、塩月希依音、上西怜、新澤菜央、隅野和奏、龍本弥生、田中雪乃、出口結菜、二瓶愛美、芳賀礼、早川夢菜、原かれん、平山真衣、福野杏実、松岡さくら、松野美桜、松本海日菜、眞鍋杏樹、水田詩織、山本望叶、芳野心咲、和田海佑、池田典愛、板垣心和、衣笠彩実、阪本玲央、渋谷紗雪、田中美空、西由真、西島梨央、西田帆花、舟橋礼菜、古川雪乃、宮本杏海、吉見純音                                                       | 青原優花、青原和花、安部若菜、池帆乃香、石田優美、泉綾乃、鵜野みずき、瓶野神音、川上千尋、黒島咲花、小嶋花梨、坂下真心、坂田心咲、坂本理紗、桜田彩叶、佐月愛果、塩月希依音、上西怜、新澤菜央、隅野和奏、龍本弥生、田中雪乃、出口結菜、二瓶愛美、芳賀礼、早川夢菜、原かれん、平山真衣、福野杏実、松岡さくら、松野美桜、松本海日菜、眞鍋杏樹、水田詩織、山本望叶、芳野心咲、和田海佑、池田典愛、板垣心和、衣笠彩実、阪本玲央、渋谷紗雪、田中美空、西由真、西島梨央、西田帆花、舟橋礼菜、古川雪乃、宮本杏海、吉見純音                                                       | 29th「これが愛なのか?」 | [ 注 74 ]                     |                      |
| 夏のDestination | Team N | youth case | たんしょそら | 29th「これが愛なのか?」 |                               |                      |
| 青原優花、石田優美、泉綾乃、瓶野神音、川上千尋、小嶋花梨、佐月愛果、田中雪乃、二瓶愛美、平山真衣、福野杏実、松岡さくら、松本海日菜 | 青原優花、石田優美、泉綾乃、瓶野神音、川上千尋、小嶋花梨、佐月愛果、田中雪乃、二瓶愛美、平山真衣、福野杏実、松岡さくら、松本海日菜 | 青原優花、石田優美、泉綾乃、瓶野神音、川上千尋、小嶋花梨、佐月愛果、田中雪乃、二瓶愛美、平山真衣、福野杏実、松岡さくら、松本海日菜 | 青原優花、石田優美、泉綾乃、瓶野神音、川上千尋、小嶋花梨、佐月愛果、田中雪乃、二瓶愛美、平山真衣、福野杏実、松岡さくら、松本海日菜 | 29th「これが愛なのか?」 | [ 注 62 ]                     |                      |
| 青春ジャンプ | Team M | 小綱準 | 小綱準 | 29th「これが愛なのか?」 |                               |                      |
| 池帆乃香、鵜野みずき、上西怜、隅野和奏、芳賀礼、早川夢菜、原かれん、松野美桜、眞鍋杏樹、山本望叶、和田海佑 | 池帆乃香、鵜野みずき、上西怜、隅野和奏、芳賀礼、早川夢菜、原かれん、松野美桜、眞鍋杏樹、山本望叶、和田海佑 | 池帆乃香、鵜野みずき、上西怜、隅野和奏、芳賀礼、早川夢菜、原かれん、松野美桜、眞鍋杏樹、山本望叶、和田海佑 | 池帆乃香、鵜野みずき、上西怜、隅野和奏、芳賀礼、早川夢菜、原かれん、松野美桜、眞鍋杏樹、山本望叶、和田海佑 | 29th「これが愛なのか?」 | [ 注 79 ]                     |                      |
| ヘドバンタイム | Team BII | 田中どぼん俊光、絵戸あゆみ | APAZZI | 29th「これが愛なのか?」 |                               |                      |
| 青原和花、安部若菜、黒島咲花、坂下真心、坂田心咲、坂本理紗、桜田彩叶、塩月希依音、新澤菜央、龍本弥生、出口結菜、水田詩織、芳野心咲 | 青原和花、安部若菜、黒島咲花、坂下真心、坂田心咲、坂本理紗、桜田彩叶、塩月希依音、新澤菜央、龍本弥生、出口結菜、水田詩織、芳野心咲 | 青原和花、安部若菜、黒島咲花、坂下真心、坂田心咲、坂本理紗、桜田彩叶、塩月希依音、新澤菜央、龍本弥生、出口結菜、水田詩織、芳野心咲 | 青原和花、安部若菜、黒島咲花、坂下真心、坂田心咲、坂本理紗、桜田彩叶、塩月希依音、新澤菜央、龍本弥生、出口結菜、水田詩織、芳野心咲 | 29th「これが愛なのか?」 | [ 注 65 ]                     |                      |
| 青春テトラポット | テトラ | ナスカ | mellow | 29th「これが愛なのか?」 |                               |                      |
| 泉綾乃、川上千尋、上西怜、山本望叶 | 泉綾乃、川上千尋、上西怜、山本望叶 | 泉綾乃、川上千尋、上西怜、山本望叶 | 泉綾乃、川上千尋、上西怜、山本望叶 | 29th「これが愛なのか?」 | [ 注 81 ] [ 注 82 ]           |                      |
| おとめのアイス | テトラ | 本間大雅 | 本間大雅 | 29th「これが愛なのか?」 |                               |                      |
| 泉綾乃、川上千尋、上西怜、山本望叶 | 泉綾乃、川上千尋、上西怜、山本望叶 | 泉綾乃、川上千尋、上西怜、山本望叶 | 泉綾乃、川上千尋、上西怜、山本望叶 | 29th「これが愛なのか?」 | [ 注 81 ] [ 注 82 ]           |                      |
| がんばらぬわい | | 中村歩、野口大志 | 中村歩、野口大志 | 30th「がんばらぬわい」 |                               |                      |
| 安部若菜、泉綾乃、瓶野神音、川上千尋、小嶋花梨、坂下真心、坂田心咲、桜田彩叶、塩月希依音、上西怜、新澤菜央、隅野和奏、高橋ことね、出口結菜、芳賀礼、平山真衣、眞鍋杏樹、三鴨くるみ、水田詩織、山本望叶、和田海佑 | 安部若菜、泉綾乃、瓶野神音、川上千尋、小嶋花梨、坂下真心、坂田心咲、桜田彩叶、塩月希依音、上西怜、新澤菜央、隅野和奏、高橋ことね、出口結菜、芳賀礼、平山真衣、眞鍋杏樹、三鴨くるみ、水田詩織、山本望叶、和田海佑 | 安部若菜、泉綾乃、瓶野神音、川上千尋、小嶋花梨、坂下真心、坂田心咲、桜田彩叶、塩月希依音、上西怜、新澤菜央、隅野和奏、高橋ことね、出口結菜、芳賀礼、平山真衣、眞鍋杏樹、三鴨くるみ、水田詩織、山本望叶、和田海佑 | 安部若菜、泉綾乃、瓶野神音、川上千尋、小嶋花梨、坂下真心、坂田心咲、桜田彩叶、塩月希依音、上西怜、新澤菜央、隅野和奏、高橋ことね、出口結菜、芳賀礼、平山真衣、眞鍋杏樹、三鴨くるみ、水田詩織、山本望叶、和田海佑 | 30th「がんばらぬわい」 | [ 注 62 ]                     |                      |
| 夕陽はどこへ行く? | 上西怜 | 飯野麟太郎 | 野中“まさ”雄一 | 30th「がんばらぬわい」 |                               |                      |
| 上西怜 | | | | 30th「がんばらぬわい」 |                               |                      |
| 愛が終わってもSelfish | 白組 | Masayoshi Kawabata | Masayoshi Kawabata | 30th「がんばらぬわい」 |                               |                      |
| 青原和花、安部若菜、泉綾乃、板垣心和、瓶野神音、川上千尋、小嶋花梨、坂本理紗、塩月希依音、田中雪乃、出口結菜、平山真衣、松岡さくら、松本海日菜、眞鍋杏樹、山本望叶、芳野心咲 | 青原和花、安部若菜、泉綾乃、板垣心和、瓶野神音、川上千尋、小嶋花梨、坂本理紗、塩月希依音、田中雪乃、出口結菜、平山真衣、松岡さくら、松本海日菜、眞鍋杏樹、山本望叶、芳野心咲 | 青原和花、安部若菜、泉綾乃、板垣心和、瓶野神音、川上千尋、小嶋花梨、坂本理紗、塩月希依音、田中雪乃、出口結菜、平山真衣、松岡さくら、松本海日菜、眞鍋杏樹、山本望叶、芳野心咲 | 青原和花、安部若菜、泉綾乃、板垣心和、瓶野神音、川上千尋、小嶋花梨、坂本理紗、塩月希依音、田中雪乃、出口結菜、平山真衣、松岡さくら、松本海日菜、眞鍋杏樹、山本望叶、芳野心咲 | 30th「がんばらぬわい」 | [ 注 65 ]                     |                      |
| めっちゃラブユー | 紅組 | 川浦正大、Toshikazu.K | 川浦正大、Toshikazu.K | 30th「がんばらぬわい」 |                               |                      |
| 青原優花、池帆乃香、黒島咲花、坂下真心、坂田心咲、桜田彩叶、上西怜、新澤菜央、隅野和奏、龍本弥生、芳賀礼、原かれん、福野杏実、松野美桜、水田詩織、吉見純音、和田海佑 | 青原優花、池帆乃香、黒島咲花、坂下真心、坂田心咲、桜田彩叶、上西怜、新澤菜央、隅野和奏、龍本弥生、芳賀礼、原かれん、福野杏実、松野美桜、水田詩織、吉見純音、和田海佑 | 青原優花、池帆乃香、黒島咲花、坂下真心、坂田心咲、桜田彩叶、上西怜、新澤菜央、隅野和奏、龍本弥生、芳賀礼、原かれん、福野杏実、松野美桜、水田詩織、吉見純音、和田海佑 | 青原優花、池帆乃香、黒島咲花、坂下真心、坂田心咲、桜田彩叶、上西怜、新澤菜央、隅野和奏、龍本弥生、芳賀礼、原かれん、福野杏実、松野美桜、水田詩織、吉見純音、和田海佑 | 30th「がんばらぬわい」 | [ 注 83 ]                     |                      |
| さらば純情 | 8期生・9期生・10期生 | ヤナガワタカオ | ヤナガワタカオ | 30th「がんばらぬわい」 |                               |                      |
| 青原優花、青原和花、池帆乃香、板垣心和、黒島咲花、坂下真心、坂田心咲、坂本理紗、桜田彩叶、龍本弥生、田中雪乃、芳賀礼、福野杏実、松岡さくら、松野美桜、松本海日菜、吉見純音、池田典愛、衣笠彩実、渋谷紗雪、田中美空、西由真、西島梨央、西田帆花、舟橋礼菜、宮本杏海、石山千尋、岩波柚花、内田愛彩、木根彩呂花、澁谷愛紗南、高橋ことね、竹田京加、田中ミリア、中川朋香、永田楓花、三鴨くるみ、宮崎紗衣、宮原心音、村井悠莉、山口美桜                                                                                 | 青原優花、青原和花、池帆乃香、板垣心和、黒島咲花、坂下真心、坂田心咲、坂本理紗、桜田彩叶、龍本弥生、田中雪乃、芳賀礼、福野杏実、松岡さくら、松野美桜、松本海日菜、吉見純音、池田典愛、衣笠彩実、渋谷紗雪、田中美空、西由真、西島梨央、西田帆花、舟橋礼菜、宮本杏海、石山千尋、岩波柚花、内田愛彩、木根彩呂花、澁谷愛紗南、高橋ことね、竹田京加、田中ミリア、中川朋香、永田楓花、三鴨くるみ、宮崎紗衣、宮原心音、村井悠莉、山口美桜 | 青原優花、青原和花、池帆乃香、板垣心和、黒島咲花、坂下真心、坂田心咲、坂本理紗、桜田彩叶、龍本弥生、田中雪乃、芳賀礼、福野杏実、松岡さくら、松野美桜、松本海日菜、吉見純音、池田典愛、衣笠彩実、渋谷紗雪、田中美空、西由真、西島梨央、西田帆花、舟橋礼菜、宮本杏海、石山千尋、岩波柚花、内田愛彩、木根彩呂花、澁谷愛紗南、高橋ことね、竹田京加、田中ミリア、中川朋香、永田楓花、三鴨くるみ、宮崎紗衣、宮原心音、村井悠莉、山口美桜 | 青原優花、青原和花、池帆乃香、板垣心和、黒島咲花、坂下真心、坂田心咲、坂本理紗、桜田彩叶、龍本弥生、田中雪乃、芳賀礼、福野杏実、松岡さくら、松野美桜、松本海日菜、吉見純音、池田典愛、衣笠彩実、渋谷紗雪、田中美空、西由真、西島梨央、西田帆花、舟橋礼菜、宮本杏海、石山千尋、岩波柚花、内田愛彩、木根彩呂花、澁谷愛紗南、高橋ことね、竹田京加、田中ミリア、中川朋香、永田楓花、三鴨くるみ、宮崎紗衣、宮原心音、村井悠莉、山口美桜 | 30th「がんばらぬわい」 | [ 注 83 ]                     |                      |
| 2025 | | | | |                               |                      |
| チューストライク | | 田中マッシュ | 田中マッシュ | 31st「チューストライク」 |                               |                      |
| 青原優花、青原和花、安部若菜、泉綾乃、川上千尋、小嶋花梨、坂下真心、坂田心咲、桜田彩叶、塩月希依音、新澤菜央、芳賀礼、平山真衣、三鴨くるみ、山本望叶、和田海佑 | 青原優花、青原和花、安部若菜、泉綾乃、川上千尋、小嶋花梨、坂下真心、坂田心咲、桜田彩叶、塩月希依音、新澤菜央、芳賀礼、平山真衣、三鴨くるみ、山本望叶、和田海佑 | 青原優花、青原和花、安部若菜、泉綾乃、川上千尋、小嶋花梨、坂下真心、坂田心咲、桜田彩叶、塩月希依音、新澤菜央、芳賀礼、平山真衣、三鴨くるみ、山本望叶、和田海佑 | 青原優花、青原和花、安部若菜、泉綾乃、川上千尋、小嶋花梨、坂下真心、坂田心咲、桜田彩叶、塩月希依音、新澤菜央、芳賀礼、平山真衣、三鴨くるみ、山本望叶、和田海佑 | 31st「チューストライク」 | [ 注 65 ]                     |                      |
| Gotcha | Team N | | | 31st「チューストライク」 |                               |                      |
| 青原優花、池田典愛、泉綾乃、川上千尋、小嶋花梨、渋谷紗雪、田中雪乃、平山真衣、福野杏実、松岡さくら、松本海日菜、宮本杏海 | | | | 31st「チューストライク」 |                               |                      |
| あの船長を選んだのは俺たちじゃない | Team M | | | 31st「チューストライク」 |                               |                      |
| 池帆乃香、板垣心和、田中美空、西由真、西島梨央、西田帆花、芳賀礼、眞鍋杏樹、山本望叶、吉見純音、和田海佑 | | | | 31st「チューストライク」 |                               |                      |
| もっと永遠に | Team BII | | | 31st「チューストライク」 |                               |                      |
| 青原和花、安部若菜、衣笠彩実、黒島咲花、坂下真心、坂田心咲、坂本理紗、桜田彩叶、塩月希依音、新澤菜央、龍本弥生、舟橋礼菜、水田詩織、芳野心咲 | | | | 31st「チューストライク」 |                               |                      |
| 風車 | 10期研究生 | | | 31st「チューストライク」 |                               |                      |
| 石山千尋、内田愛彩、木根彩呂花、澁谷愛紗南、高橋ことね、竹田京加、田中ミリア、中川朋香、永田楓花、三鴨くるみ、宮崎紗衣、宮原心音、村井悠莉、山口美桜 | | | | 31st「チューストライク」 |                               |                      |

## アルバム
小目次: 2013 - 2014 - 2017 - 2023
| 年   | 楽曲名 | 名義 | 作曲 | 編曲 | 収録                                       | 脚注             |
| 年   | 歌唱メンバー | 歌唱メンバー | 歌唱メンバー | 歌唱メンバー | 収録                                       | 脚注             |
| ---- | --- | --- | --- | --- | ------------------------------------------ | ---------------- |
| 2013 | てっぺんとったんで! | | 横健介 | 武藤星児 | 1st『てっぺんとったんで!』                 |                  |
| 2013 | 赤澤萌乃、明石奈津子、東由樹、石田優美、石塚朱莉、石原雅子、井尻晏菜、植田碧麗、鵜野みずき、梅原真子、太田夢莉、大段舞依、小笠原茉由、小川乃愛、沖田彩華、加藤夕夏、門脇佳奈子、上枝恵美加、川上千尋、川上礼奈、岸野里香、木下春奈、木下百花、日下このみ、久代梨奈、黒川葉月、河野早紀、古賀成美、小谷里歩、小林莉加子、小柳有沙、近藤里奈、篠原栞那、島田玲奈、上西恵、渋谷凪咲、嶋崎百萌香、白間美瑠、杉野莉沙、高野祐衣、高山梨子、谷川愛梨、照井穂乃佳、中川紘美、中野麗来、西澤瑠莉奈、西村愛華、林萌々香、久田莉子、廣瀬聖七、福本愛菜、松岡知穂、松村芽久未、三浦亜莉沙、三田麻央、村上文香、村瀬紗英、室加奈子、森田彩花、矢倉楓子、薮下柊、山内つばさ、山尾梨奈、山岸奈津美、山口夕輝、山田菜々、山本彩、山本ひとみ、横山由依、與儀ケイラ、吉田朱里、渡辺美優紀 | 赤澤萌乃、明石奈津子、東由樹、石田優美、石塚朱莉、石原雅子、井尻晏菜、植田碧麗、鵜野みずき、梅原真子、太田夢莉、大段舞依、小笠原茉由、小川乃愛、沖田彩華、加藤夕夏、門脇佳奈子、上枝恵美加、川上千尋、川上礼奈、岸野里香、木下春奈、木下百花、日下このみ、久代梨奈、黒川葉月、河野早紀、古賀成美、小谷里歩、小林莉加子、小柳有沙、近藤里奈、篠原栞那、島田玲奈、上西恵、渋谷凪咲、嶋崎百萌香、白間美瑠、杉野莉沙、高野祐衣、高山梨子、谷川愛梨、照井穂乃佳、中川紘美、中野麗来、西澤瑠莉奈、西村愛華、林萌々香、久田莉子、廣瀬聖七、福本愛菜、松岡知穂、松村芽久未、三浦亜莉沙、三田麻央、村上文香、村瀬紗英、室加奈子、森田彩花、矢倉楓子、薮下柊、山内つばさ、山尾梨奈、山岸奈津美、山口夕輝、山田菜々、山本彩、山本ひとみ、横山由依、與儀ケイラ、吉田朱里、渡辺美優紀 | 赤澤萌乃、明石奈津子、東由樹、石田優美、石塚朱莉、石原雅子、井尻晏菜、植田碧麗、鵜野みずき、梅原真子、太田夢莉、大段舞依、小笠原茉由、小川乃愛、沖田彩華、加藤夕夏、門脇佳奈子、上枝恵美加、川上千尋、川上礼奈、岸野里香、木下春奈、木下百花、日下このみ、久代梨奈、黒川葉月、河野早紀、古賀成美、小谷里歩、小林莉加子、小柳有沙、近藤里奈、篠原栞那、島田玲奈、上西恵、渋谷凪咲、嶋崎百萌香、白間美瑠、杉野莉沙、高野祐衣、高山梨子、谷川愛梨、照井穂乃佳、中川紘美、中野麗来、西澤瑠莉奈、西村愛華、林萌々香、久田莉子、廣瀬聖七、福本愛菜、松岡知穂、松村芽久未、三浦亜莉沙、三田麻央、村上文香、村瀬紗英、室加奈子、森田彩花、矢倉楓子、薮下柊、山内つばさ、山尾梨奈、山岸奈津美、山口夕輝、山田菜々、山本彩、山本ひとみ、横山由依、與儀ケイラ、吉田朱里、渡辺美優紀 | 赤澤萌乃、明石奈津子、東由樹、石田優美、石塚朱莉、石原雅子、井尻晏菜、植田碧麗、鵜野みずき、梅原真子、太田夢莉、大段舞依、小笠原茉由、小川乃愛、沖田彩華、加藤夕夏、門脇佳奈子、上枝恵美加、川上千尋、川上礼奈、岸野里香、木下春奈、木下百花、日下このみ、久代梨奈、黒川葉月、河野早紀、古賀成美、小谷里歩、小林莉加子、小柳有沙、近藤里奈、篠原栞那、島田玲奈、上西恵、渋谷凪咲、嶋崎百萌香、白間美瑠、杉野莉沙、高野祐衣、高山梨子、谷川愛梨、照井穂乃佳、中川紘美、中野麗来、西澤瑠莉奈、西村愛華、林萌々香、久田莉子、廣瀬聖七、福本愛菜、松岡知穂、松村芽久未、三浦亜莉沙、三田麻央、村上文香、村瀬紗英、室加奈子、森田彩花、矢倉楓子、薮下柊、山内つばさ、山尾梨奈、山岸奈津美、山口夕輝、山田菜々、山本彩、山本ひとみ、横山由依、與儀ケイラ、吉田朱里、渡辺美優紀 | 1st『てっぺんとったんで!』                 | [ 注 9 ]         |
| 2013 | 12月31日 | | 川浦正大 | 川浦正大 | 1st『てっぺんとったんで!』                 |                  |
| 2013 | 小笠原茉由、加藤夕夏、門脇佳奈子、小谷里歩、上西恵、白間美瑠、谷川愛梨、福本愛菜、矢倉楓子、薮下柊、山田菜々、山本彩、與儀ケイラ、横山由依、吉田朱里、渡辺美優紀 | 小笠原茉由、加藤夕夏、門脇佳奈子、小谷里歩、上西恵、白間美瑠、谷川愛梨、福本愛菜、矢倉楓子、薮下柊、山田菜々、山本彩、與儀ケイラ、横山由依、吉田朱里、渡辺美優紀 | 小笠原茉由、加藤夕夏、門脇佳奈子、小谷里歩、上西恵、白間美瑠、谷川愛梨、福本愛菜、矢倉楓子、薮下柊、山田菜々、山本彩、與儀ケイラ、横山由依、吉田朱里、渡辺美優紀 | 小笠原茉由、加藤夕夏、門脇佳奈子、小谷里歩、上西恵、白間美瑠、谷川愛梨、福本愛菜、矢倉楓子、薮下柊、山田菜々、山本彩、與儀ケイラ、横山由依、吉田朱里、渡辺美優紀 | 1st『てっぺんとったんで!』                 | [ 注 3 ]         |
| 2013 | Lily | team N | HRK | HRK | 1st『てっぺんとったんで!』                 |                  |
| 2013 | 小笠原茉由、門脇佳奈子、岸野里香、木下春奈、小谷里歩、近藤里奈、篠原栞那、上西恵、白間美瑠、福本愛菜、山口夕輝、山田菜々、山本彩、横山由依、吉田朱里、渡辺美優紀 | 小笠原茉由、門脇佳奈子、岸野里香、木下春奈、小谷里歩、近藤里奈、篠原栞那、上西恵、白間美瑠、福本愛菜、山口夕輝、山田菜々、山本彩、横山由依、吉田朱里、渡辺美優紀 | 小笠原茉由、門脇佳奈子、岸野里香、木下春奈、小谷里歩、近藤里奈、篠原栞那、上西恵、白間美瑠、福本愛菜、山口夕輝、山田菜々、山本彩、横山由依、吉田朱里、渡辺美優紀 | 小笠原茉由、門脇佳奈子、岸野里香、木下春奈、小谷里歩、近藤里奈、篠原栞那、上西恵、白間美瑠、福本愛菜、山口夕輝、山田菜々、山本彩、横山由依、吉田朱里、渡辺美優紀 | 1st『てっぺんとったんで!』                 | [ 注 3 ]         |
| 2013 | With my soul | team M | DARIA、FUYUKI | 佐々木裕 | 1st『てっぺんとったんで!』                 |                  |
| 2013 | 東由樹、沖田彩華、川上礼奈、木下百花、小柳有沙、島田玲奈、高野祐衣、谷川愛梨、三田麻央、村上文香、村瀬紗英、矢倉楓子、山岸奈津美、山本ひとみ、與儀ケイラ | 東由樹、沖田彩華、川上礼奈、木下百花、小柳有沙、島田玲奈、高野祐衣、谷川愛梨、三田麻央、村上文香、村瀬紗英、矢倉楓子、山岸奈津美、山本ひとみ、與儀ケイラ | 東由樹、沖田彩華、川上礼奈、木下百花、小柳有沙、島田玲奈、高野祐衣、谷川愛梨、三田麻央、村上文香、村瀬紗英、矢倉楓子、山岸奈津美、山本ひとみ、與儀ケイラ | 東由樹、沖田彩華、川上礼奈、木下百花、小柳有沙、島田玲奈、高野祐衣、谷川愛梨、三田麻央、村上文香、村瀬紗英、矢倉楓子、山岸奈津美、山本ひとみ、與儀ケイラ | 1st『てっぺんとったんで!』                 | [ 注 17 ]        |
| 2013 | アーモンドクロワッサン計画 | team BII | 草野よしひろ | 清水哲平 | 1st『てっぺんとったんで!』                 |                  |
| 2013 | 赤澤萌乃、石塚朱莉、井尻晏菜、植田碧麗、梅原真子、太田夢莉、加藤夕夏、上枝恵美加、日下このみ、久代梨奈、黒川葉月、河野早紀、小林莉加子、室加奈子、薮下柊、山内つばさ | 赤澤萌乃、石塚朱莉、井尻晏菜、植田碧麗、梅原真子、太田夢莉、加藤夕夏、上枝恵美加、日下このみ、久代梨奈、黒川葉月、河野早紀、小林莉加子、室加奈子、薮下柊、山内つばさ | 赤澤萌乃、石塚朱莉、井尻晏菜、植田碧麗、梅原真子、太田夢莉、加藤夕夏、上枝恵美加、日下このみ、久代梨奈、黒川葉月、河野早紀、小林莉加子、室加奈子、薮下柊、山内つばさ | 赤澤萌乃、石塚朱莉、井尻晏菜、植田碧麗、梅原真子、太田夢莉、加藤夕夏、上枝恵美加、日下このみ、久代梨奈、黒川葉月、河野早紀、小林莉加子、室加奈子、薮下柊、山内つばさ | 1st『てっぺんとったんで!』                 | [ 注 85 ]        |
| 2013 | なめくじハート | 超アイドル選抜 | 川浦正大 | 野中“まさ”雄一 | 1st『てっぺんとったんで!』                 |                  |
| 2013 | 太田夢莉、久代梨奈、近藤里奈、白間美瑠、西村愛華、矢倉楓子、薮下柊、與儀ケイラ、渡辺美優紀 | 太田夢莉、久代梨奈、近藤里奈、白間美瑠、西村愛華、矢倉楓子、薮下柊、與儀ケイラ、渡辺美優紀 | 太田夢莉、久代梨奈、近藤里奈、白間美瑠、西村愛華、矢倉楓子、薮下柊、與儀ケイラ、渡辺美優紀 | 太田夢莉、久代梨奈、近藤里奈、白間美瑠、西村愛華、矢倉楓子、薮下柊、與儀ケイラ、渡辺美優紀 | 1st『てっぺんとったんで!』                 | [ 注 2 ]         |
| 2013 | 太宰治を読んだか? | | 杉森舞 | 河田貴央 | 1st『てっぺんとったんで!』                 |                  |
| 2013 | 山田菜々、山本彩、横山由依 | 山田菜々、山本彩、横山由依 | 山田菜々、山本彩、横山由依 | 山田菜々、山本彩、横山由依 | 1st『てっぺんとったんで!』                 | [ 注 3 ]         |
| 2014 | イビサガール | | フジノタカフミ | 生田真心 | 2nd『世界の中心は大阪や 〜なんば自治区〜』 |                  |
| 2014 | 市川美織、梅田彩佳、太田夢莉、柏木由紀、加藤夕夏、門脇佳奈子、小谷里歩、渋谷凪咲、上西恵、白間美瑠、高野祐衣、谷川愛梨、高柳明音、藤江れいな、村瀬紗英、村重杏奈、矢倉楓子、薮下柊、山田菜々、山本彩、吉田朱里、渡辺美優紀 | 市川美織、梅田彩佳、太田夢莉、柏木由紀、加藤夕夏、門脇佳奈子、小谷里歩、渋谷凪咲、上西恵、白間美瑠、高野祐衣、谷川愛梨、高柳明音、藤江れいな、村瀬紗英、村重杏奈、矢倉楓子、薮下柊、山田菜々、山本彩、吉田朱里、渡辺美優紀 | 市川美織、梅田彩佳、太田夢莉、柏木由紀、加藤夕夏、門脇佳奈子、小谷里歩、渋谷凪咲、上西恵、白間美瑠、高野祐衣、谷川愛梨、高柳明音、藤江れいな、村瀬紗英、村重杏奈、矢倉楓子、薮下柊、山田菜々、山本彩、吉田朱里、渡辺美優紀 | 市川美織、梅田彩佳、太田夢莉、柏木由紀、加藤夕夏、門脇佳奈子、小谷里歩、渋谷凪咲、上西恵、白間美瑠、高野祐衣、谷川愛梨、高柳明音、藤江れいな、村瀬紗英、村重杏奈、矢倉楓子、薮下柊、山田菜々、山本彩、吉田朱里、渡辺美優紀 | 2nd『世界の中心は大阪や 〜なんば自治区〜』 | [ 注 3 ]         |
| 2014 | “生徒手帳の写真は気に入っていない”の法則 | | 石井健太郎 | 石井健太郎 | 2nd『世界の中心は大阪や 〜なんば自治区〜』 |                  |
| 2014 | 小笠原茉由、門脇佳奈子、木下春奈、木下百花、小谷里歩、近藤里奈、渋谷凪咲、上西恵、白間美瑠、村上文香、矢倉楓子、薮下柊、山田菜々、山本彩、吉田朱里、渡辺美優紀 | 小笠原茉由、門脇佳奈子、木下春奈、木下百花、小谷里歩、近藤里奈、渋谷凪咲、上西恵、白間美瑠、村上文香、矢倉楓子、薮下柊、山田菜々、山本彩、吉田朱里、渡辺美優紀 | 小笠原茉由、門脇佳奈子、木下春奈、木下百花、小谷里歩、近藤里奈、渋谷凪咲、上西恵、白間美瑠、村上文香、矢倉楓子、薮下柊、山田菜々、山本彩、吉田朱里、渡辺美優紀 | 小笠原茉由、門脇佳奈子、木下春奈、木下百花、小谷里歩、近藤里奈、渋谷凪咲、上西恵、白間美瑠、村上文香、矢倉楓子、薮下柊、山田菜々、山本彩、吉田朱里、渡辺美優紀 | 2nd『世界の中心は大阪や 〜なんば自治区〜』 | [ 注 9 ]         |
| 2014 | 電車を降りる | Team N | 渡辺淳 | 渡辺淳 | 2nd『世界の中心は大阪や 〜なんば自治区〜』 |                  |
| 2014 | 太田夢莉、柏木由紀、加藤夕夏、岸野里香、河野早紀、古賀成美、小谷里歩、上西恵、須藤凜々花、西村愛華、村重杏奈、室加奈子、山内つばさ、山岸奈津美、山口夕輝、山本彩、與儀ケイラ、吉田朱里 | 太田夢莉、柏木由紀、加藤夕夏、岸野里香、河野早紀、古賀成美、小谷里歩、上西恵、須藤凜々花、西村愛華、村重杏奈、室加奈子、山内つばさ、山岸奈津美、山口夕輝、山本彩、與儀ケイラ、吉田朱里 | 太田夢莉、柏木由紀、加藤夕夏、岸野里香、河野早紀、古賀成美、小谷里歩、上西恵、須藤凜々花、西村愛華、村重杏奈、室加奈子、山内つばさ、山岸奈津美、山口夕輝、山本彩、與儀ケイラ、吉田朱里 | 太田夢莉、柏木由紀、加藤夕夏、岸野里香、河野早紀、古賀成美、小谷里歩、上西恵、須藤凜々花、西村愛華、村重杏奈、室加奈子、山内つばさ、山岸奈津美、山口夕輝、山本彩、與儀ケイラ、吉田朱里 | 2nd『世界の中心は大阪や 〜なんば自治区〜』 | [ 注 37 ]        |
| 2014 | 夏の催眠術 | Team M | 板垣祐介 | 板垣祐介 | 2nd『世界の中心は大阪や 〜なんば自治区〜』 |                  |
| 2014 | 東由樹、石塚朱莉、沖田彩華、川上礼奈、木下百花、久代梨奈、近藤里奈、白間美瑠、高野祐衣、武井紗良、谷川愛梨、藤江れいな、三浦亜莉沙、三田麻央、村上文香、村瀬紗英、矢倉楓子、山田菜々 | 東由樹、石塚朱莉、沖田彩華、川上礼奈、木下百花、久代梨奈、近藤里奈、白間美瑠、高野祐衣、武井紗良、谷川愛梨、藤江れいな、三浦亜莉沙、三田麻央、村上文香、村瀬紗英、矢倉楓子、山田菜々 | 東由樹、石塚朱莉、沖田彩華、川上礼奈、木下百花、久代梨奈、近藤里奈、白間美瑠、高野祐衣、武井紗良、谷川愛梨、藤江れいな、三浦亜莉沙、三田麻央、村上文香、村瀬紗英、矢倉楓子、山田菜々 | 東由樹、石塚朱莉、沖田彩華、川上礼奈、木下百花、久代梨奈、近藤里奈、白間美瑠、高野祐衣、武井紗良、谷川愛梨、藤江れいな、三浦亜莉沙、三田麻央、村上文香、村瀬紗英、矢倉楓子、山田菜々 | 2nd『世界の中心は大阪や 〜なんば自治区〜』 | [ 注 35 ]        |
| 2014 | 君にヤラレタ | Team BII | 伊比裕一郎 | 野中“まさ”雄一 | 2nd『世界の中心は大阪や 〜なんば自治区〜』 |                  |
| 2014 | 井尻晏菜、磯佳奈江、市川美織、植田碧麗、梅田彩佳、門脇佳奈子、上枝恵美加、川上千尋、木下春奈、日下このみ、黒川葉月、渋谷凪咲、高柳明音、内木志、林萌々香、薮下柊、渡辺美優紀 | 井尻晏菜、磯佳奈江、市川美織、植田碧麗、梅田彩佳、門脇佳奈子、上枝恵美加、川上千尋、木下春奈、日下このみ、黒川葉月、渋谷凪咲、高柳明音、内木志、林萌々香、薮下柊、渡辺美優紀 | 井尻晏菜、磯佳奈江、市川美織、植田碧麗、梅田彩佳、門脇佳奈子、上枝恵美加、川上千尋、木下春奈、日下このみ、黒川葉月、渋谷凪咲、高柳明音、内木志、林萌々香、薮下柊、渡辺美優紀 | 井尻晏菜、磯佳奈江、市川美織、植田碧麗、梅田彩佳、門脇佳奈子、上枝恵美加、川上千尋、木下春奈、日下このみ、黒川葉月、渋谷凪咲、高柳明音、内木志、林萌々香、薮下柊、渡辺美優紀 | 2nd『世界の中心は大阪や 〜なんば自治区〜』 | [ 注 2 ]         |
| 2014 | 想像の詩人 | 研究生 | 丸谷マナブ | 板垣祐介 | 2nd『世界の中心は大阪や 〜なんば自治区〜』 |                  |
| 2014 | 明石奈津子、石田優美、鵜野みずき、大段舞依、城恵理子、高山梨子、照井穂乃佳、中野麗来、西澤瑠莉奈、松岡知穂、松村芽久未、森田彩花、山尾梨奈 | 明石奈津子、石田優美、鵜野みずき、大段舞依、城恵理子、高山梨子、照井穂乃佳、中野麗来、西澤瑠莉奈、松岡知穂、松村芽久未、森田彩花、山尾梨奈 | 明石奈津子、石田優美、鵜野みずき、大段舞依、城恵理子、高山梨子、照井穂乃佳、中野麗来、西澤瑠莉奈、松岡知穂、松村芽久未、森田彩花、山尾梨奈 | 明石奈津子、石田優美、鵜野みずき、大段舞依、城恵理子、高山梨子、照井穂乃佳、中野麗来、西澤瑠莉奈、松岡知穂、松村芽久未、森田彩花、山尾梨奈 | 2nd『世界の中心は大阪や 〜なんば自治区〜』 | [ 注 88 ]        |
| 2014 | 抱きしめたいけど | | in the Tz | 野中“まさ”雄一 | 2nd『世界の中心は大阪や 〜なんば自治区〜』 |                  |
| 2014 | 山本彩 | | | | 2nd『世界の中心は大阪や 〜なんば自治区〜』 |                  |
| 2014 | ピーク | | すみだしんや | 若田部誠 | 2nd『世界の中心は大阪や 〜なんば自治区〜』 |                  |
| 2014 | 市川美織、梅田彩佳、太田夢莉、加藤夕夏、城恵理子、渋谷凪咲、白間美瑠、高柳明音、藤江れいな、村瀬紗英、矢倉楓子、薮下柊、山田菜々 | 市川美織、梅田彩佳、太田夢莉、加藤夕夏、城恵理子、渋谷凪咲、白間美瑠、高柳明音、藤江れいな、村瀬紗英、矢倉楓子、薮下柊、山田菜々 | 市川美織、梅田彩佳、太田夢莉、加藤夕夏、城恵理子、渋谷凪咲、白間美瑠、高柳明音、藤江れいな、村瀬紗英、矢倉楓子、薮下柊、山田菜々 | 市川美織、梅田彩佳、太田夢莉、加藤夕夏、城恵理子、渋谷凪咲、白間美瑠、高柳明音、藤江れいな、村瀬紗英、矢倉楓子、薮下柊、山田菜々 | 2nd『世界の中心は大阪や 〜なんば自治区〜』 | [ 注 35 ]        |
| 2014 | ハートの独占権 | | 増田武史 | 増田武史 | 2nd『世界の中心は大阪や 〜なんば自治区〜』 |                  |
| 2014 | 柏木由紀、渡辺美優紀 | | | | 2nd『世界の中心は大阪や 〜なんば自治区〜』 |                  |
| 2017 | まさかシンガポール | | 太田貴之 | 太田貴之 | 3rd『難波愛〜今、思うこと〜』              |                  |
| 2017 | 市川美織、太田夢莉、加藤夕夏、川上千尋、木下百花、久代梨奈、渋谷凪咲、城恵理子、上西怜、白間美瑠、須藤凜々花、谷川愛梨、内木志、堀詩音、矢倉楓子、山本彩加、山本彩、吉田朱里 | 市川美織、太田夢莉、加藤夕夏、川上千尋、木下百花、久代梨奈、渋谷凪咲、城恵理子、上西怜、白間美瑠、須藤凜々花、谷川愛梨、内木志、堀詩音、矢倉楓子、山本彩加、山本彩、吉田朱里 | 市川美織、太田夢莉、加藤夕夏、川上千尋、木下百花、久代梨奈、渋谷凪咲、城恵理子、上西怜、白間美瑠、須藤凜々花、谷川愛梨、内木志、堀詩音、矢倉楓子、山本彩加、山本彩、吉田朱里 | 市川美織、太田夢莉、加藤夕夏、川上千尋、木下百花、久代梨奈、渋谷凪咲、城恵理子、上西怜、白間美瑠、須藤凜々花、谷川愛梨、内木志、堀詩音、矢倉楓子、山本彩加、山本彩、吉田朱里 | 3rd『難波愛〜今、思うこと〜』              | [ 注 29 ] [ 28 ] |
| 2017 | 難波愛 | | 依光輝久 | 依光輝久 | 3rd『難波愛〜今、思うこと〜』              |                  |
| 2017 | 明石奈津子、東由樹、安藤愛璃菜、石田優美、石塚朱莉、磯佳奈江、井尻晏菜、市川美織、岩田桃夏、植村梓、鵜野みずき、梅山恋和、太田夢莉、大段舞依、沖田彩華、加藤夕夏、川上千尋、川上礼奈、木下百花、日下このみ、久代梨奈、古賀成美、小嶋花梨、渋谷凪咲、清水里香、城恵理子、上西怜、白間美瑠、須藤凜々花、武井紗良、谷川愛梨、内木志、中川美音、中野麗来、西澤瑠莉奈、林萌々香、堀詩音、本郷柚巴、松村芽久未、水田詩織、溝川実来、三田麻央、村瀬紗英、森田彩花、矢倉楓子、安田桃寧、山尾梨奈、山田寿々、山本彩加、山本彩、吉田朱里 | | | | 3rd『難波愛〜今、思うこと〜』              |                  |
| 2017 | 僕は愛されてはいない | 白間美瑠 | 梅口敦史 | 佐々木裕 | 3rd『難波愛〜今、思うこと〜』              |                  |
| 2017 | 白間美瑠 | | | | 3rd『難波愛〜今、思うこと〜』              |                  |
| 2017 | サササ サイコー! | | K-WONDER・SAS3 | 野中“まさ”雄一 | 3rd『難波愛〜今、思うこと〜』              |                  |
| 2017 | 岩田桃夏、梅山恋和、上西怜、溝川実来、山田寿々、山本彩加 | 岩田桃夏、梅山恋和、上西怜、溝川実来、山田寿々、山本彩加 | 岩田桃夏、梅山恋和、上西怜、溝川実来、山田寿々、山本彩加 | 岩田桃夏、梅山恋和、上西怜、溝川実来、山田寿々、山本彩加 | 3rd『難波愛〜今、思うこと〜』              | [ 注 55 ] [ 29 ] |
| 2023 | Done | | 井上ヨシマサ | 井上ヨシマサ | 4th『NMB13』                               |                  |
| 2023 | 安部若菜、泉綾乃、加藤夕夏、川上千尋、小嶋花梨、坂田心咲、貞野遥香、塩月希依音、渋谷凪咲、上西怜、新澤菜央、隅野和奏、出口結菜、原かれん、前田令子、山本望叶 | 安部若菜、泉綾乃、加藤夕夏、川上千尋、小嶋花梨、坂田心咲、貞野遥香、塩月希依音、渋谷凪咲、上西怜、新澤菜央、隅野和奏、出口結菜、原かれん、前田令子、山本望叶 | 安部若菜、泉綾乃、加藤夕夏、川上千尋、小嶋花梨、坂田心咲、貞野遥香、塩月希依音、渋谷凪咲、上西怜、新澤菜央、隅野和奏、出口結菜、原かれん、前田令子、山本望叶 | 安部若菜、泉綾乃、加藤夕夏、川上千尋、小嶋花梨、坂田心咲、貞野遥香、塩月希依音、渋谷凪咲、上西怜、新澤菜央、隅野和奏、出口結菜、原かれん、前田令子、山本望叶 | 4th『NMB13』                               | [ 注 81 ]        |
| 2023 | 青春のラップタイム 2023 | | 川浦正大 | 野中“まさ”雄一 | 4th『NMB13』                               |                  |
| 2023 | 浅尾桃香、安部若菜、李始燕、石田優美、泉綾乃、鵜野みずき、加藤夕夏、瓶野神音、川上千尋、黒田楓和、小嶋花梨、坂田心咲、貞野遥香、佐月愛果、塩月希依音、渋谷凪咲、上西怜、新澤菜央、隅野和奏、出口結菜、中野美来、早川夢菜、原かれん、平山真衣、堀詩音、本郷柚巴、前田令子、眞鍋杏樹、水田詩織、山本望叶、芳野心咲、和田海佑、池帆乃香、黒島咲花、坂下真心、坂本理紗、桜田彩叶、龍本弥生、田中雪乃、福野杏実、松岡さくら、松野美桜、松本海日菜、山本光、青原優花、青原和花、池田典愛、板垣心和、衣笠彩実、阪本玲央、渋谷紗雪、田中美空、西由真、西島梨央、西田帆花、二瓶愛美、芳賀礼、舟橋礼菜、古川雪乃、宮本杏海、吉見純音 | 浅尾桃香、安部若菜、李始燕、石田優美、泉綾乃、鵜野みずき、加藤夕夏、瓶野神音、川上千尋、黒田楓和、小嶋花梨、坂田心咲、貞野遥香、佐月愛果、塩月希依音、渋谷凪咲、上西怜、新澤菜央、隅野和奏、出口結菜、中野美来、早川夢菜、原かれん、平山真衣、堀詩音、本郷柚巴、前田令子、眞鍋杏樹、水田詩織、山本望叶、芳野心咲、和田海佑、池帆乃香、黒島咲花、坂下真心、坂本理紗、桜田彩叶、龍本弥生、田中雪乃、福野杏実、松岡さくら、松野美桜、松本海日菜、山本光、青原優花、青原和花、池田典愛、板垣心和、衣笠彩実、阪本玲央、渋谷紗雪、田中美空、西由真、西島梨央、西田帆花、二瓶愛美、芳賀礼、舟橋礼菜、古川雪乃、宮本杏海、吉見純音 | 浅尾桃香、安部若菜、李始燕、石田優美、泉綾乃、鵜野みずき、加藤夕夏、瓶野神音、川上千尋、黒田楓和、小嶋花梨、坂田心咲、貞野遥香、佐月愛果、塩月希依音、渋谷凪咲、上西怜、新澤菜央、隅野和奏、出口結菜、中野美来、早川夢菜、原かれん、平山真衣、堀詩音、本郷柚巴、前田令子、眞鍋杏樹、水田詩織、山本望叶、芳野心咲、和田海佑、池帆乃香、黒島咲花、坂下真心、坂本理紗、桜田彩叶、龍本弥生、田中雪乃、福野杏実、松岡さくら、松野美桜、松本海日菜、山本光、青原優花、青原和花、池田典愛、板垣心和、衣笠彩実、阪本玲央、渋谷紗雪、田中美空、西由真、西島梨央、西田帆花、二瓶愛美、芳賀礼、舟橋礼菜、古川雪乃、宮本杏海、吉見純音 | 浅尾桃香、安部若菜、李始燕、石田優美、泉綾乃、鵜野みずき、加藤夕夏、瓶野神音、川上千尋、黒田楓和、小嶋花梨、坂田心咲、貞野遥香、佐月愛果、塩月希依音、渋谷凪咲、上西怜、新澤菜央、隅野和奏、出口結菜、中野美来、早川夢菜、原かれん、平山真衣、堀詩音、本郷柚巴、前田令子、眞鍋杏樹、水田詩織、山本望叶、芳野心咲、和田海佑、池帆乃香、黒島咲花、坂下真心、坂本理紗、桜田彩叶、龍本弥生、田中雪乃、福野杏実、松岡さくら、松野美桜、松本海日菜、山本光、青原優花、青原和花、池田典愛、板垣心和、衣笠彩実、阪本玲央、渋谷紗雪、田中美空、西由真、西島梨央、西田帆花、二瓶愛美、芳賀礼、舟橋礼菜、古川雪乃、宮本杏海、吉見純音 | 4th『NMB13』                               | [ 注 83 ]        |
| 2023 | 最高に下品なアタシ | 小嶋花梨 | 窪田祐二、永宮仁志 | APAZZI | 4th『NMB13』                               |                  |
| 2023 | 小嶋花梨 | | | | 4th『NMB13』                               |                  |
| 2023 | Enjoy無礼講! | りぷりっぷる | SaSA | SaSA | 4th『NMB13』                               |                  |
| 2023 | 小嶋花梨、坂田心咲、桜田彩叶、佐月愛果、新澤菜央、原かれん、山本望叶 | 小嶋花梨、坂田心咲、桜田彩叶、佐月愛果、新澤菜央、原かれん、山本望叶 | 小嶋花梨、坂田心咲、桜田彩叶、佐月愛果、新澤菜央、原かれん、山本望叶 | 小嶋花梨、坂田心咲、桜田彩叶、佐月愛果、新澤菜央、原かれん、山本望叶 | 4th『NMB13』                               | [ 注 81 ]        |
| 2023 | 今さら道頓堀 | | 板垣祐介 | 板垣祐介 | 4th『NMB13』                               |                  |
| 2023 | 安部若菜、石田優美、川上千尋、貞野遥香、塩月希依音、渋谷凪咲、上西怜、平山真衣、青原優花、坂下真心、田中雪乃 | 安部若菜、石田優美、川上千尋、貞野遥香、塩月希依音、渋谷凪咲、上西怜、平山真衣、青原優花、坂下真心、田中雪乃 | 安部若菜、石田優美、川上千尋、貞野遥香、塩月希依音、渋谷凪咲、上西怜、平山真衣、青原優花、坂下真心、田中雪乃 | 安部若菜、石田優美、川上千尋、貞野遥香、塩月希依音、渋谷凪咲、上西怜、平山真衣、青原優花、坂下真心、田中雪乃 | 4th『NMB13』                               | [ 注 65 ]        |
| 2023 | 想像のピストル | | 戸田康平 | 野中“まさ”雄一 | 4th『NMB13』                               |                  |
| 2023 | 浅尾桃香、安部若菜、李始燕、石田優美、泉綾乃、鵜野みずき、加藤夕夏、瓶野神音、川上千尋、黒田楓和、小嶋花梨、坂田心咲、貞野遥香、佐月愛果、塩月希依音、渋谷凪咲、上西怜、新澤菜央、隅野和奏、出口結菜、中野美来、早川夢菜、原かれん、平山真衣、堀詩音、本郷柚巴、前田令子、眞鍋杏樹、水田詩織、山本望叶、芳野心咲、和田海佑、池帆乃香、黒島咲花、坂下真心、坂本理紗、桜田彩叶、龍本弥生、田中雪乃、福野杏実、松岡さくら、松野美桜、松本海日菜、山本光、青原優花、青原和花、池田典愛、板垣心和、衣笠彩実、阪本玲央、渋谷紗雪、田中美空、西由真、西島梨央、西田帆花、二瓶愛美、芳賀礼、舟橋礼菜、古川雪乃、宮本杏海、吉見純音 | 浅尾桃香、安部若菜、李始燕、石田優美、泉綾乃、鵜野みずき、加藤夕夏、瓶野神音、川上千尋、黒田楓和、小嶋花梨、坂田心咲、貞野遥香、佐月愛果、塩月希依音、渋谷凪咲、上西怜、新澤菜央、隅野和奏、出口結菜、中野美来、早川夢菜、原かれん、平山真衣、堀詩音、本郷柚巴、前田令子、眞鍋杏樹、水田詩織、山本望叶、芳野心咲、和田海佑、池帆乃香、黒島咲花、坂下真心、坂本理紗、桜田彩叶、龍本弥生、田中雪乃、福野杏実、松岡さくら、松野美桜、松本海日菜、山本光、青原優花、青原和花、池田典愛、板垣心和、衣笠彩実、阪本玲央、渋谷紗雪、田中美空、西由真、西島梨央、西田帆花、二瓶愛美、芳賀礼、舟橋礼菜、古川雪乃、宮本杏海、吉見純音 | 浅尾桃香、安部若菜、李始燕、石田優美、泉綾乃、鵜野みずき、加藤夕夏、瓶野神音、川上千尋、黒田楓和、小嶋花梨、坂田心咲、貞野遥香、佐月愛果、塩月希依音、渋谷凪咲、上西怜、新澤菜央、隅野和奏、出口結菜、中野美来、早川夢菜、原かれん、平山真衣、堀詩音、本郷柚巴、前田令子、眞鍋杏樹、水田詩織、山本望叶、芳野心咲、和田海佑、池帆乃香、黒島咲花、坂下真心、坂本理紗、桜田彩叶、龍本弥生、田中雪乃、福野杏実、松岡さくら、松野美桜、松本海日菜、山本光、青原優花、青原和花、池田典愛、板垣心和、衣笠彩実、阪本玲央、渋谷紗雪、田中美空、西由真、西島梨央、西田帆花、二瓶愛美、芳賀礼、舟橋礼菜、古川雪乃、宮本杏海、吉見純音 | 浅尾桃香、安部若菜、李始燕、石田優美、泉綾乃、鵜野みずき、加藤夕夏、瓶野神音、川上千尋、黒田楓和、小嶋花梨、坂田心咲、貞野遥香、佐月愛果、塩月希依音、渋谷凪咲、上西怜、新澤菜央、隅野和奏、出口結菜、中野美来、早川夢菜、原かれん、平山真衣、堀詩音、本郷柚巴、前田令子、眞鍋杏樹、水田詩織、山本望叶、芳野心咲、和田海佑、池帆乃香、黒島咲花、坂下真心、坂本理紗、桜田彩叶、龍本弥生、田中雪乃、福野杏実、松岡さくら、松野美桜、松本海日菜、山本光、青原優花、青原和花、池田典愛、板垣心和、衣笠彩実、阪本玲央、渋谷紗雪、田中美空、西由真、西島梨央、西田帆花、二瓶愛美、芳賀礼、舟橋礼菜、古川雪乃、宮本杏海、吉見純音 | 4th『NMB13』                               | [ 注 83 ]        |

## その他
| 年   | 楽曲名 | 名義 | 作曲 | 編曲 | 収録                                   | 脚注             |
| 年   | 歌唱メンバー | 歌唱メンバー | 歌唱メンバー | 歌唱メンバー | 収録                                   | 脚注             |
| ---- | --- | --- | --- | --- | -------------------------------------- | ---------------- |
| 2012 | HA! | | 田中明仁 | 武藤星児 | AKB48 29thシングル「永遠プレッシャー」 |                  |
| 2012 | 小笠原茉由、加藤夕夏、小谷里歩、近藤里奈、島田玲奈、上西恵、白間美瑠、谷川愛梨、福本愛菜、矢倉楓子、薮下柊、山田菜々、山本彩、横山由依、吉田朱里、渡辺美優紀                   | 小笠原茉由、加藤夕夏、小谷里歩、近藤里奈、島田玲奈、上西恵、白間美瑠、谷川愛梨、福本愛菜、矢倉楓子、薮下柊、山田菜々、山本彩、横山由依、吉田朱里、渡辺美優紀                   | 小笠原茉由、加藤夕夏、小谷里歩、近藤里奈、島田玲奈、上西恵、白間美瑠、谷川愛梨、福本愛菜、矢倉楓子、薮下柊、山田菜々、山本彩、横山由依、吉田朱里、渡辺美優紀                   | 小笠原茉由、加藤夕夏、小谷里歩、近藤里奈、島田玲奈、上西恵、白間美瑠、谷川愛梨、福本愛菜、矢倉楓子、薮下柊、山田菜々、山本彩、横山由依、吉田朱里、渡辺美優紀                   | AKB48 29thシングル「永遠プレッシャー」 | [ 注 9 ]         |
| 2013 | 君と出会って僕は変わった | | 中野ゆう | 若田部誠 | AKB48 34thシングル「鈴懸の木の道で……」 |                  |
| 2013 | 市川美織、小笠原茉由、加藤夕夏、上枝恵美加、小谷里歩、渋谷凪咲、上西恵、白間美瑠、高野祐衣、村瀬紗英、矢倉楓子、薮下柊、山田菜々、山本彩、吉田朱里、渡辺美優紀                 | 市川美織、小笠原茉由、加藤夕夏、上枝恵美加、小谷里歩、渋谷凪咲、上西恵、白間美瑠、高野祐衣、村瀬紗英、矢倉楓子、薮下柊、山田菜々、山本彩、吉田朱里、渡辺美優紀                 | 市川美織、小笠原茉由、加藤夕夏、上枝恵美加、小谷里歩、渋谷凪咲、上西恵、白間美瑠、高野祐衣、村瀬紗英、矢倉楓子、薮下柊、山田菜々、山本彩、吉田朱里、渡辺美優紀                 | 市川美織、小笠原茉由、加藤夕夏、上枝恵美加、小谷里歩、渋谷凪咲、上西恵、白間美瑠、高野祐衣、村瀬紗英、矢倉楓子、薮下柊、山田菜々、山本彩、吉田朱里、渡辺美優紀                 | AKB48 34thシングル「鈴懸の木の道で……」 | [ 注 66 ] [ 30 ] |
| 2015 | パンキッシュ | | 西島真実 / 力丸尊 | 西島真実 / 力丸尊 | AKB48 39thシングル「Green Flash」      |                  |
| 2015 | 市川美織、梅田彩佳、加藤夕夏、小谷里歩、渋谷凪咲、上西恵、白間美瑠、谷川愛梨、藤江れいな、村瀬紗英、矢倉楓子、薮下柊、山田菜々、山本彩、吉田朱里、渡辺美優紀                   | 市川美織、梅田彩佳、加藤夕夏、小谷里歩、渋谷凪咲、上西恵、白間美瑠、谷川愛梨、藤江れいな、村瀬紗英、矢倉楓子、薮下柊、山田菜々、山本彩、吉田朱里、渡辺美優紀                   | 市川美織、梅田彩佳、加藤夕夏、小谷里歩、渋谷凪咲、上西恵、白間美瑠、谷川愛梨、藤江れいな、村瀬紗英、矢倉楓子、薮下柊、山田菜々、山本彩、吉田朱里、渡辺美優紀                   | 市川美織、梅田彩佳、加藤夕夏、小谷里歩、渋谷凪咲、上西恵、白間美瑠、谷川愛梨、藤江れいな、村瀬紗英、矢倉楓子、薮下柊、山田菜々、山本彩、吉田朱里、渡辺美優紀                   | AKB48 39thシングル「Green Flash」      | [ 注 3 ]         |
| 2016 | しがみついた青春 | | 外山大輔 | 武藤星児 | AKB48 43rdシングル「君はメロディー」   |                  |
| 2016 | 植村梓、太田夢莉、加藤夕夏、日下このみ、渋谷凪咲、白間美瑠、上西恵、須藤凜々花、谷川愛梨、藤江れいな、村瀬紗英、矢倉楓子、薮下柊、山本彩、吉田朱里、渡辺美優紀                 | 植村梓、太田夢莉、加藤夕夏、日下このみ、渋谷凪咲、白間美瑠、上西恵、須藤凜々花、谷川愛梨、藤江れいな、村瀬紗英、矢倉楓子、薮下柊、山本彩、吉田朱里、渡辺美優紀                 | 植村梓、太田夢莉、加藤夕夏、日下このみ、渋谷凪咲、白間美瑠、上西恵、須藤凜々花、谷川愛梨、藤江れいな、村瀬紗英、矢倉楓子、薮下柊、山本彩、吉田朱里、渡辺美優紀                 | 植村梓、太田夢莉、加藤夕夏、日下このみ、渋谷凪咲、白間美瑠、上西恵、須藤凜々花、谷川愛梨、藤江れいな、村瀬紗英、矢倉楓子、薮下柊、山本彩、吉田朱里、渡辺美優紀                 | AKB48 43rdシングル「君はメロディー」   | [ 注 3 ]         |
| 2017 | 真夜中の強がり | | 熊谷蘭 | 熊谷蘭、SAIKI | AKB48 47thシングル「シュートサイン」   |                  |
| 2017 | 市川美織、植村梓、太田夢莉、沖田彩華、加藤夕夏、木下百花、渋谷凪咲、上西恵、白間美瑠、須藤凜々花、谷川愛梨、藤江れいな、村瀬紗英、矢倉楓子、薮下柊、山本彩加、山本彩、吉田朱里 | 市川美織、植村梓、太田夢莉、沖田彩華、加藤夕夏、木下百花、渋谷凪咲、上西恵、白間美瑠、須藤凜々花、谷川愛梨、藤江れいな、村瀬紗英、矢倉楓子、薮下柊、山本彩加、山本彩、吉田朱里 | 市川美織、植村梓、太田夢莉、沖田彩華、加藤夕夏、木下百花、渋谷凪咲、上西恵、白間美瑠、須藤凜々花、谷川愛梨、藤江れいな、村瀬紗英、矢倉楓子、薮下柊、山本彩加、山本彩、吉田朱里 | 市川美織、植村梓、太田夢莉、沖田彩華、加藤夕夏、木下百花、渋谷凪咲、上西恵、白間美瑠、須藤凜々花、谷川愛梨、藤江れいな、村瀬紗英、矢倉楓子、薮下柊、山本彩加、山本彩、吉田朱里 | AKB48 47thシングル「シュートサイン」   | [ 注 29 ] [ 31 ] |
| 2018 | 下手を打つ | | 前迫潤哉、林武蔵 | 林武蔵 | AKB48 51stシングル「ジャーバージャ」   |                  |
| 2018 | 岩田桃夏、植村梓、沖田彩華、加藤夕夏、小嶋花梨、渋谷凪咲、城恵理子、上西怜、白間美瑠、谷川愛梨、三田麻央、村瀬紗英、安田桃寧、山本彩加、山本彩、吉田朱里                       | 岩田桃夏、植村梓、沖田彩華、加藤夕夏、小嶋花梨、渋谷凪咲、城恵理子、上西怜、白間美瑠、谷川愛梨、三田麻央、村瀬紗英、安田桃寧、山本彩加、山本彩、吉田朱里                       | 岩田桃夏、植村梓、沖田彩華、加藤夕夏、小嶋花梨、渋谷凪咲、城恵理子、上西怜、白間美瑠、谷川愛梨、三田麻央、村瀬紗英、安田桃寧、山本彩加、山本彩、吉田朱里                       | 岩田桃夏、植村梓、沖田彩華、加藤夕夏、小嶋花梨、渋谷凪咲、城恵理子、上西怜、白間美瑠、谷川愛梨、三田麻央、村瀬紗英、安田桃寧、山本彩加、山本彩、吉田朱里                       | AKB48 51stシングル「ジャーバージャ」   | [ 注 5 ] [ 32 ]  |

## 上記以外

### リミックス
| 年   | 楽曲名                            | 名義 | 原曲               | 収録                                    | 脚注      |
| ---- | --------------------------------- | ---- | ------------------ | --------------------------------------- | --------- |
| 2014 | オーマイガー!（Hard Dance Remix） |      | 「オーマイガー!」  | 『ALL YOU NEED IS LAUGH』               |           |
| 2014 | カモネギックス<Remo-Con REMIX>    |      | 「カモネギックス」 | 『世界の中心は大阪や 〜なんば自治区〜』 | [ 注 90 ] |

### 替え歌
| 年   | 楽曲名                                                                 | 名義                                                                 | 原曲                 | 収録・披露 | 脚注   |
| ---- | ---------------------------------------------------------------------- | -------------------------------------------------------------------- | -------------------- | --- | ------ |
| 2011 | NMB48                                                                  | NMB48                                                                | AKB48                | NMB48 チームN 1st Stage「誰かのために」など                                                                                          |        |
| 2011 | 小池 （大阪弁バージョン）                                              | チームN                                                              | 小池                 | NMB48 チームN 1st Stage「誰かのために」など                                                                                          |        |
| 2022 | 小池 （大阪弁バージョン）                                              | NMB48                                                                | 小池                 | 「なんばらえてぃー」公演 |        |
| 2011 | 転がる石になれ （チームN ver.）                                        | チームN                                                              | 転がる石になれ       | NMB48 チームN 2nd Stage「青春ガールズ」                                                                                              |        |
| 2018 | 転がる石になれ （NMB48 ver.）                                          | NMB48                                                                | 転がる石になれ       | NMB48 研究生「夢は逃げない」公演、 『NMB48 山本彩卒業コンサート SAYAKA SONIC ～さやか、ささやか、さよなら、さやか～』で披露。        |        |
| 2022 | 転がる石になれ （NMB48 ver.）                                          | NMB48                                                                | 転がる石になれ       | 『NMB48 アンダーLIVE 〜今、私たちにもできること〜』で披露。                                                                          |        |
| 2012 | アイドルの夜明け （NMB48 Ver.）                                        | チームM                                                              | アイドルの夜明け     | NMB48 チームM 1st Stage「アイドルの夜明け」                                                                                          |        |
| 2012 | みなさんもご一緒に （NMB48 Ver.）                                      | チームM                                                              | みなさんもご一緒に   | NMB48 チームM 1st Stage「アイドルの夜明け」                                                                                          |        |
| 2013 | 上からエミカ                                                           | 上枝恵美加                                                           | 上からマリコ         | NMB48コンサート『NMB48 3rd Anniversary Special Live』で披露。                                                                        |        |
| 2014 | チームBII推し                                                          | チームBII                                                            | チームB推し          | 『NMB48 4th Anniversary Live』で披露。                                                                                               |        |
| 2014 | RESET （チームM ver.）                                                 | チームM                                                              | RESET                | NMB48 チームM 2nd Stage「RESET」 |        |
| 2022 | RESET （チームM ver.）                                                 | チームM                                                              | RESET                | NMB48 チームM 4th Stage「恋は突然やってくる」、 『NAMBATTLE2 ～がむしゃらにならなNMBちゃうやろっ!～最終イベント』で披露。            |        |
| 2014 | わるぴょん                                                             | 川上礼奈                                                             | わるきー             | 『NMB48 TeamM大阪ツアー2014〜ベンチ温めてました〜』岸和田公演で披露。                                                                |        |
| 2019 | わるぴょん                                                             | 川上礼奈                                                             | わるきー             | 『川上礼奈 卒業コンサート ～煮込まれ続けて9年!おいしく召し上がれ!～』で披露。                                                        |        |
| 2014 | えのきー                                                               | 日下このみ                                                           | わるきー             | 『NMB48 Tour 2014 In Summer 世界の中心は大阪や〜なんば自治区〜』広島公演で披露。                                                     |        |
| 2015 | わるりん                                                               | 柏木由紀                                                             | わるきー             | 『NMB48 Arena Tour 2015 〜遠くにいても〜』東京公演（2日目）で披露。                                                                  |        |
| 2017 | わるりん                                                               | 吉田朱里                                                             | わるきー             | 『NMB48 ARENA TOUR 2017』大阪公演（NMB48 7th Anniversary LIVE）で披露。                                                              |        |
| 2020 | わるりん                                                               | 吉田朱里                                                             | わるきー             | 『NMB48 吉田朱里卒業コンサート ～さよならピンクさよならアイドル～』で披露。                                                          |        |
| 2017 | ももきー                                                               | 木下百花                                                             | わるきー             | 『NMB48 ARENA TOUR 2017』横浜公演で披露。                                                                                            |        |
| 2018 | れもきー                                                               | 市川美織                                                             | わるきー             | 『市川美織 卒業コンサート ～今が旬!難波育ちフレッシュレモン、出荷します～』で披露。                                                  |        |
| 2018 | わるるん                                                               | 白間美瑠                                                             | わるきー             | 『NMB48 8th Anniversary LIVE』で披露。                                                                                               |        |
| 2020 | わるるん                                                               | 白間美瑠                                                             | わるきー             | 『NMB48 FIRST ONLINE LIVE 2020 ～離れていても！みるみる♡～』で披露。                                                                 |        |
| 2021 | わるるん                                                               | 白間美瑠                                                             | わるきー             | 『白間美瑠ソロコンサート 2021 ～Zeppでも!みるみる♡～』、『NMB48 白間美瑠卒業コンサート ～みるるん、さるるん、ありがとう♡～』で披露。 |        |
| 2019 | わるここ                                                               | 梅山恋和                                                             | わるきー             | 『NMB48 LIVE TOUR 2019 ～NAMBA祭～』東京公演で披露。                                                                                 |        |
| 2020 | わるここ                                                               | 梅山恋和                                                             | わるきー             | 『NMB48 梅山恋和ソロコンサート～笑梅繁盛で餅もって恋!～』で披露。                                                                    |        |
| 2022 | わるここ                                                               | 梅山恋和                                                             | わるきー             | 『NMB48 梅山恋和 卒業コンサート ～恋のおまじないが解ける前に～』で披露。                                                             |        |
| 2019 | わるぴぃ                                                               | 村瀬紗英                                                             | わるきー             | 『NMB48 LIVE TOUR 2019 ～NAMBA祭～』神戸公演で披露。                                                                                 |        |
| 2020 | わるぴぃ                                                               | 村瀬紗英                                                             | わるきー             | 『NMB48 村瀬紗英卒業コンサート ～Happy Saepy Ending～』で披露。                                                                      |        |
| 2019 | わるれい                                                               | 上西怜                                                               | わるきー             | 『NMB48 LIVE TOUR 2019 ～NAMBA祭～』宮城公演で披露。                                                                                 |        |
| 2022 | わるれい                                                               | 上西怜                                                               | わるきー             | 『NMB48 12th Anniversary LIVE ～This Is NMB48～』で披露。                                                                            |        |
| 2025 | わるれい                                                               | 上西怜                                                               | わるきー             | 『NMB48 上西怜 卒業コンサート 〜君だけのアイドル♡〜』で披露。                                                                        |        |
| 2019 | わるやん                                                               | 山本彩加                                                             | わるきー             | 『NMB48 LIVE TOUR 2019 ～NAMBA祭～』愛知公演で披露。                                                                                 |        |
| 2021 | わるやん                                                               | 山本彩加                                                             | わるきー             | 『山本彩加 卒業コンサート ～最後の一色～』で披露。                                                                                   |        |
| 2019 | わるここ・わるすー・わるぴぃ                                           | 梅山恋和・横野すみれ・村瀬紗英                                       | わるきー             | 『NMB48 9th Anniversary LIVE』で披露。                                                                                               |        |
| 2020 | わるもも・わるきー                                                     | 安田桃寧・渡辺美優紀                                                 | わるきー             | 『NMB48 10th Anniversary LIVE ～心を一つに、One for all, All for one～』で披露。                                                     |        |
| 2020 | わるやん・わるにゃん                                                   | W山本（山本彩加・山本望叶）                                          | わるきー             | 『NMB48 次世代コンサート ～難波しか勝たん!～』で披露。                                                                               |        |
| 2021 | わるなぎ                                                               | 渋谷凪咲                                                             | わるきー             | 『NMB48 11th Anniversary LIVE』で披露。                                                                                              |        |
| 2023 | わるなぎ                                                               | 渋谷凪咲                                                             | わるきー             | 『NMB48 渋谷凪咲卒業コンサート ～昨日はごめんなさい！今日こそ皆様へ愛を込めて～』で披露。                                            |        |
| 2022 | わるしん                                                               | 新澤菜央                                                             | わるきー             | 『NMB48 NAMBAZAAR 2022 ～27thシングル選抜～』で披露。                                                                                |        |
| 2023 | わるうーか                                                             | 加藤夕夏                                                             | わるきー             | 『NMB48 加藤夕夏卒業コンサート ～うーかにうかれっぱなし♡～』で披露。                                                                 |        |
| 2023 | わるつきー                                                             | 塩月希依音                                                           | わるきー             | 『NMB48 LIVE TOUR 2023』愛知公演で披露。                                                                                             |        |
| 2023 | わるちゃぴ                                                             | 坂田心咲                                                             | わるきー             | 『NMB48 LIVE TOUR 2023』東京公演で披露。                                                                                             |        |
| 2023 | わるにゃん                                                             | 山本望叶                                                             | わるきー             | 『NMB48 LIVE TOUR 2023』大阪公演で披露。                                                                                             |        |
| 2023 | わるしはん                                                             | 石田優美                                                             | わるきー             | 『NMB48 13th Anniversary LIVE』で披露。                                                                                              |        |
| 2024 | わるぽん                                                               | 芳賀礼                                                               | わるきー             | NMB48「さらば純情」公演 |        |
| 2025 | わるぽん・わるあみ・わるみゅう・わるあべ・わるふう・わるかも・わるてん | 芳賀礼・宮本杏海・和田海佑・安部若菜・永田楓花・三鴨くるみ・池田典愛 | わるきー             | NMB48 冬の大文化祭2025 "難波祭" 「わるきーフェスティバル」で披露。                                                                   |        |
| 2017 | Pioneer （チームN ver.）                                               | チームN                                                              | Pioneer              | NMB48 チームN 4th Stage「目撃者」 |        |
| 2019 | Pioneer （チームN ver.）                                               | チームN                                                              | Pioneer              | NMB48 チームN 5th Stage「N Pride」                                                                                                   |        |
| 2021 | Pioneer （FRONTIER ver.）                                              | FRONTIER                                                             | Pioneer              | 『NAMBATTLE公演～舞～』FRONTIER公演、 NMB48 FRONTIER 「大阪魂、捨てたらあかん」                                                      |        |
| 2017 | NMB参上!                                                               | チームBII                                                            | AKB参上!             | NMB48 チームBII 4th Stage「恋愛禁止条例」、『NMB48 7th Anniversary LIVE』                                                            |        |
| 2023 | NMB参上!                                                               | チームN                                                              | AKB参上!             | NMB48 チームN 7th Stage「N ship」 |        |
| 2018 | ピーク（ピーカーver.）                                                 | Queentet                                                             | ピーク               | サントリーとのコラボ企画におけるバージョン。                                                                                         | [ 33 ] |
| 2017 | 君のことが好きやねん                                                   | チームM                                                              | 君のことが好きだから | 『NMB48 藤江れいな卒業コンサート ～君のことが好きやねん!～』で披露。                                                                 |        |
| 2022 | 君のことが好きやねん                                                   | チームM                                                              | 君のことが好きだから | NMB48 チームM 4th Stage「恋は突然やってくる」                                                                                        |        |
| 2021 | がっつきガールズ （煌 ver.）                                           | 煌（シャイン）                                                       | がっつきガールズ     | NMB48 Zepp Osaka Bayside 3DAYS LIVE『難波新鮮組公演〜太陽の陣、炎天下で走り続けろ!〜』で披露。                                       |        |
| 2021 | がっつきガールズ （難波一番隊 ver.）                                   | 難波一番隊                                                           | がっつきガールズ     | NMB48 Zepp Osaka Bayside 3DAYS LIVE『難波新鮮組公演〜難波一番隊、御用改めである!〜』で披露。                                         |        |
| 2021 | がっつきガールズ （NMB48 ver.）                                        | NMB48                                                                | がっつきガールズ     | 『NMB48 次世代コンサート ～戦わな次世代ちゃうやろっ!～』、 『NMB48 11th Anniversary LIVE ～Thanksgiving～』で披露。                  |        |
| 2022 | がっつきガールズ （NMB48 ver.）                                        | NMB48                                                                | がっつきガールズ     | 『NMB48 アンダーLIVE 〜今、私たちにもできること〜』で披露。                                                                          |        |
| 2023 | ハートの脱出ゲーム （チームN ver.）                                    | チームN                                                              | ハートの脱出ゲーム   | チームN 7th Stage「N ship」、『渋谷凪咲卒業コンサート』                                                                              |        |

### 企画曲
| 年   | 楽曲名                                            | 名義   | 作詞                | 作曲         | 編曲     | 収録・披露・解説                                                         | 収録・披露・解説                                                                  | 備考 |
| ---- | ------------------------------------------------- | ------ | ------------------- | ------------ | -------- | ------------------------------------------------------------------------ | --------------------------------------------------------------------------------- | ---- |
| 2020 | 情熱をなくさないで Joshin Ver. 〜JoshinCMソング〜 |        | 原浩子/ウインズ平阪 | ウインズ平阪 |          | 上新電機CMソング。ウインズのカバー。白間美瑠、渋谷凪咲、山本彩加が歌唱。 | 上新電機CMソング。ウインズのカバー。白間美瑠、渋谷凪咲、山本彩加が歌唱。          |      |
| 2024 | 青春テトラポット                                  | テトラ | 安部若菜            | ナスカ       | mellow   | ドラマ「アイドル失格」主題歌。                                           | 山本望叶、川上千尋、上西怜、泉綾乃が歌唱。29thシングル「これが愛なのか?」に収録。 |      |
| 2024 | おとめのアイス                                    | テトラ | 安部若菜            | 本間大雅     | 本間大雅 | ドラマ「アイドル失格」挿入歌。                                           | 山本望叶、川上千尋、上西怜、泉綾乃が歌唱。29thシングル「これが愛なのか?」に収録。 |      |

### 公演曲差し換え
- AKB48シングルメドレー

 チームN 1st Stage「誰かのために」
- メドレー

チームM 1st Stage「アイドルの夜明け」など

### アコースティックバージョン
| 年   | 楽曲名   | 名義     | 原曲         | 収録・披露                                                                           | 備考 |
| ---- | -------- | -------- | ------------ | ------------------------------------------------------------------------------------ | ---- |
| 2014 | 純情U-19 | 村瀬紗英 | 「純情U-19」 | 『NMB48 Tour 2014 In Summer 世界の中心は大阪や〜なんば自治区〜』（宮城公演）で披露。 |      |